# Historia Sławkowa

Herb Sławkowa do 1790

Sławków – kilkutysięczne miasteczko w województwie śląskim, w Zagłębiu Dąbrowskim, nad rzeką Białą Przemszą. Jedno z najstarszych miast polskich. W XII i XIII wieku bogata osada górniczo-handlowa biskupów krakowskich. Do początku XIV w. największy w Małopolsce ośrodek górnictwa kruszcowego. Na przełomie XIII i XIV wieku miasto-twierdza i punkt oporu Przemyślidów w walce o koronę polską. Prawa miejskie uzyskał w XIII w., jednak już na początku następnego wieku zaczął gwałtownie podupadać. Do 1790 stanowił ośrodek administracyjny dóbr biskupich klucza sławkowskiego. W latach 1795–1807 znajdował się w Nowym Śląsku, następnie w Księstwie Warszawskim i Królestwie Kongresowym. W latach dwudziestych XIX wieku przeżył krótki okres rozwoju przemysłowego, ulegając następnie degradacji do roli rolniczo-przemysłowej osady. W 1870 utracił prawa miejskie, które odzyskał dopiero w 1958. W latach 1977–1984 był dzielnicą Dąbrowy Górniczej. Współcześnie Sławków jest kilkutysięcznym miasteczkiem, położonym na wschodnich obrzeżach Górnośląskiego Okręgu Przemysłowego. Wskutek niesprzyjających okoliczności historycznych do obecnych czasów przetrwały jedynie nieliczne ślady bogatej historii miasta.

## Czasy prehistoryczne i starożytność
Ślady bytności człowieka prehistorycznego na terenie Sławkowa nie są ani liczne, ani imponujące. Osadnictwu ludzkiemu w epoce kamienia nie sprzyjały tutejsze warunki fizjograficzne. Brak bowiem na obszarze miasta jaskiń, w które obfituje sąsiednia Jura Krakowsko-Częstochowska, będąca w tym okresie terenem intensywnego osadnictwa ludzkiego. W Sławkowie badania archeologiczne odnotowały jedynie pojedyncze ślady bytności człowieka w późnym paleolicie i neolicie. Całkowicie brak natomiast znalezisk związanych z kulturą łużycką, choć duże cmentarzysko tej kultury (z ok. 700 p.n.e.) odkryto w sąsiednich Strzemieszycach Wielkich. Ślady intensywniejszego osadnictwa ludzkiego na terenie Sławkowa pojawiają się dopiero w okresie późnorzymskim. Znaleziska dokumentują tym samym penetrację obszaru dzisiejszego miasta przez człowieka od epoki paleolitu do okresu wędrówki ludów, nie dostarczając jednak śladów trwałej jego bytności. Brak również dowodów na poparcie poglądu, jakoby w okresie starożytnym osada stanowić mogła ośrodek kopalnictwa kruszców, związany z wymienionym przez Tacyta celtyckim ludem Gotynów. Jej początek wiązać należy najprawdopodobniej z osadnictwem słowiańskim.

## Początki, czasy świetności i upadek (VIII-IX w. – XIV w.)

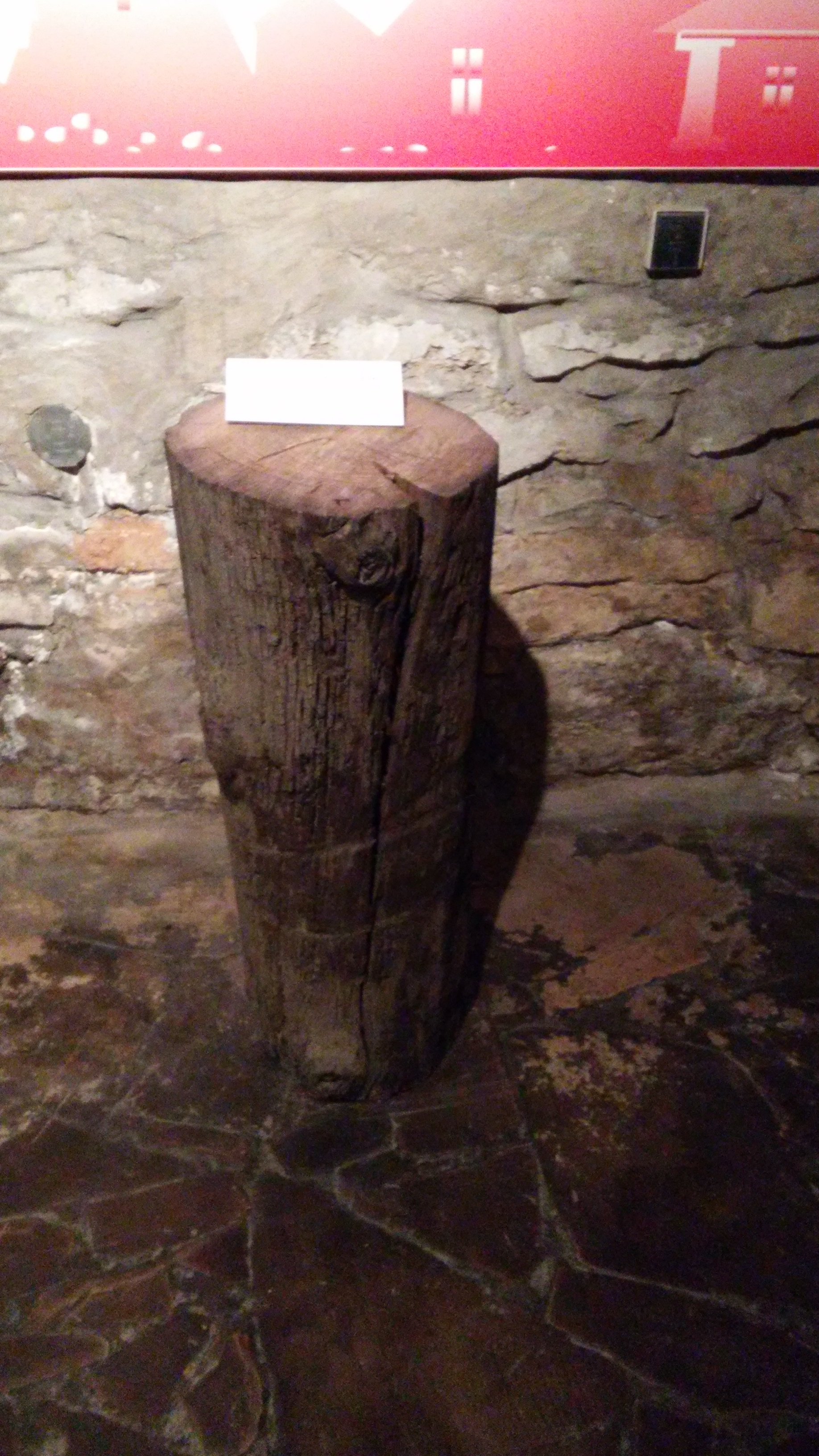
Fragment pala dębowego pochodzącego z umocnień obronnych (palisadowo-ziemnych) przy ul. Zakościelnej w Sławkowie, datowany na X wiek (Muzeum Regionalne w Sławkowie)

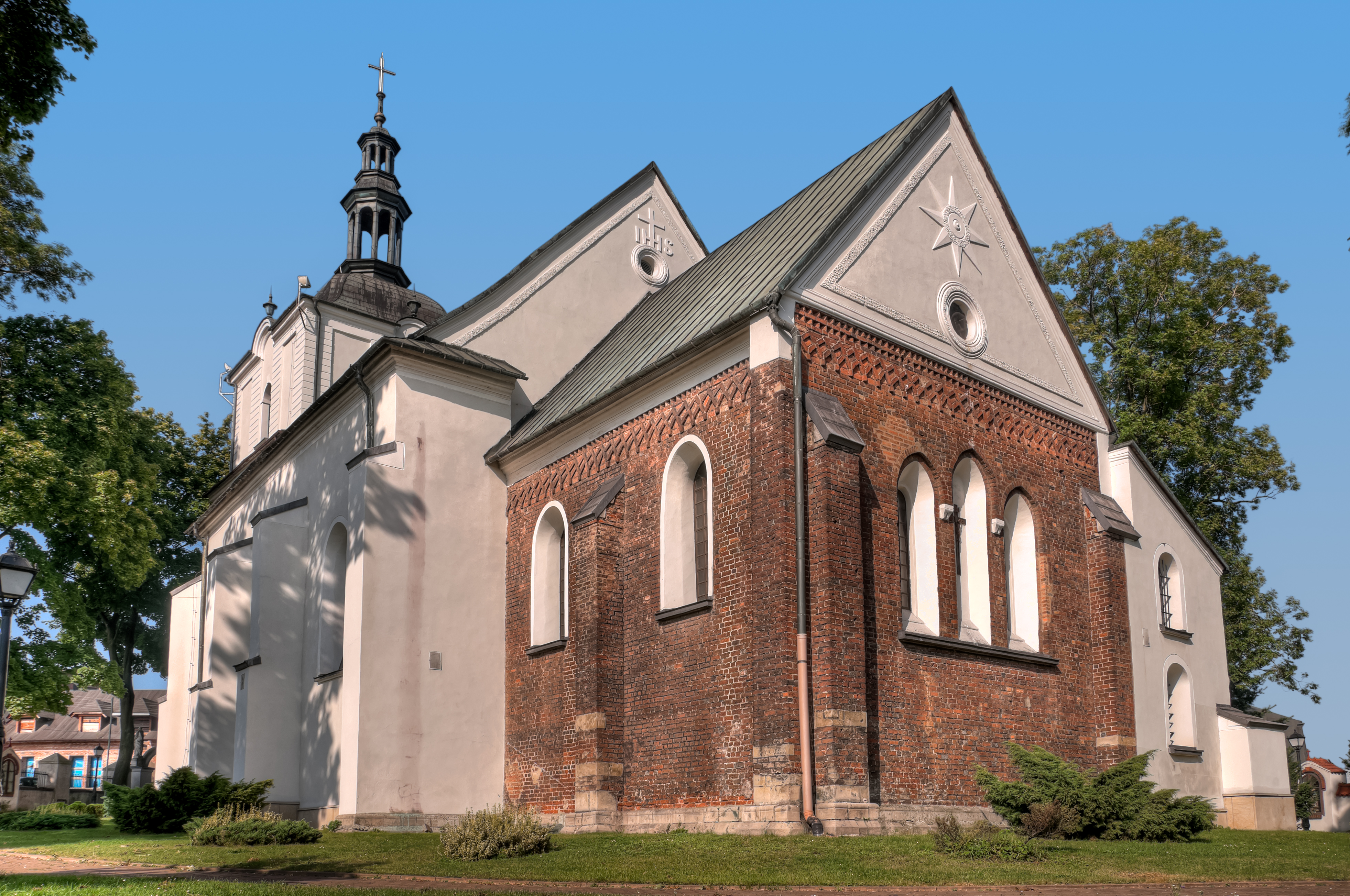
Kościół pw. św. Mikołaja i Podwyższenia Krzyża Świętego w Sławkowie z połowy XIII w. – najstarszy zachowany zabytek nieruchomy miasta (widok od strony północno-wschodniej)

### Początki miasta
Wobec braku dostatecznych źródeł na temat wczesnej historii Sławkowa, okoliczności powstania osady pozostają owiane tajemnicą. Według legendy jej przeszłość sięga czasów wcześniejszych niż Kraków, skąd ukuto powiedzenie „dawniejszy Sławków od Krakowa”. Cokolwiek by sądzić o tych przekazach ustnych, wiadome fakty potwierdzają, że Sławków należy do najstarszych słowiańskich ośrodków osadniczych w Polsce. Odkryte przypadkowo kawałki trzech pali dębowych dowodzą, że gród obronny istnieć mógł na wzgórzu miejskim już w IX wieku. Powstanie grodu wiązane bywa z okresem czeskiej zwierzchności nad ziemiami plemienia Wiślan. Świadczyć o tym ma także sama nazwa miasta, do dzisiaj znana w Czechach, na Morawach, na Śląsku Czeskim i na Słowacji, prawie zaś nieodnotowywana w Polsce. W epoce wczesnopiastowskiej (a być może i wcześniej) gród oraz położona obok niego osada stanowiły centrum zagłębia kruszcowego, którego istnienie poświadczają źródła narracyjne ze schyłku średniowiecza. Dopiero od niedawna dokonywane są coraz częstsze odkrycia archeologiczne śladów średniowiecznego górnictwa i hutnictwa na obszarze dawnej biskupiej kasztelanii sławkowskiej (w Strzemieszycach Wielkich i Łośniu oraz w Bukownie). Z XII wieku pochodzi wczesnośredniowieczne cmentarzysko szkieletowe zlokalizowane na terenie kościoła św. Mikołaja. Służyło ono miejscem pochówku mieszkańcom osady przedlokacyjnej („starego Sławkowa”), ulokowanej prawdopodobnie na wschodnim brzegu Białej Przemszy. Według podawanej obecnie w wątpliwość relacji Jana Długosza, na miejscu cmentarza biskup Fulko ufundował kościół i szpital dla górników, dla których założenia sprowadził do Sławkowa w 1203 zakonników św. Ducha. Takiej daty budowy kościoła nie potwierdzają jednak ustalenia architektoniczne, przesuwając ją na połowę XIII wieku. W miejscu tym istniała jednak już wcześniej inna świątynia. Początkowo przypuszczano, że mogła być również murowana. Dzisiaj wiadomo jednak, że była zbudowana z drewna. Obecny kościół – nie ukończony według zamysłu swego fundatora – był pierwotnie budowlą inkastelowaną. Wcześniej było tu prawdopodobnie miejsce kultu pogańskiego. Przypuszczalnie z powodu spadku znaczenia obronnego gród książęcy dosyć wcześnie podarowany został (wraz z całą kasztelanią sławkowską) biskupom krakowskim. Trudno jednak powiedzieć, czy nadanie osady biskupom nastąpiło już za czasów Bolesława Chrobrego, czy też dopiero później. Nie wiadomo też w jaki sposób i kiedy przeszło na biskupów krakowskich regale górnicze. Pewne jest jedynie, że Sławków znajdował się we władaniu biskupim na początku XIII w. Potwierdza to pierwsza pisemna wzmianka o Sławkowie, pochodząca z 1220, kiedy to biskup krakowski Iwo Odrowąż nadał ufundowanemu przez siebie w Prądniku pod Krakowem klasztorowi św. Ducha połowę dochodów z karczm sławkowskich. Nadanie to stanowić miało ponoć dość pokaźną kwotę, co poświadcza wysoki poziom rozwoju gospodarczego ówczesnego Sławkowa. Wiadomość o karczmach dowodzi też pośrednio jego handlowego charakteru. W jakiś zagadkowy sposób osada ocalała od najazdów tatarskich, dzięki czemu zniszczony przez Tatarów w 1241 i 1259 Kraków odbudowano właśnie z jej pomocą. Pamięć o tym przetrwała w powiedzeniu „o sławkowskim chlebie Kraków zbudowano”.

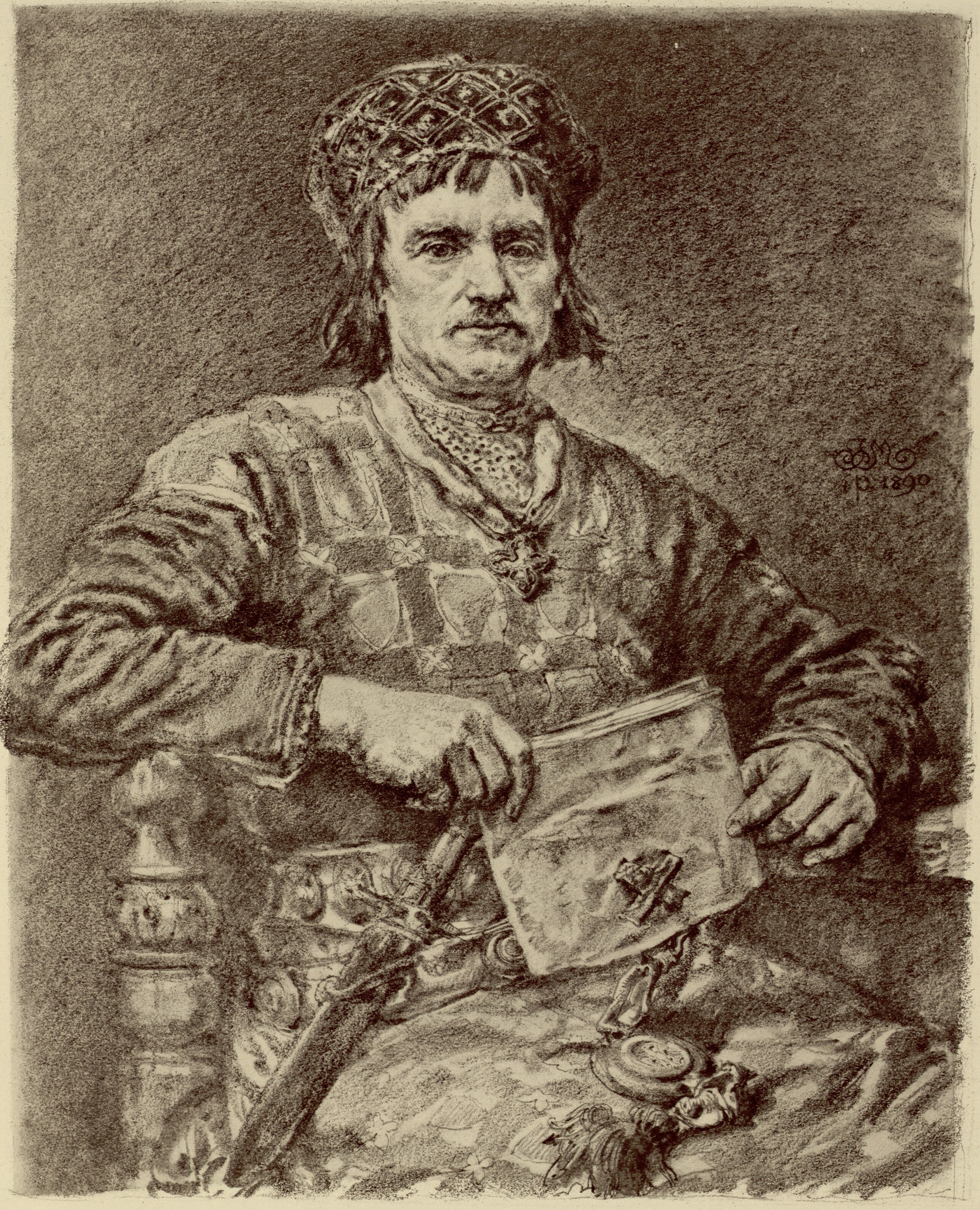
Prawdopodobnie to właśnie Bolesław Wstydliwy (1226–1279) nadał Sławkowowi prawa miejskie. Data ich nadania pozostaje jednak nieznana

Sławków otrzymał prawa miejskie w okresie lokacji najstarszych miast małopolskich w XIII w. Z powodu zaginięcia aktu lokacyjnego nie jest jednak znana dokładna data ich nadania. Opierając się na pośrednich źródłach historycznych zwykło się jedynie sądzić, że nastąpiło to między rokiem 1279 a 1286.
W dokumencie wystawionym przez Bolesława Wstydliwego 6 grudnia 1279 Sławków nazywany jest bowiem jeszcze wsią biskupią (villa episcopalis), a w datowanej na 30 listopada 1286 ugodzie biskupa Pawła z Przemankowa z księciem Leszkiem Czarnym pojawia się już jako miasto (civitas). Za datę otrzymania praw miejskich przyjęto więc umownie rok 1286. Historyków nie przestają jednak nurtować wątpliwości dotyczące faktycznej daty ich uzyskania. Sądzi się bowiem, że wzmianka o „wsi biskupiej Sławków” w dokumencie z 1279 nie dotyczy obecnego Sławkowa, lecz istniejącej obok miasta jeszcze jakiś czas po jego założeniu osady przedlokacyjnej, nazywanej w źródłach „starym Sławkowem”. Ponieważ zaś dokument z 1286 potwierdza miastu i kasztelanii sławkowskiej wszelkie prawa, jakimi cieszyły się one za panowania Bolesława Wstydliwego (1243–1279), przyjąć można, że Sławków posiadał status miasta już przed rokiem 1279. Przypuszcza się, że mógł go uzyskać staraniem biskupów krakowskich w trzeciej ćwierci XIII w.
Za takim datowaniem przemawiają również okoliczności wydania przez Bolesława Wstydliwego dokumentu z 6 grudnia 1279. W dokumencie tym – sporządzonym na dzień przed swoją śmiercią – Bolesław zapisał kapitule krakowskiej wieś Bolesław położoną „niedaleko wsi biskupiej Sławków” (non multum lange ab episcopali villa Slaucov). Gdyby przyjąć, że chodzi w nim istotnie o dzisiejsze miasto, należałoby konsekwentnie przypuszczać, że Bolesław Wstydliwy nadał Sławkowowi prawa miejskie w dniu swojej śmierci, po tym jak jeszcze dzień wcześniej nazwał go wsią. Okoliczność taka wydaje się mało prawdopodobna.
Miasto lokowane było na prawie magdeburskim, potwierdzanym wielokrotnie w następnych wiekach. Lokacja dokonała się w oparciu o osadników niemieckich. Świadczą o tym nie tylko zachowane do naszych czasów imiona i nazwiska pierwszych mieszczan sławkowskich, lecz również fakt poparcia przez nich biskupa Muskaty i wójta Alberta w walce z Władysławem Łokietkiem. Z XIV-wiecznych dokumentów watykańskich znani są np. niejacy Gerlach, Sygard i Peszke, którzy z innymi mieszczanami sławkowskimi (cum civibus suis de Slacovia) służyli w oddziałach biskupich. Liczne inne dokumenty z przełomu XIII i XIV wieku świadczą o niemieckim pochodzeniu pierwszych mieszczan sławkowskich, którzy mieli również swoją kolonię w Krakowie. Wskutek braku dokumentów źródłowych nie wiadomo jednak skąd przybyli do Sławkowa niemieccy osadnicy. Nieznani pozostają również zarówno zasadźca miasta, jak i jego pierwsi wójtowie dziedziczni. Niewiadomych pozostaje także wiele innych faktów dotyczących lokacji Sławkowa. Regularny układ przestrzenny miasta dowodzi jednak, że założone ono zostało obok osady przedlokacyjnej, na tzw. surowym korzeniu. Miejsce lokacji na nierównym sławkowskim wzgórzu świadczy natomiast o górniczym charakterze miasta, które posadowiono tutaj z powodu bliskości kruszców, nie oglądając się zbytnio na niedogodności terenu. Pierwsze wiadomości o ustroju miejskim Sławkowa pochodzą jednak dopiero z wieków późniejszych. W 1303 na prawie sławkowskim (iure civitatis nostre Slavcoviensis) Jan Muskata lokował pobliską wieś Jeleń. Z dokumentu wystawionego w 1337 wiadomo, że władze miasta reprezentowali wobec biskupa krakowskiego wójt wraz z czteroosobową ławą. Dokument z 1419 zaświadcza zaś o istnieniu – obok wymienionych organów – również rady miejskiej. Od czasu wcielenia Małopolski do państwa Piastów gród i osada znajdowały się w ziemi krakowskiej. Nie wiadomo kiedy Sławków stał się stolicą biskupiej kasztelanii majątkowej (klucz sławkowski). Istnienie tej kasztelanii poświadczone jest pośrednio w dokumencie z 1238, wymieniającym jej zarządcę – wojskiego Augustyna (Augustinus tribunus de Zlaucow). Powstała ona prawdopodobnie poprzez wydzielenie z bytomskiej w XII wieku. Nie jest wszelako wykluczuczone, że przed wejściem w skład kasztelanii bytomskiej Sławków sam stanowił siedzibę kasztelanii terytorialnej. Sławkowska kasztelania biskupia ulegała z czasem powiększeniu drogą zakupów i nadań. Biskupi sprawowali w niej półudzielną władzę świecką, stanowiąc podatki, nadając przywileje i wykonując sądownictwo. Natomiast pod względem administracji kościelnej stanowił Sławków jeszcze w początkach XIV w. siedzibę dekanatu sławkowskiego, obejmującego blisko 30 parafii i ciągnącego się od Nowej Góry po Mikulczyce. W 1179 dekanat ten przecięty został nową granicą małopolsko-śląską. Jego olbrzymia powierzchnia sugeruje, że była to bardzo stara struktura kościelna, sięgająca najpewniej początków biskupstwa krakowskiego. Przy sławkowskim kościele prawdopodobnie już w XIII w. działała szkoła parafialna, której absolwenci w XIV w. zajmowali wysokie stanowiska w kurii biskupiej oraz obejmowali inne eksponowane stanowiska kościelne.

### Znaczenie gospodarcze

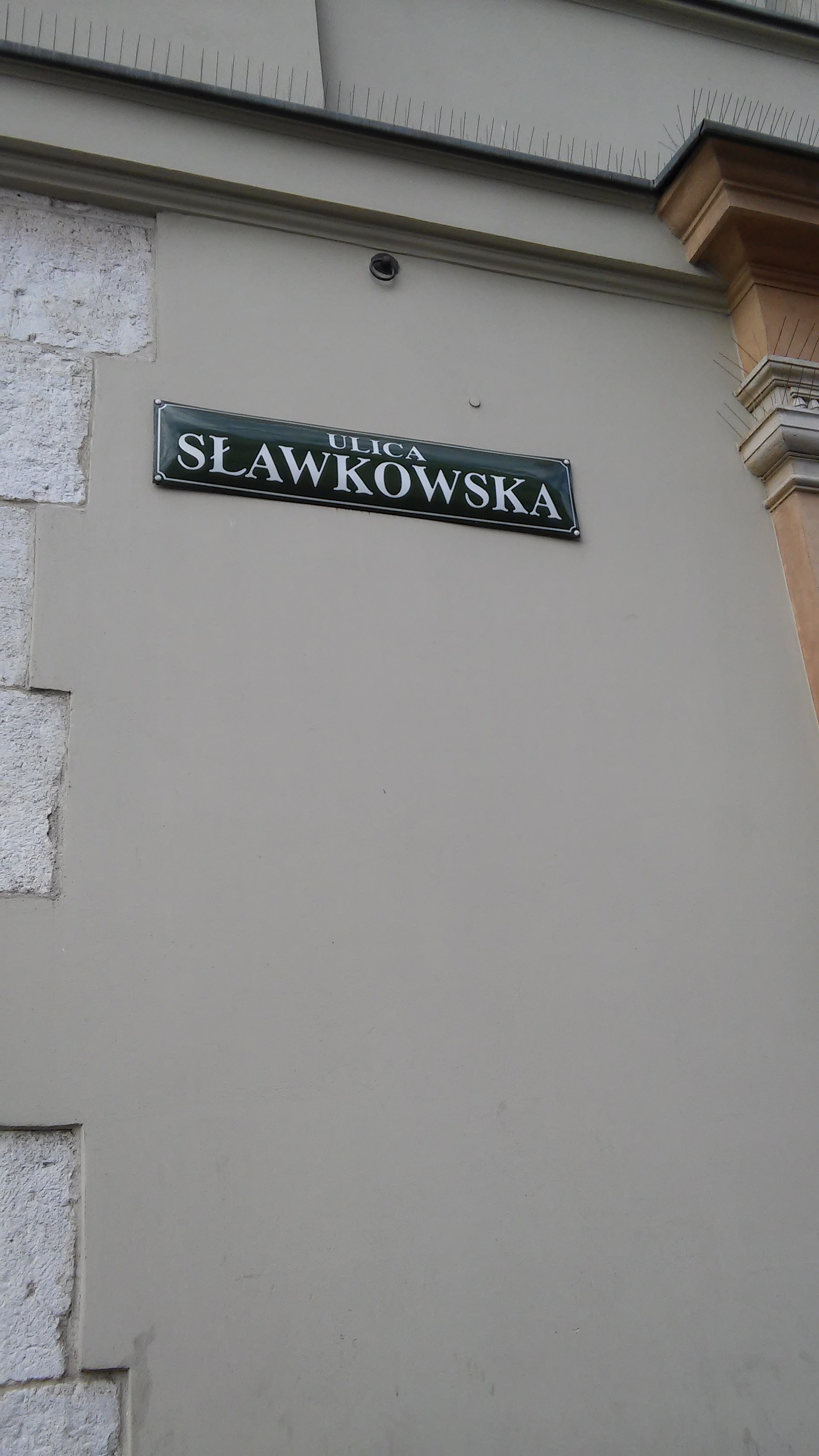
Ulica Sławkowska w Krakowie

Występowanie w okolicach miasta złóż kruszców i dogodne położenie na szlaku handlowym sprawiły, że rozwinęło się ono w ważny ośrodek wydobycia ołowiu i srebra oraz centrum handlu i rzemiosła, o którym pierwsze pewne wiadomości pochodzą z XIII wieku. Twierdzi się jednak, że lata świetności Sławkowa wiązać należy z wcześniejszym (być może nawet przedchrześcijańskim) okresem, natomiast w XIII w. znaczenie miasta malało. Dowodzić ma tego okoliczność przeniesienia w 1220 przez Iwona Odrowąża sprowadzonego w 1203 z Wiednia zakonu duchaków, wraz z założonych przez nich szpitalem, ze Sławkowa do Prądnika pod Krakowem.

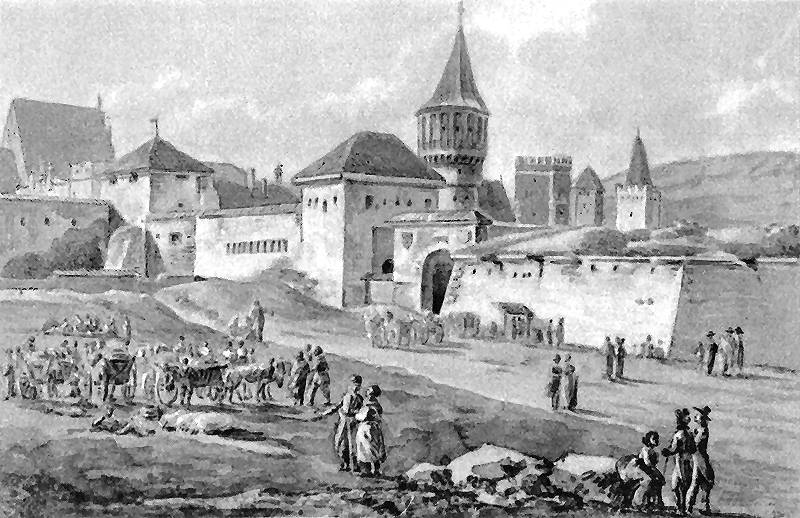
Brama Sławkowska w Krakowie (Zygmunt Vogel, 1799 – rysunek piórem i pędzlem tuszem)

Śladem dawnego znaczenia Sławkowa jest istnienie do dzisiaj w Krakowie wzmiankowanej po raz pierwszy w 1307, a pochodzącej zapewne z okresu założenia miasta, ulicy Sławkowskiej (Slacovse gasse). Ulica ta, odchodząca od styku linii AB i CD Rynku Głównego, prowadziła kiedyś w kierunku nieistniejącej już Bramy Sławkowskiej i wychodziła na trakt wiodący w kierunku Śląska. Fakt, że Jan Długosz donosi o istnieniu w XIII wieku ulicy Sławkowskiej również we Wrocławiu, skłaniać może do przyjęcia, że Sławków stanowił niegdyś niezwykle ważny punkt na szlaku między oboma miastami, wyprzedzający swym znaczeniem nie tylko Bytom, lecz prawdopodobnie i Opole. W istocie, dokument biskupi z 1298, dotyczący fundacji i uposażenia szpitala oraz klasztoru św. Ducha zaświadcza o wysokim stanie zabudowy i zaludnienia Sławkowa (2 parafie) oraz rozwoju rękodzielnictwa, dowodząc, że był on w drugiej połowie XIII w. miastem rozwiniętym pod względem gospodarczym i gęsto zaludnionym. Dowodem zamożności ówczesnego Sławkowa jest obciążenie miasta przez biskupa kwotą 500 grzywien, którą Czech Hynko z Dubia ściągnął z mieszczan sławkowskich siłą jako wynagrodzenie za usługi oddane przy wyborze Muskaty na stolec biskupi. O tym jak pokaźna była to suma świadczy fakt, że roczna rata odszkodowania w wysokości tysiąca grzywien, które w 1286 zobowiązał się płacić na rzecz Pawła z Przemankowa książę krakowski Leszek Czarny, stanowiła niezwykle dotkliwe obciążenie nawet dla książęcego budżetu.

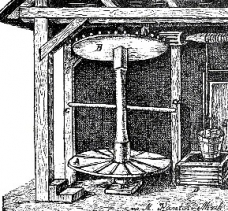
Urządzenie XIV-wiecznego „szybu wydobywalnego” (według rysunku M. Kantora-Mirskiego)

Swoje bogactwo zawdzięczał Sławków głównie eksploatacji srebronośnych rud ołowiu. Jednak szczytowy okres rozwoju sławkowskiego górnictwa kruszców nie jest udokumentowany. Nie wiadomo nawet dokładnie kiedy miał on miejsce. Jak zwraca uwagę historyk Zagłębia Dąbrowskiego Jan Przemsza-Zieliński, nazwanie przez Jana Długosza panującego w latach 1177–1194 Kazimierza Sprawiedliwego „panem zanikających i upadających kopalń ołowiu u miast Sławkowa i Bytomia” świadczy, że już w XII wieku okres rozkwitu górnictwa sławkowskiego należał do przeszłości. Przypuszcza się skądinąd, że sławkowskie górnictwo kruszcowe istniało już w X wieku, a zatem starsze jest znacznie od olkuskiego.
Jednak pierwsze bezpośrednie informacje pisane na jego temat pochodzą dopiero z 1412, kiedy biskup krakowski Piotr Wysz potwierdził przywileje gwarków sławkowskich oraz ich wzorowane na węgierskim prawo górnicze. Dokument biskupi rzuca również pewne światło na miejscowe górnictwo w czasach wcześniejszych, dowodząc że także w poprzednich wiekach gwarkami byli mieszczanie sławkowscy, zobowiązani do opłaty na rzecz biskupa olbory w wysokości jedenastej części wydobytego kruszcu. Nie wiadomo jednak jaki był rozmiar prac górniczych w Sławkowie w szczytowym okresie rozwoju miejscowego górnictwa. Dokonany w XVIII w. przez Hipolita Kownackiego opis średniowiecznego górnictwa sławkowskiego uważany jest za przesadzony.
W średniowieczu miasto leżało na szlaku handlowym z Krakowa do Wrocławia, będącym częścią dłuższych szlaków łączących wschód z zachodem Europy (Via Regia). O pierwotnym przebiegu tej drogi handlowej świadczy usytuowanie ulicy Krakowskiej w Sławkowie, prowadzącej w kierunku Krakowa przez Nową Górę i Płoki, z pominięciem Olkusza. W Sławkowie, u wylotu dzisiejszej ulicy Siewierskiej, znajdowało się również odgałęzienie od tego szlaku prowadzące przez Siewierz do Woźnik i stamtąd dalej w kierunku Poznania. Miało ono jednak – przynajmniej od XIV w. – znaczenie jedynie lokalne, gdyż zgodnie z przywilejami posiadanymi przez Wolbrom kupcy podróżujący między Krakowem a Wielkopolską musieli pod groźbą utraty przewożonych towarów wybierać drogę przez to właśnie miasto.

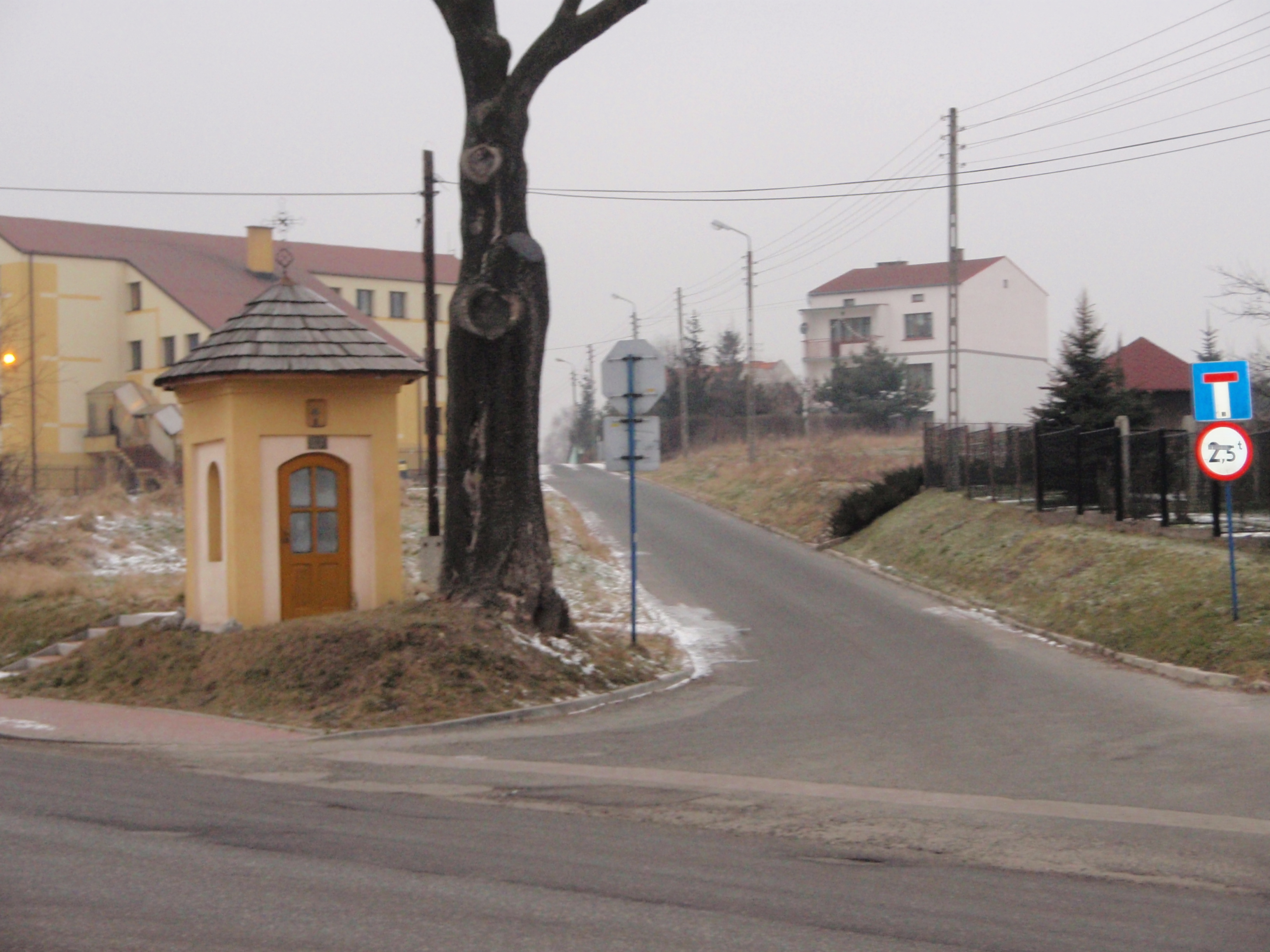
Ul. Łosińska w Sławkowie – niegdyś uczęszczany szlak prowadzący do Siewierza, Woźnik i Częstochowy, dzisiaj – droga bez przejazdu

Z rozwojem handlu w Sławkowie związane jest istnienie od XIII wieku komory celnej, w której według Jana Długosza w XV wieku ściągano cło od każdego wozu z towarem w wysokości jednego grosza czeskiego, a od sztuki bydła oraz od konia po dwa denary. Handlowano przede wszystkim miejscowym ołowiem, który trafiał za pośrednictwem Krakowa na rynki europejskie, m.in. na Węgry. Prowadzono również tranzytowy handel solą, na który mieszczanie sławkowscy mieli przynoszący im znaczne dochody monopol. Cła nie pobierano jednak na pożytek miasta, lecz stanowiło ono uposażenie kantora katedry krakowskiej. Jego wysokość szacowano w XV wieku na 20 grzywien rocznie, z czego 8 kantor przekazywał plebanowi sławkowskiemu.
Górnictwo ołowiu i srebra oraz wymiana handlowa wywarły korzystny wpływ na rozwój miejscowego rękodzielnictwa. Pierwszych rzemieślników sławkowskich – piekarza Bertolda i młynarza Teodoryka Szulera – wymienia dokument biskupi z 1298, przekazujący jednocześnie informacje o funkcjonowaniu w mieście jatek mięsnych oraz przynoszącej wysoki czynsz łaźni miejskiej nad Białą Przemszą. Dokładniejsze informacje na temat sławkowskiego rzemiosła pochodzą jednak dopiero z 1412, w którym przywilej biskupi wymienia pracujących w mieście kołodziejów, szewców i garbarzy, kramy solne prasołów i jatki rzeźnicze oraz karczmy, którym przyznano monopol na wyszynk i sprzedaż piwa we wsiach całego klucza sławkowskiego. Z dużą dozą prawdopodobieństwa przyjąć można, że podobny stopień rozwoju reprezentowało sławkowskie rzemiosło już w XIV wieku. Znaną również z późniejszego okresu wysoką jakość jego produktów wiązać należy z faktem zbytu dużej ich części na wymagającym stołecznym rynku w Krakowie.
Obok górnictwa, handlu i rzemiosła pewna część mieszkańców średniowiecznego Sławkowa żyła z rolnictwa i hodowli. Choć jako miasto górnicze Sławków lokowany był najprawdopodobniej bez nadania gruntów rolnych, to obszar tych ostatnich poszerzał się sukcesywnie na skutek karczunku lasów i zagospodarowywania zarośli oraz nieużytków. Brak danych na ten temat z najwcześniejszego okresu historii miasta, jednak według Jana Długosza w XV w. obszar gruntów rolnych należących do mieszczan wynosił już 36 łanów. Przyjmuje się, że wraz z polami wójtowskimi, podmiejskimi i folwarkiem biskupim tereny przeznaczone pod produkcję rolną zajmowały w tym czasie łączną powierzchnię 50 łanów frankońskich, a więc obszar odpowiadający ok. 900 hektarom. Jeszcze w czasach Długosza pola te nie były jednak ani dokładnie pomierzone i powytyczane, ani podzielone dla uprawy w systemie trójpolówki. Uprawiano je tylko miejscami, tam gdzie była lepsza ziemia, siejąc zboża, urządzając plantacje chmielu oraz łąki dla wypasu bydła i hodowanej tu tradycyjnie trzody.

### Na arenie politycznej

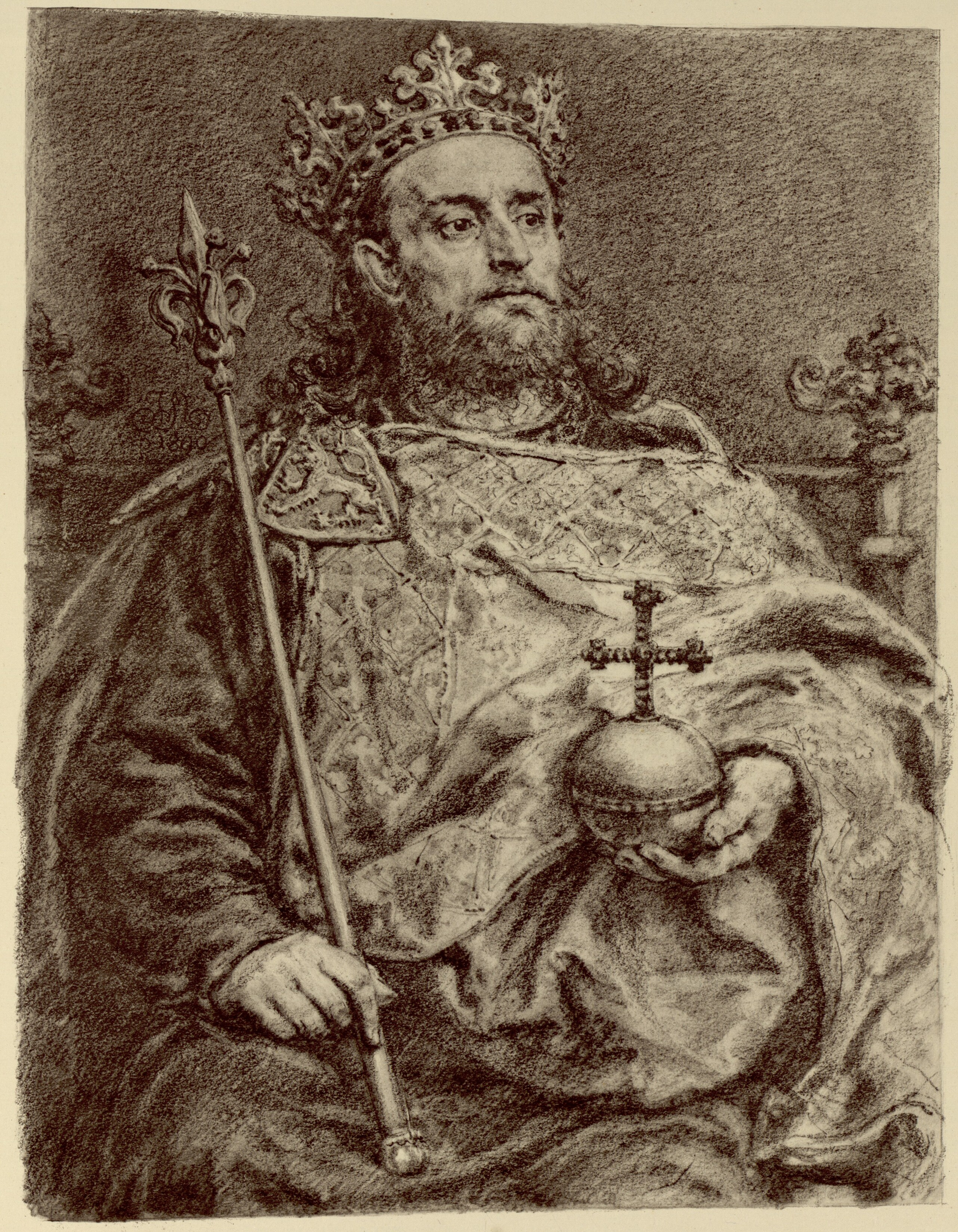
Wacław II Czeski – w dokumencie z 20 czerwca 1295 zezwolił biskupowi Muskacie otoczyć Sławków murami obronnymi

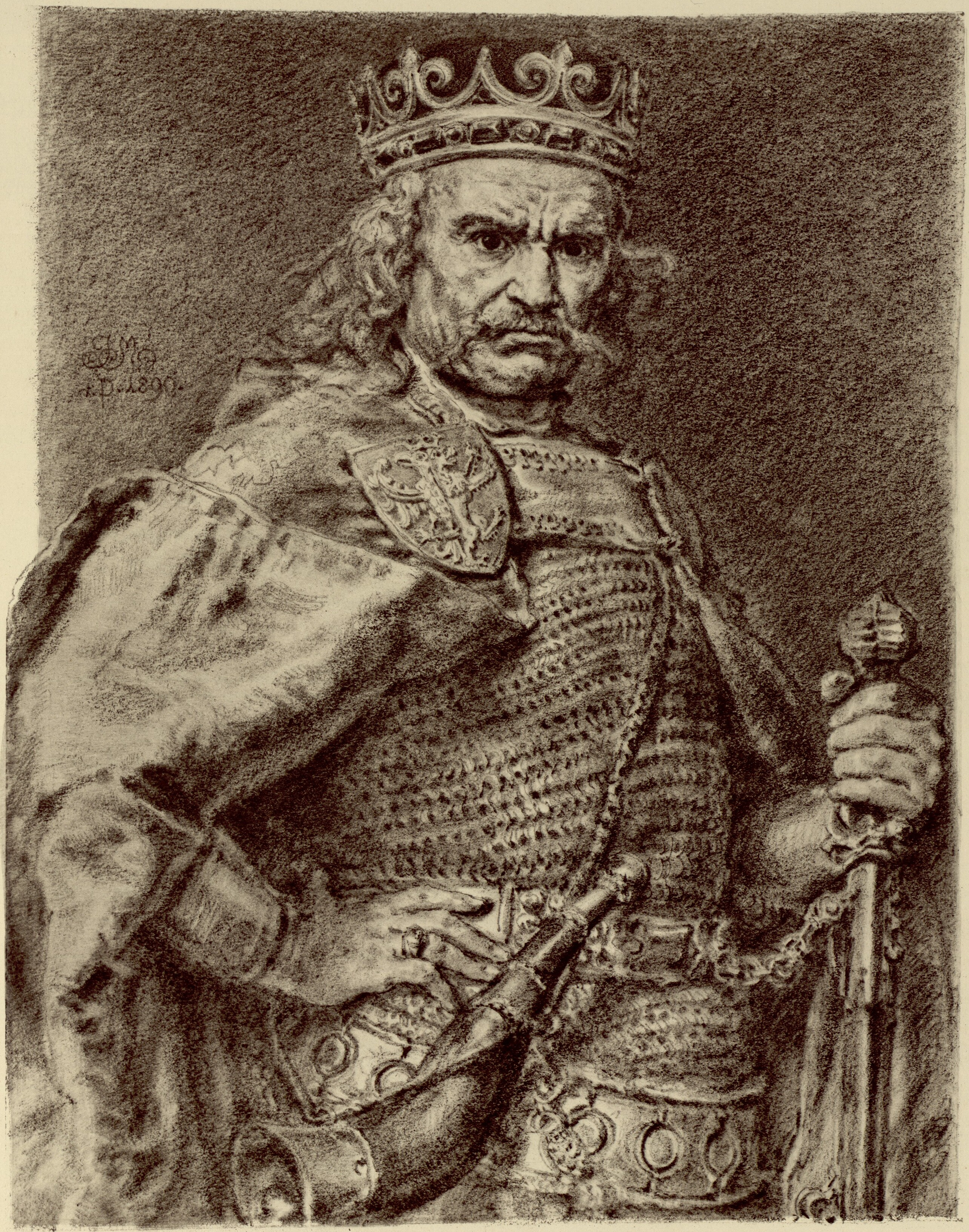
Władysław Łokietek – przez 20 lat (1309–1329) dzierżył biskupi Sławków tytułem zastawu, po którym miasto już nigdy nie podźwignęło się z upadku

Dzieje polityczne Sławkowa związane są z biskupim ośrodkiem zamkowym, budowanym przez Pawła z Przemankowa od początku lat osiemdziesiątych XIII wieku. Z powodu zatargu z Leszkiem Czarnym biskupowi nie było jednak dane dokończyć budowy zamku sławkowskiego według pierwotnych planów. Zwolniony w 1284 z więzienia książęcego biskup zmuszony został do likwidacji tzw. wielkiego zamku przez wyburzenie murów i zasypanie fosy. Ograniczony do wieży mieszkalno-obronnej sławkowski zamek biskupi został mimo to twierdzą, z którą pod względem kunsztu fortyfikacyjnego nie mógł się początkowo równać otoczony do końca XIII wieku umocnieniami drewniano-ziemnymi zamek książęcy w Krakowie. Panowanie nad zamkiem sławkowskim stanowiło więc jedną z ważnych kart przetargowych w zmaganiach o tron krakowski w okresie rozbicia dzielnicowego. W 1283 zamek biskupi w Sławkowie zajęty został na krótko przez Leszka Czarnego. Już w następnym roku powrócił we władanie biskupie, lecz w 1289 wyprawiający się na Kraków książę Henryk Probus zajął go i oddał w zarząd burgrabiemu Henrykowi z Woszowa. W tym samym roku książę bytomski Kazimierz opanował terytoria pograniczne wraz ze Sławkowem, po czym uznał się lennikiem Wacława II Czeskiego i zobowiązał się otwierać przed nim wszystkie swoje grody. W rezultacie również zamek w Sławkowie (castrum novum circa Zlaucoviam) oddany został w 1291 Przemyślidom w lenno. Sławków stał się wówczas punktem oparcia dla Czechów i wspierającego ich biskupa krakowskiego Jana Muskaty w walce z Władysławem Łokietkiem o tron krakowski.
Na przełomie XIII i XIV wieku miasto otoczone zostało przez Muskatę murami obronnymi. Zgody na obwarowanie udzielił w 1295 Wacław II Czeski. Przynajmniej częściowo obwarowania miejskie musiały istnieć już w 1298, skoro Jan Muskata nadał w tym roku nowo utworzonej parafii św. Jana ogród położony „za murami” (extra muros). Wbrew nazwie był to w większości wał palisadowo-ziemny, uzupełniany gdzieniegdzie fragmentami murowanymi i otoczony fosą. Do rynku prowadziły dwie bramy: od strony południowo-wschodniej Krakowska, a od zachodniej Bytomska. Uzupełniały je furty Pilecka (prowadząca w kierunku Pilicy) i Zamkowa (prowadząca do zamku). W układ obwarowań miejskich wkomponowane zostały istniejące już wcześniej samodzielne fortyfikacje kościoła św. Mikołaja oraz zamku biskupów krakowskich, broniące dostępu do miasta od strony Białej Przemszy. Sławków fortyfikował się bowiem od strony Krakowa, skąd jego właściciele – popierający królów czeskich Paweł z Przemankowa i Jan Muskata – najpewniej mogli oczekiwać najazdu. Na przełomie XIII i XIV wieku stanowił znaczące na pograniczu małopolsko-śląskim miasto i twierdzę (oppidum et fortalicium Slavcoviae), z której zaciężne oddziały zbrojne Muskaty, wspierane przez mieszczan sławkowskich, dokonywały łupieżczych napadów na wsie i miasta Małopolski. Być może to właśnie ich ofiarą padły sąsiednie grody rycerskie w Krzykawce i Starym Olkuszu oraz kościół w Chechle. Biskupowi Muskacie zarzucano jakiś czas później, że jego najemnicy uczynili ze Sławkowa składowisko łupów, a z twierdzy sławkowskiej więzienie dla swoich przeciwników politycznych. Więziono tu m.in. komesa Pakosława z Mstyczowa. Bezwzględny dla swych wrogów biskup Muskata otoczył miasto ojcowską opieką i troską. W 1298 przy Bramie Bytomskiej erygował – drugą w Sławkowie – parafię św. Jana oraz ufundował klasztor św. Ducha wraz ze szpitalem dla ubogich, uposażając je wszystkie w rozliczne dochody. Rozbudował i umocnił wieżę zamkową. W 1309 biskup Muskata zmuszony jednak został zawrzeć z Władysławem Łokietkiem porozumienie, na mocy którego miasto oddane zostało czasowo księciu w zastaw, łącznie z prawem pobierania dochodów. Wbrew zawartemu porozumieniu nigdy już nie zostało ono przekazane zmarłemu w 1320 biskupowi. Natomiast na początku 1327 zajął Sławków upominający się zbrojnie o swoje prawa do korony polskiej król Czech i tytularny król Polski Jan Luksemburski. Jednak już w kwietniu tego samego roku wojska czeskie zmuszone zostały do opuszczenia miasta przez zięcia i sojusznika Łokietka, króla węgierskiego Karola Roberta. Wojska węgierskie opuściły Sławków w 1328, natomiast rok później – po kolejnym napomnieniu przez papieża Jana XXII – Władysław Łokietek zwrócił miasto biskupom krakowskim. Wtedy już jednak na stolcu biskupim zasiadał następca biskupa Muskaty – Jan Grot. W okresie późniejszym ludność Sławkowa, ulegając w XIV i XV wieku stopniowej polonizacji, przestała przejawiać jakiekolwiek poważniejsze ambicje polityczne. Po zwrocie miasta biskupom krakowskim Sławków zszedł ostatecznie ze sceny politycznej, pozostając przez kilka następnych stuleci lokalnym ośrodkiem zarządu dóbr biskupich położonych między Olkuszem, Siewierzem i Będzinem. Miasto nie tylko nie odzyskało już nigdy wcześniejszego znaczenia, lecz odbudowując się w następnych stuleciach po kolejnych pożarach i najazdach nie wyszło w zasadzie, aż do drugiej połowy XX wieku, poza teren XIII-wiecznej lokacji.

### Upadek miasta w XIV w.

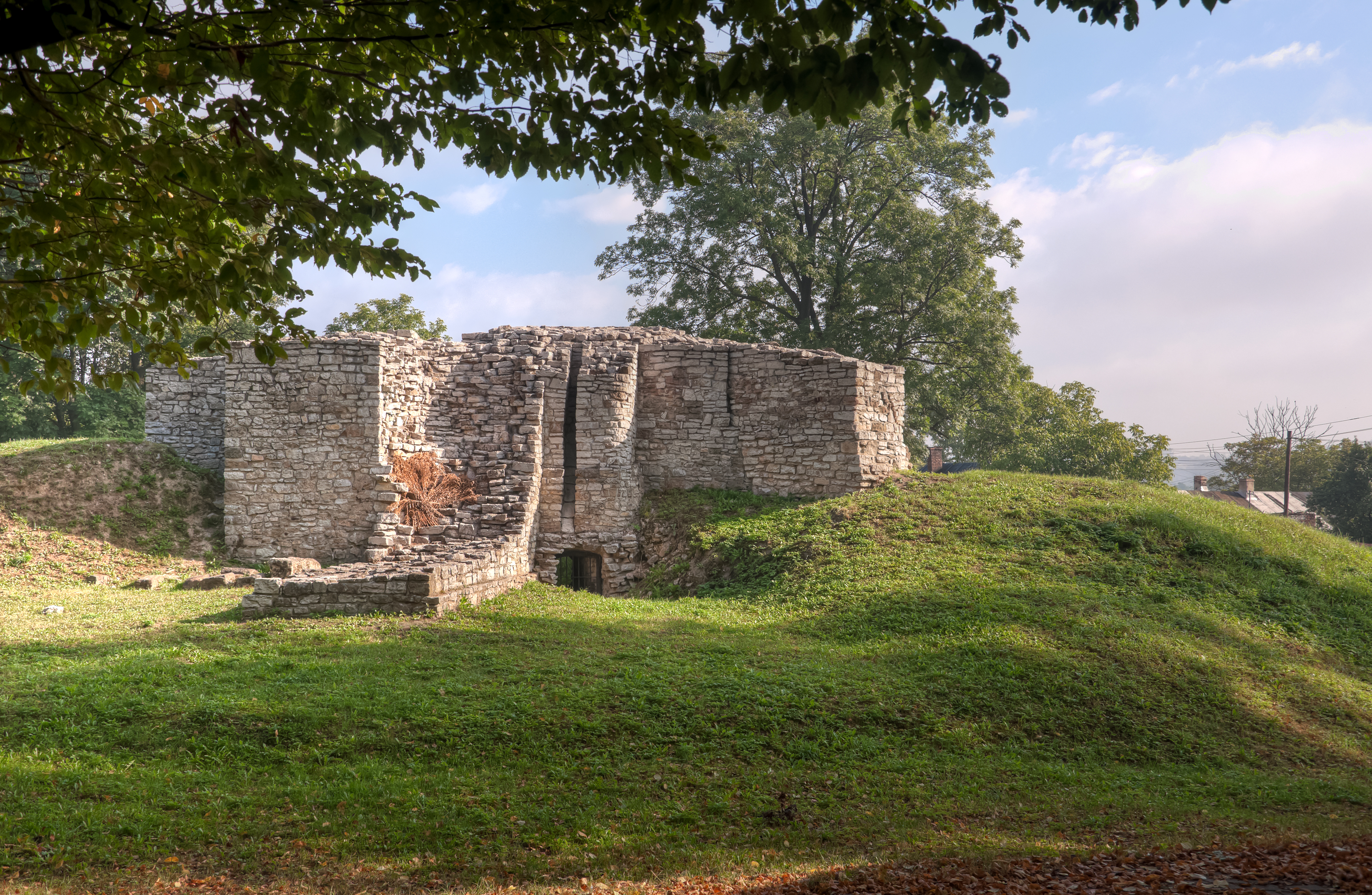
Ruiny zamku biskupów krakowskich w Sławkowie, druga połowa XIII w.

Wśród zdarzeń prowadzących na początku XIV wieku do zahamowania rozwoju Sławkowa i do jego późniejszej stagnacji, wzmiankuje się – obok wyczerpywania się złóż kruszcowych – również zaangażowanie się miasta po „złej” stronie ówczesnych konfliktów polityczno-militarnych. W związku z tymi wydarzeniami, jak odnotował Jan Długosz, górnictwo sławkowskie oraz miasto Sławków, będące „niegdyś sławnym i znakomitym” (quondam famosum et insigne), upadło na rzecz kopalń olkuskich i królewskiego Olkusza. Spisy świętopietrza z lat 1325–1327 dokumentują istnienie w Sławkowie już tylko jednej parafii, potwierdzają jednak, że była ona ciągle jeszcze gęsto zaludniona (ok. 1000 osób) i nie należała do najbiedniejszych. Wśród parafii dekanatu sławkowskiego wyprzedzała ją pod względem dochodów tylko parafia bytomska, równe miała olkuska, a znacznie niższe siewierska i nowogórska. Jednak już w 1328 – po rocznej okupacji miasta przez wojska czeskie i węgierskie – dochody parafii sławkowskiej jeszcze bardziej spadły. W 1331 rozległy dekanat sławkowski skurczył się z powodu wydzielenia z niego dekanatu bytomskiego. W 1335 został on natomiast całkowicie zniesiony, a parafia sławkowska weszła w skład nowo utworzonego dekanatu nowogórskiego. Cały wiek XIV był dla miasta okresem postępującego regresu gospodarczego. Obok grabieży przez wojska czeskie i węgierskie (1327–1328) przyczynił się do niego również najazd księcia raciborskiego Jana II Żelaznego, który w 1391 napadł i spustoszył Sławków oraz liczne wsie klucza sławkowskiego. Przywileje biskupie z początku następnego stulecia poświadczają już złą sytuację gospodarczą miasta, wyrażając nadzieję na jego ponowny rozwój. Od początku XIV w. miasto zaczęło również tracić swe wcześniejsze znaczenie polityczne. Władysław Łokietek cofnął w 1307 pozwolenie Wacława II na obwarowanie Sławkowa, w związku z czym umocnienia miejskie popadły w ruinę i z czasem ślad po nich zaginął. Jeszcze w 1337 rezydował przez jakiś czas na zamku sławkowskim, z całym swym dworem i kancelarią, biskup Jan Grot. Wcześniej sądzono, że wkrótce potem zamek ten przestał istnieć. Obecnie wiadomo jednak, że zamek biskupów w Sławkowie funkcjonował jeszcze w XVI w. Nie rezydowali już na nim jednak nigdy dłużej biskupi krakowscy, zatrzymując się tu jedynie przeważnie na krótko w drodze z Krakowa do Siewierza.

## Czasy najazdów i zniszczeń (XV w.)

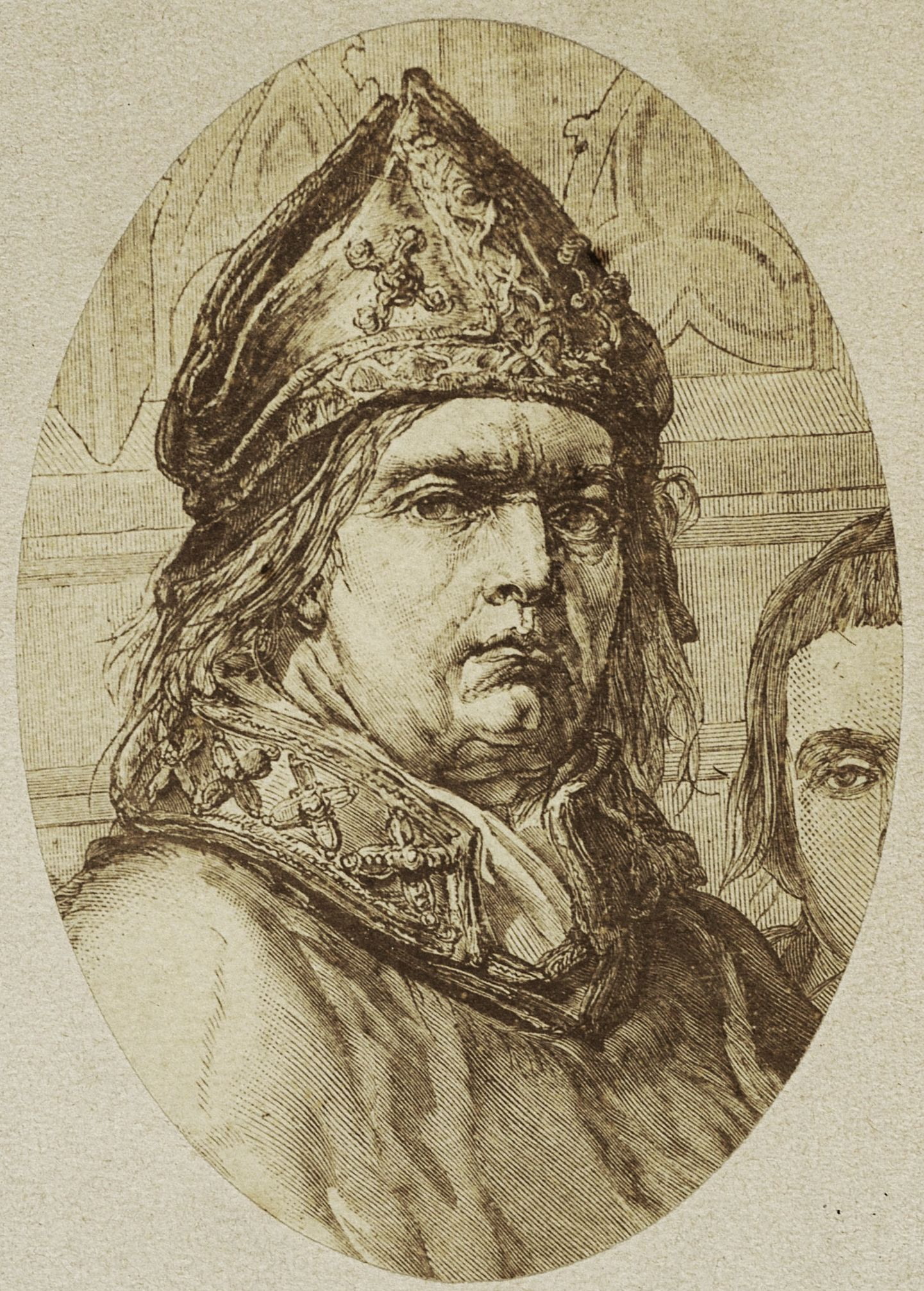
Zbigniew Oleśnicki – w roku 1446 nadał miastu rozliczne przywileje, a w rok później ufundował dzwon „Zbyszko” dla miejscowego kościoła

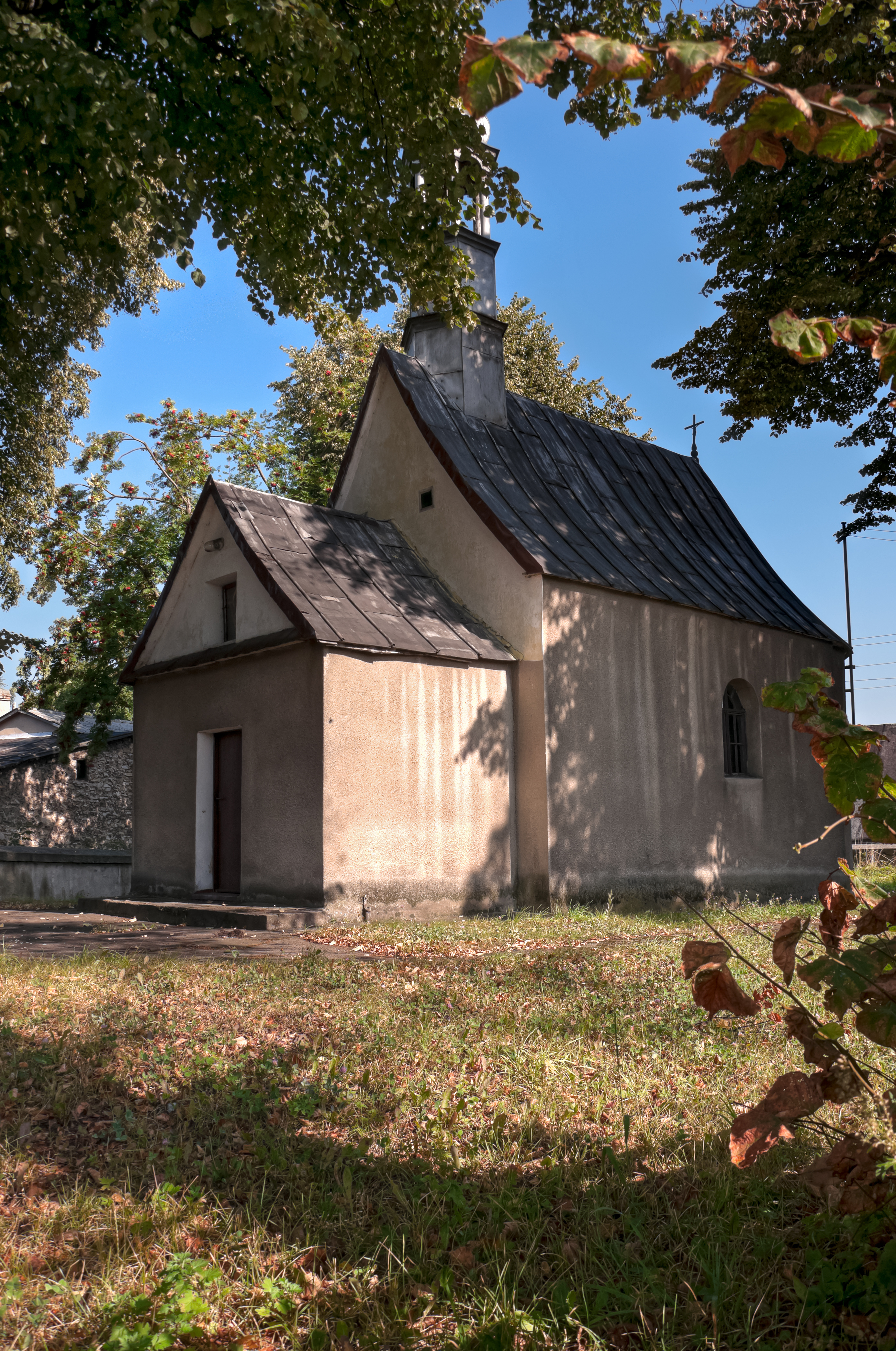
Kaplica św. Jakuba przy ul. Świętojańskiej, wybudowana w 1827 na ruinach fundamentów zniszczonego w 1455 XIII-wiecznego klasztoru św. Ducha

Postępujący w XV wieku upadek pozycji Sławkowa związany jest przede wszystkim z dalszym wyczerpywaniem się złóż kruszców, a także z trapiącymi miasto pożarami i najazdami. W 1433 Sławków najechany został i złupiony przez jeden z husyckich oddziałów Biedrzycha ze Strażnicy, który na czele ośmiotysięcznego wojska wtargnął do Polski ze Śląska. Już rok później, w 1434, miasto najechał i spalił polski zwolennik husytyzmu, burgrabia będziński Mikołaj Kornicz Siestrzeniec. W 1455 Sławków stał się ofiarą napadu nieopłaconych zaciężnych wojsko polsko-morawskich Jerzego Stosza z Olbrachtowic i Jana Świeborowskiego. Zniszczyły one umocnienia miejskie, rezydencję biskupów i spaliły klasztor św. Ducha, który nie został już nigdy odbudowany.
Później nastały dla Sławkowa zapewne lata pomyślniejsze, gdyż obszerny opis miasta i kościoła sławkowskiego dokonany w 1470 przez Jana Długosza nie wspomina o żadnych świeżych zniszczeniach miasta. Poważne zniszczenia dotknęły jednak Sławków w 1498, kiedy potężny pożar doszczętnie strawił drewnianą zabudowę miasta, tak że musiało ono być praktycznie budowane od nowa. W celu poprawy sytuacji gospodarczej miasta biskupi krakowscy nadawali mu nowe i potwierdzali stare przywileje. Podupadające finanse miejskie starano się ratować rozszerzeniem powierzchni gruntów rolnych oraz przyznaniem uprawnień do produkcji i wyszynku trunków. W 1412 miasto otrzymało od Piotra Wysza pierwszy przywilej propinacyjny – prawo wyłącznego warzenia piwa i szynkowania go w karczmach miejskich oraz położonych na terenie klucza sławkowskiego. Wyjątek uczyniono jedynie dla miejscowych rajców, którym dozwolone zostało sprowadzać piwo świdnickie i sprzedawać je w sławkowskim ratuszu.
Z kolei przywileje Zbigniewa Oleśnickiego z 1446 miały się przyczynić do odbudowy miasta po najazdach husyckich (1433, 1434), wskutek których, jak stwierdza dokument biskupi, „miasto nasze i kościół nasz w Sławkowie będące w dawnych czasach głośne i sławne (...) utraciło swój stan pierwotny”. Dyplom biskupa określił na nowo wszystkie obowiązki sławkowian wobec właściciela miasta i stanowi dzięki temu cenny dokument przedstawiający stan Sławkowa i jego mieszkańców w połowie XV wieku. Przekazuje wiadomości o mieszczanach obciążonych różnymi podatkami i czynszami, stanie posiadania gruntów, rzemiośle, kramach i jatkach miejskich. W celu ożywienia gospodarczego miasta biskup Oleśnicki nie tylko zwolnił od opłat licznych rzemieślników (bednarzy, kołodziejów i cieśli), lecz również zapewnił mieszczanom dostęp do lasu w celu zaopatrywania się w budulec, pnie (m.in. do budowy uli i zakładania pasiek) oraz w surowiec do wyrobu kół, wozów i beczek i w potrzebną do garbowania skór korę. Potwierdził im również prawo polowania na drobną zwierzynę w okolicznych lasach i łowienia ryb w Białej Przemszy. Przekazał ponadto miastu dochody z łaźni i zwolnił mieszkańców Sławkowa z obowiązku stacji. Nie przyniosły natomiast spodziewanych rezultatów zapowiadane już wcześniej, w przywileju z 1412, próby odbudowy miejscowego górnictwa kruszcowego. W XV w. weszło ono w fazę wegetacji, choć nie zamarło całkowicie. Źródło z 1447 oraz przywilej biskupi z 1492 wzmiankują jednak tylko o jednej kopalni położonej w pobliżu miasta.
Przywileje Zbigniewa Oleśnickiego potwierdzone zostały przez Fryderyka Jagiellończyka w związku z kataklizmem pożaru jaki miasto przeżyło w 1498. Biskup rozszerzył je między innymi przez przyznanie mieszczanom prawa do polowań na grubego zwierza. W tym samym roku − dzięki zabiegom Fryderyka − król Jan Olbracht udzielił miastu przywileju na cotygodniowy targ w soboty oraz na organizację jarmarku w dzień Podwyższenia Krzyża Świętego.
Dzięki przywilejom Sławków stawał się ważnym lokalnym centrum wymiany handlowej i rzemiosła.

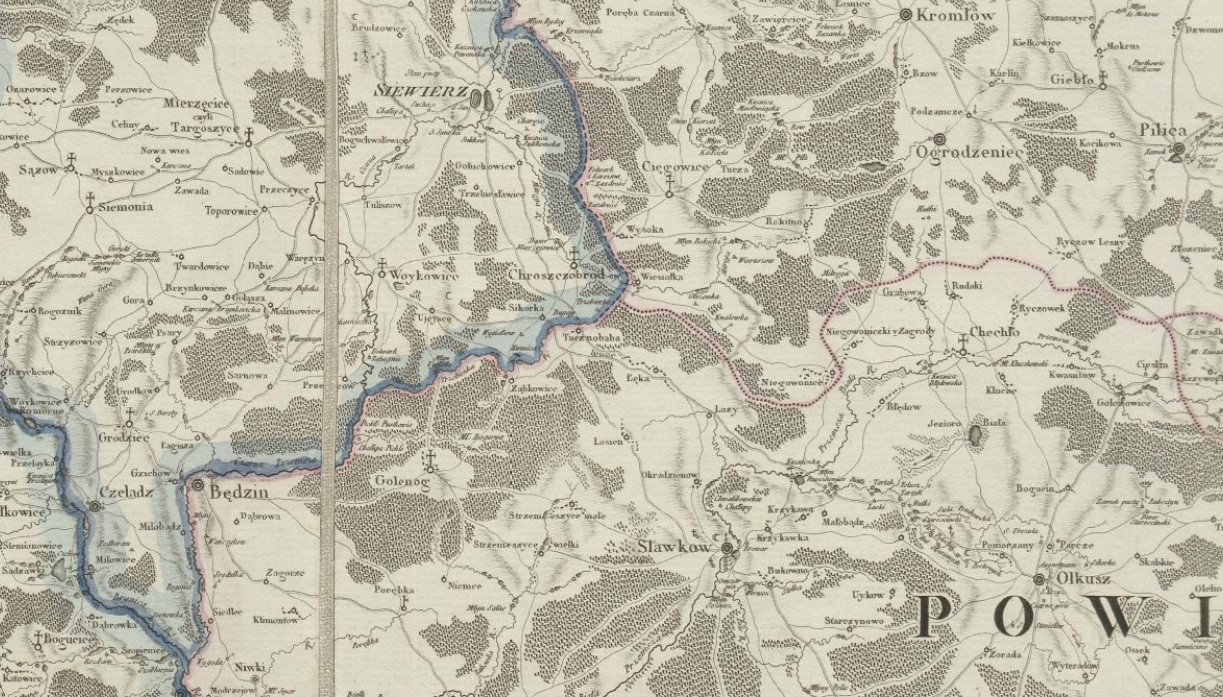
Sławków i księstwo siewierskie na mapie Karola de Perthées (1787)

Często spotkać można błędny pogląd, według którego biskup Oleśnicki, przy okazji udzielenia miastu przywilejów, wcielił je do zakupionego w 1443 księstwa siewierskiego. Nie potwierdzają tego jednak żadne źródła historyczne. W rzeczywistości, pomimo licznych powiązań z księstwem siewierskim, Sławków i cały klucz sławkowski pozostawały aż do likwidacji księstwa w granicach województwa krakowskiego. Natomiast pod względem administracji kościelnej księstwo siewierskie, nie posiadające własnej kolegiaty ani dekanatu, poddane zostało reaktywowanemu w XV wieku dekanatowi sławkowskiemu. Dekanat ten, zwany również sławkowsko-bytomskim (Decanatus Slawkoviensis alias in Bithom), obejmował według opisu Długosza w Liber beneficiorum dioecesis Cracoviensis 25 parafii w Małopolsce i na Śląsku. W okresie późniejszym siedzibę dekanatu przeniesiono do Bytomia, przemianowując go na bytomski. Z 1446 pochodzi pierwsza informacja o działającej przy sławkowskiej parafii szkole, do której uczęszczał prawdopodobnie również Świętosław Milczący. Jej absolwentami byli zapewne pierwsi sławkowianie w Akademii Krakowskiej, od samego początku działalności licznie zasilający jej szeregi. Wątpić jednak należy, czy po ukończeniu studiów wracali oni do rodzinnego Sławkowa. Większość z nich szukała zapewne zatrudnienia w kurii biskupiej w Krakowie.

## Odrodzenie gospodarcze(XVI w.)

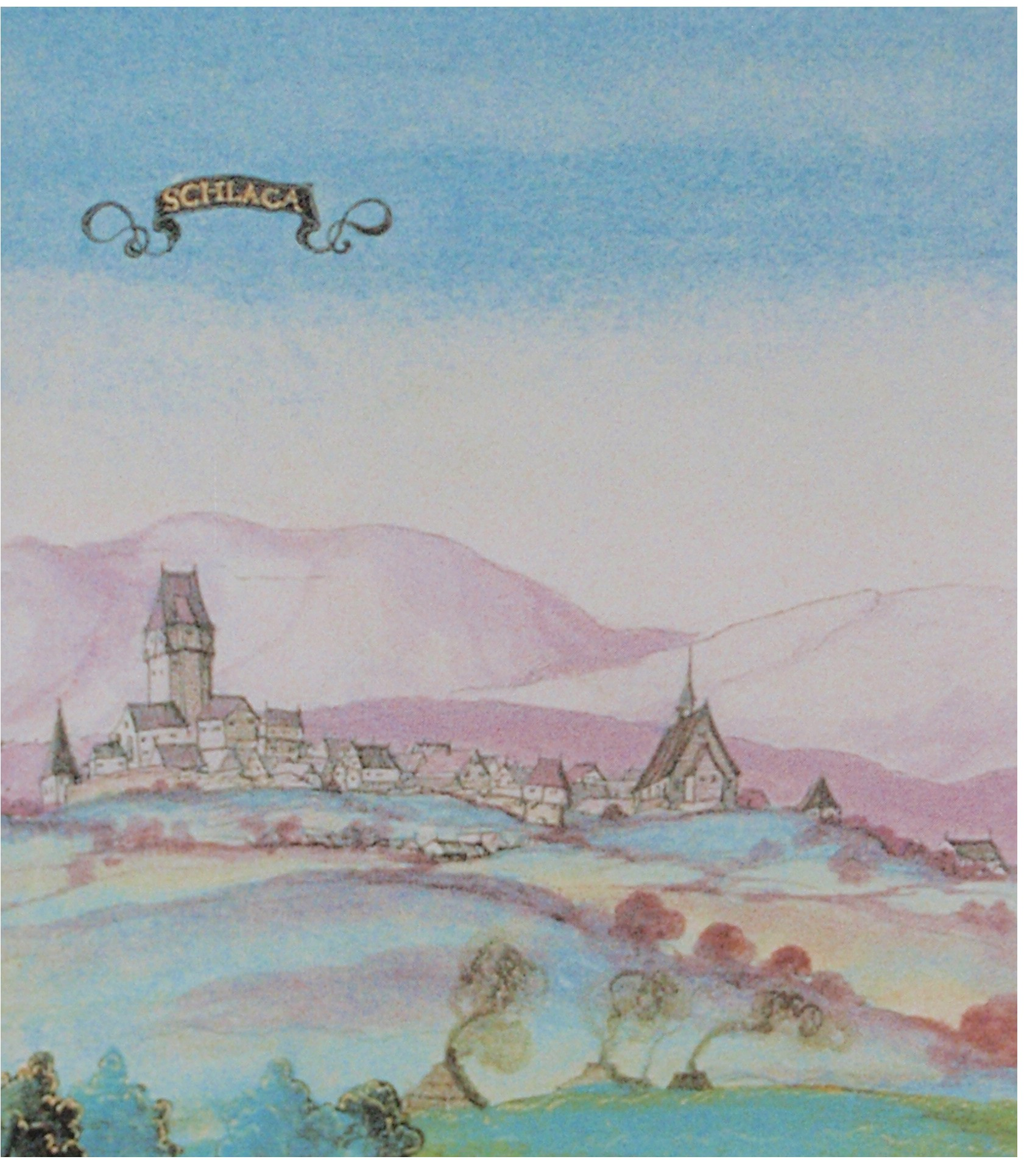
Panorama Sławkowa w XVI w. (fragment panoramy Będzina, Olkusza i Sławkowa Matthiasa Gerunga, XVI w.)

Wiek XVI był dla Sławkowa okresem odrodzenia gospodarczego, związanego z reaktywacją prawie całkowicie zamarłego górnictwa kruszcowego. Od początku XVI w. nastąpił wzrost aktywności górniczej we wsiach klucza sławkowskiego, której szczytowy okres przypadł na lata 1550–1567. Choć jednak wydano wtedy aż 112 frysztów (licencji na wydobywanie kruszców), to górnictwo sławkowskie nie rozwinęło się już na taką skalę jak wcześniej. Przyczyną takiego stanu rzeczy był brak odpowiednich kapitałów zewnętrznych. Jako miasto biskupie nie mógł też Sławków − inaczej niż sąsiedni Olkusz − liczyć na inicjatywy sejmowe i królewskie skierowane na rozwój infrastruktury. Jedynie w 1574 biskup Franciszek Krasiński wydał przywileje określające prawa do poszukiwań górniczych i uwolnił mieszczan na 3 lata od połowy olbory.
Działające w XVI i XVII wieku w okolicach Białej Przemszy dwie huty sławkowskie („Stara” i „Nowa”) dzierżawione były przez mieszczan olkuskich, którzy przetapiali w nich kruszec olkuski zaoszczędzając w ten sposób sporo na podatkach. W szczytowym okresie (1550−1567) działało we wsiach klucza około 20 kopalń, w których zaangażowanych było 83 inwestorów górniczych – gwarków. Ok. 80 procent z nich było mieszczanami sławkowskimi lub mieszkańcami wsi klucza, co wskazuje na znikome zainteresowanie zewnętrznego kapitału. Urobek eksploatowanych przez nich kopalń przedstawiał się w porównaniu z górnictwem olkuskim nader skromnie. Rozmiar produkcji górnictwa sławkowskiego w latach 1550−1575 szacuje się łącznie na 5800 cetnarów czystego ołowiu, co daje średnią produkcję roczną tego kruszcu w wysokości 232 cetnarów. W tym samym czasie, w szczytowym dla olkuskiego górnictwa 1567, samej tylko połowicznej olbory pobrano 1055 cetnarów 3 funty, co dało 20 045 cetnarów wytopionego ołowiu. Spore nadzieje wiązano w Sławkowie z prowadzonymi w rejonie olkuskim robotami odwadniającymi (197 nowych frysztów wydanych w latach 1568−1575). Żadna z budowanych wtedy sztolni nie doszła jednak do dóbr sławkowskich, co spowodowało powtórne zahamowanie rozwoju sławkowskiego górnictwa, choć nadal prowadzono prace górnicze.
Obok srebronośnych rud ołowiu w XVI w. rozpoczęto w kluczu sławkowskim również wydobycie galmanu, który stawał się coraz bardziej poszukiwanym składnikiem do produkcji mosiądzu. Najstarszy przywilej dotyczący wydobycia galmanu w kluczu wydany został przez biskupa Filipa Padniewskiego w 1565 i dotyczył eksploatacji złóż w Długoszynie i Ciężkowicach. Nieco później galman w kluczu sławkowskim wydobywano również w Strzemieszycach Małych.
Sławkowska administracja górnicza w XVI w składała się z żupnika i sądu żupnego i działała w XVI w. w oparciu o przepisy olkuskie (w 1505 ogłoszona została zasadnicza dla kopalń ustawa pod nazwą Statuta Montana Ilcussiensia). Dysponowała jednak mniejszymi niż w Olkuszu uprawnieniami, gdyż jej działalność ograniczona była funkcjonowaniem instancji nadrzędnej – starosty sławkowskiego, który sam wydawał pozwolenia na prowadzenie robót górniczych (tzw. fryszty) oraz stanowił instancję odwoławczą od wyroków sądu żupnego, złożonego z żupnika i 5 ławników.
Jakkolwiek skromny, rozwój górnictwa kruszcowego wpłynął pozytywnie na kondycję gospodarczą miasta i umożliwił wzbogacenie się poszczególnym gwarkom i handlarzom ołowiem.
W parze z nimi szedł rozwój sławkowskiego rzemiosła i handlu. Właśnie z XVI w. pochodzą wiadomości o pierwszych sławkowskich organizacjach cechowych: szewców i krawców (1531), murarzy i garbarzy (1563) oraz tkaczy (1568). Organizowały one kupno surowców do produkcji, zbyt produktów oraz kształcenie rzemieślników. Do końca XVIII w. cechy miały wyłączność na wykonywanie rzemiosła w mieście i we wszystkich wsiach klucza sławkowskiego. Sławków rozwinął się w tym czasie w centrum lokalnego handlu, w pierwszej kolejności zbożowego. Umożliwiły to z pewnością kolejne przywileje biskupie i królewskie. W 1521 król Zygmunt Stary zezwolił na jarmark w święto Znalezienia Krzyża Świętego a w 1535 uwolnił mieszczan od ceł na obszarze całego Królestwa. W 1594 biskup Jerzy Radziwiłł zezwolił na odbywanie w Sławkowie dwóch dodatkowych jarmarków: w dzień św. Jakuba Apostoła i w święto Trzech Króli oraz na prośbę mieszczan zmienił dzień targowy z soboty na czwartek. Ustanowił też wolnicę, czyli wolny targ na mięso w okresie od św. Bartłomieja do święta Trzech Króli. Powtarzane były też ciągle i rozszerzane przywileje propinacyjne. W 1566 potwierdził wydany w 1412 przywilej mieszczan sławkowskich dostarczania trunków do wsi klucza biskup Filip Padniewski. Na podstawie dwóch osobnych przywilejów propinacyjnych wystawionych w 1573 przez biskupa Franciszka Krasińskiego, mieszkańcy i karczmarze szeregu okolicznych wsi mogli wyłącznie w Sławkowie zaopatrywać się zarówno w piwo jak i w wódkę.
W opracowanej pod koniec XVI w. kategoryzacji miast województwa krakowskiego (kryterium stanowiła wysokość poboru szosu i podatku od rzemieślników) miasto Sławków zostało zaliczone do trzeciej grupy i uszeregowane na 29 miejscu spośród ok. 70 miast województwa. W 1580 pobrano szos i podatek od rzemieślników w wysokości 79 złotych i 17,5 groszy. W mieście działało wówczas 43 rzemieślników, którzy wraz z rodzinami tworzyli grupę 258 osób. Ponadto żyły w Sławkowie 84 osoby zaliczane do plebsu, które wynajmowały się do różnych prac, także w rzemiośle, oraz 3 ludzi luźnych. Aż 242 osoby (w tym 15 rodzin komorniczych i zagrodniczych) utrzymywały się z rolnictwa. Zanotowano też 3 gospodarstwa handlowe, w których żyło 18 osób.

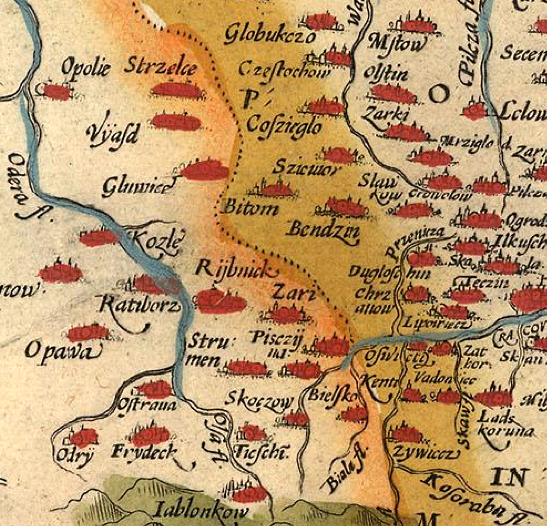
Sławków w granicach Korony Królestwa Polskiego jako Slawkow na mapie Wacława Grodzieckiego wydanej w 1592 roku.

## Okres reformacji
XVI wiek był okresem szerzenia się poglądów reformacyjnych. Zyskały one okresowo dużą popularność na terenach graniczących ze Sławkowem, m.in. w Olkuszu, Ogrodzieńcu i Będzinie. W biskupim kluczu sławkowskim były one jednak usilnie zwalczane i nie zyskały większego poparcia, choć znane są przypadki więzienia zwolenników reformacji na zamku w Sławkowie.

## Czasy zniszczeń i zastoju (XVII w.)

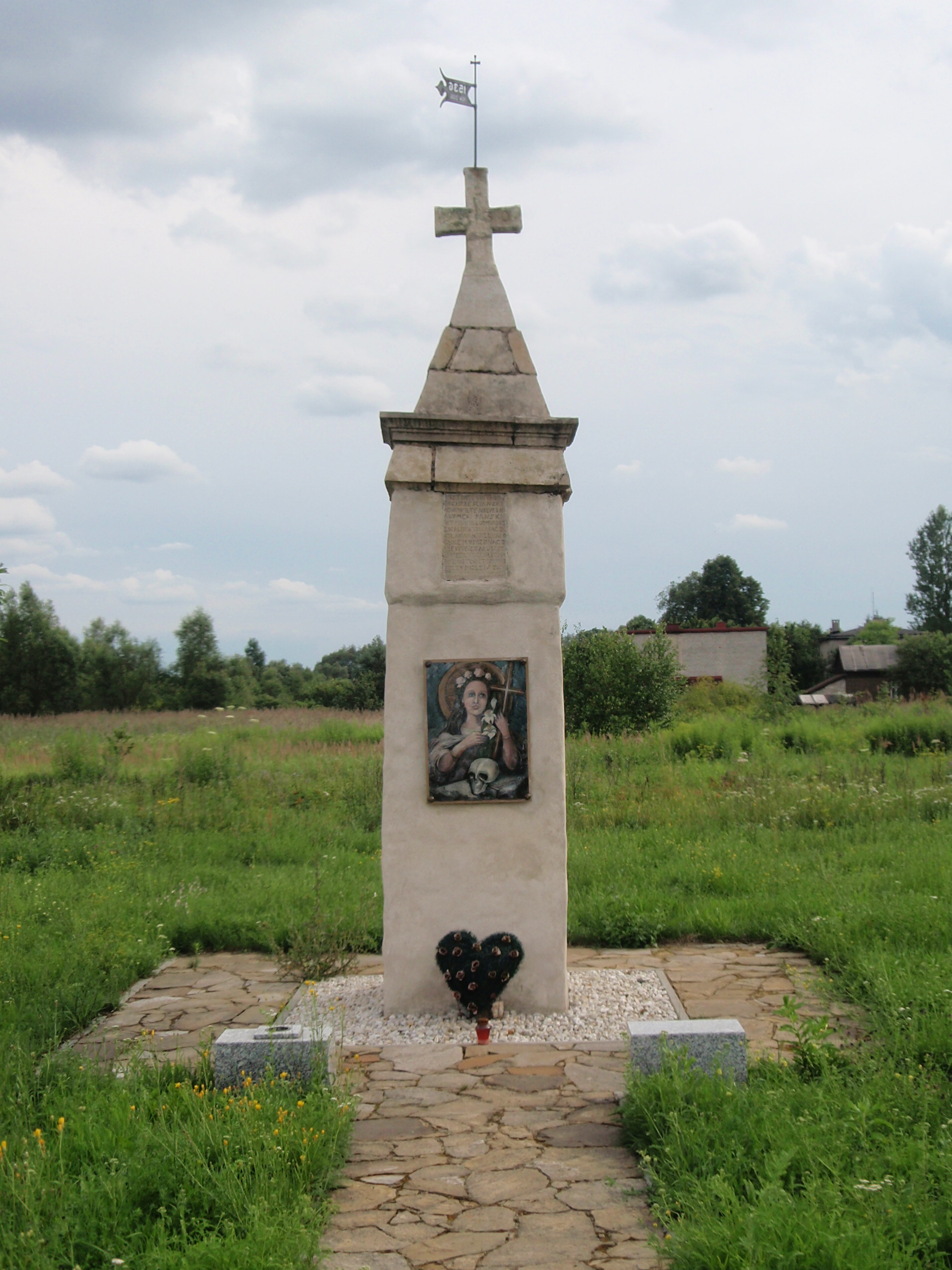
Kapliczka św. Rozalii (1536) z tablicą wotywną wykonaną po ustaniu klęski nieurodzaju, głodu i zarazy, która nawiedziła Sławków w 1630

W roku 1600 Sławków nawiedził kolejny wielki pożar, który tym razem strawił całkowicie okazały drewniany ratusz z zegarem na wieży. Ta okazała centralna budowla spełniała od czasów lokacji miasta wielorakie funkcje. Była siedzibą rady i ławy miejskiej, wagi, postrzygalni i piwnicy dla wyszynku piwa. Już w 1601 nieszczęścia dopełniła zaraza, która opanowała miasto. W 1630 mieszkańcy Sławkowa jeszcze raz przeżyli zarazę, tym razem połączoną z klęską nieurodzaju i głodu.
Okres potopu szwedzkiego zapoczątkował dalszy proces upadku miasta. Sławków nie ucierpiał wtedy co prawda od bezpośrednich działań wojennych, lecz Szwedzi obłożyli miasto kontrybucją w naturze, żądając – pod groźbą zbrojnego napadu – dostarczenia jej do obozu szwedzkiego pod Częstochową. W tym samym czasie sławkowianie ponosić musieli również koszty utrzymania stacjonujących w mieście wojsk Stefana Czarnieckiego. Wkrótce po wypędzeniu Szwedów z Polski, w 1659, do Sławkowa przybyła na leże zimowe chorągiew Jerzego Sebastiana Lubomirskiego, nakładając na mieszczan kontrybucję w łącznej wysokości 3645 złotych polskich.
W związku z tak niefortunnym rozwojem wypadków miasto ciągle pustoszało. W 1668 aż 7 stojących przy rynku kamienic, zamieszkałych jeszcze niedawno przez rodziny górnicze, stało opuszczonych. W 1680 burmistrz Sławkowa wraz z rajcami donosili o spadku wysokości podatku od domów, których liczba w porównaniu z okresem sprzed potopu szwedzkiego obniżyła się o połowę (ze 160 do 80). Mimo tej mizernej kondycji miasta 27 lipca 1697 do Sławkowa przybył przyszły król polski August II Mocny, który w drodze do Krakowa na koronację zatrzymał się tutaj jako gość biskupa krakowskiego aż na trzy dni. W austerii sławkowskiej popisywał się on swoją siłą, gniotąc na oczach towarzyszących mu osób srebrny kubek.
Pomimo dokonanych w XVII wieku zniszczeń sławkowskie rzemiosło nie przeżywało zbyt głębokiego zastoju, a samo miasto było dość znaczącym ośrodkiem produkcyjnym. Szczególnie wysoki poziom reprezentował wspólny cech szewców i krawców, czego dowodem jest, że jeden z szewców sławkowskich – Adam Grzybowicz – zdołał nie tylko przenieść się ze swym rzemiosłem do Krakowa, ale również – prowadząc rozległe interesy z Żydami kazimierskimi – osiągnąć tam niezwykłą karierę.
Wydarzenia XVII w., w szczególności najazd szwedzki, przyczyniły się do upadku górnictwa kruszcowego, które szczególnie w pierwszej połowie wieku dostarczało zajęcia sporej grupie mieszkańców Sławkowa. Obok tradycyjnego górnictwa ołowiu rozwijało się w tym czasie również wydobycie galmanu, którego w latach 1635–1651 spławiono z klucza sławkowskiego do Gdańska 1814 beczek (1 beczka = 271,36 dm³).

## Schyłkowy okres zwierzchności biskupiej (XVIII w.)

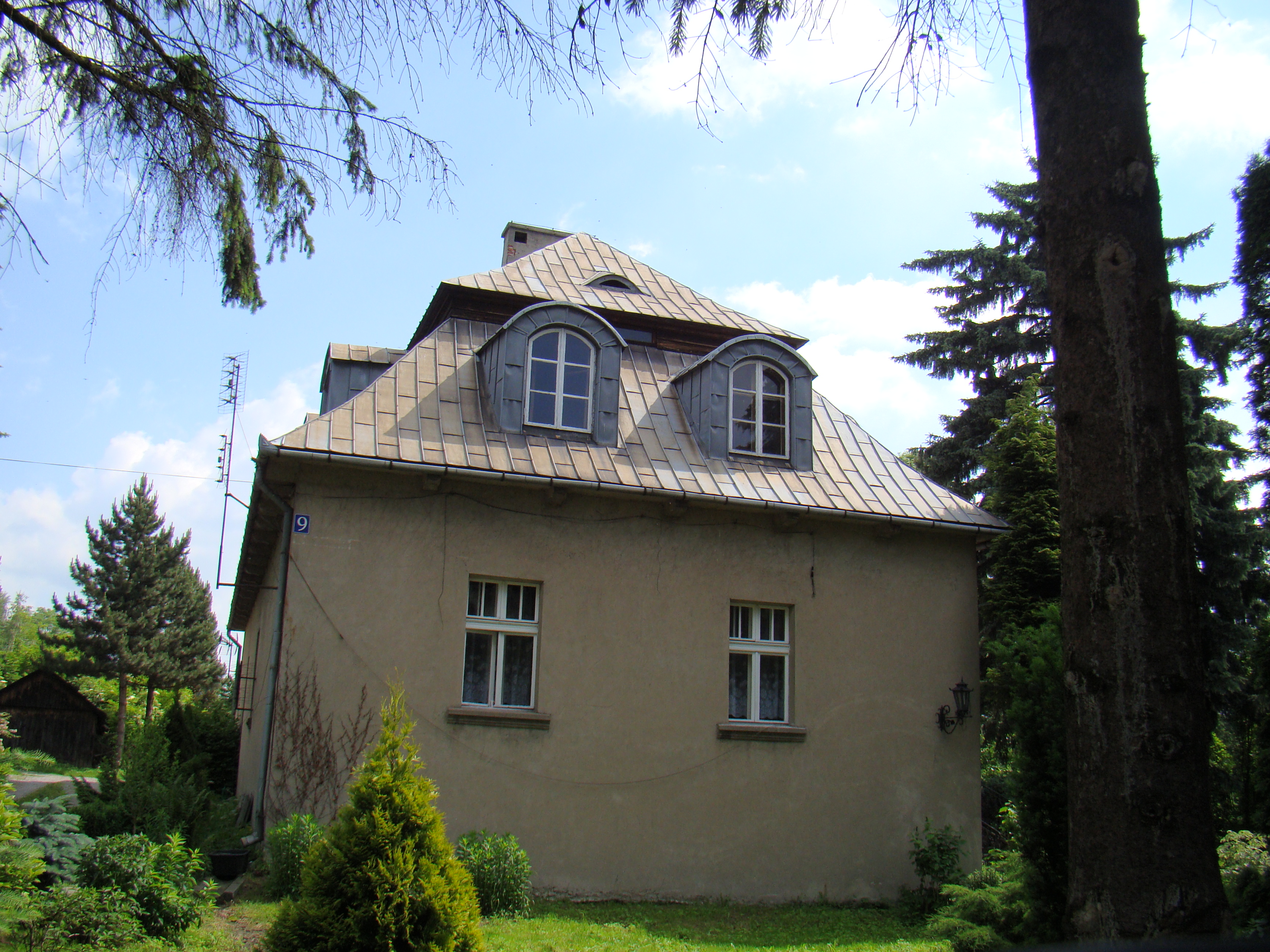
XVIII-wieczny dwór biskupi – siedziba ostatnich starostów sławkowskich

Wiek XVIII był dla Sławkowa bardziej sprzyjający niż wiek poprzedni. W latach 1680–1746, pomimo że nie zdołano w całości nadrobić skutków poprzednich zniszczeń, przybyło w mieście 110 domów. W XVIII wieku prowadzono jeszcze w Sławkowie wydobycie kruszców, skoro w 1758 biskup krakowski Andrzej Stanisław Załuski ufundował tu szpital górniczy. Żyjący w pierwszej połowie XVIII w. kartograf niemiecki Johann Hübner pisał jeszcze o istnieniu w Sławkowie biskupiej kopalni srebra (ein Silber-Bergwerck, welches dem Bischoff gehöret). Jednak już w drugiej połowie XVIII w. eksploatacja miejscowych kruszców ograniczała się do przeszukiwania starych hałd, a górnictwo ołowiu i srebra znajdowało się w stanie całkowitej ruiny. Podstawowym zajęciem mieszczan sławkowskich stały się rzemiosło i rolnictwo. Obok nich utrzymywał się jeszcze handel (m.in. winem węgierskim), a w latach 1785–1790 działała również założona i prowadzona przez Hipolita Kownackiego huta, z której jednak „otrzymany ołów i odciągnięte srebro, zaledwie opłacały koszta”. W XVIII w. stał się Sławków natomiast znaczącym ośrodkiem sukiennictwa, do którego z innych miast ochoczo napływali mistrzowie tego rzemiosła. Sporo z nich przybyło tu z Kęt, Słomnik, Żywca i Siewierza, a nawet z klucza andrychowskiego, będącego ówcześnie największym ośrodkiem płóciennictwa w Małopolsce. Najcenniejszym nabytkiem był jednak przybysz z Saksonii – Jan Gottlieb Schafler – tkacz, bruśnik, serweciarz i jedwabnik. W księdze cechowej napisano o nim, iż przyjęto do cechu „magistra (...) od wieku w konfraterni cechowej nie mianego i w profesji tak doskonałej, przy mieście nie praktykowanej”. Wspólny cech tkaczy, sukienników i garncarzy miał własne wpływowe bractwo, do którego oprócz „braci” cechowych wstępowali w XVIII w. i inni znaczniejsi mieszczanie.
Nie był dla miasta korzystny okres konfederacji barskiej, kiedy przechodziły przez Sławków różne oddziały wojskowe. Szczególnie wiele strat spowodowała na początku listopada 1770 wizyta wojsk rosyjskich pod dowództwem Iwana Drewicza. W 1772 okolice Sławkowa znów były penetrowane przez wojska rosyjskie, które pod pretekstem rekwizycji rabowały konie, bydło i trzodę. Te grabieżcze działania powtarzały się do 1780, kiedy Rosjanie zmuszeni zostali do opuszczenia Polski. Z kolei 9 kwietnia 1782 wybuchł w Sławkowie wielki pożar, którego ofiarą padło niemal całe miasto. Zostało ono jednak dość szybko odbudowane, przede wszystkim dzięki pozwoleniu biskupa krakowskiego na użycie do odbudowy drewna dębowego z pobliskiego lasu „Na Dębowej Górze”. W 1787 doliczono się w Sławkowie już 308 domów.

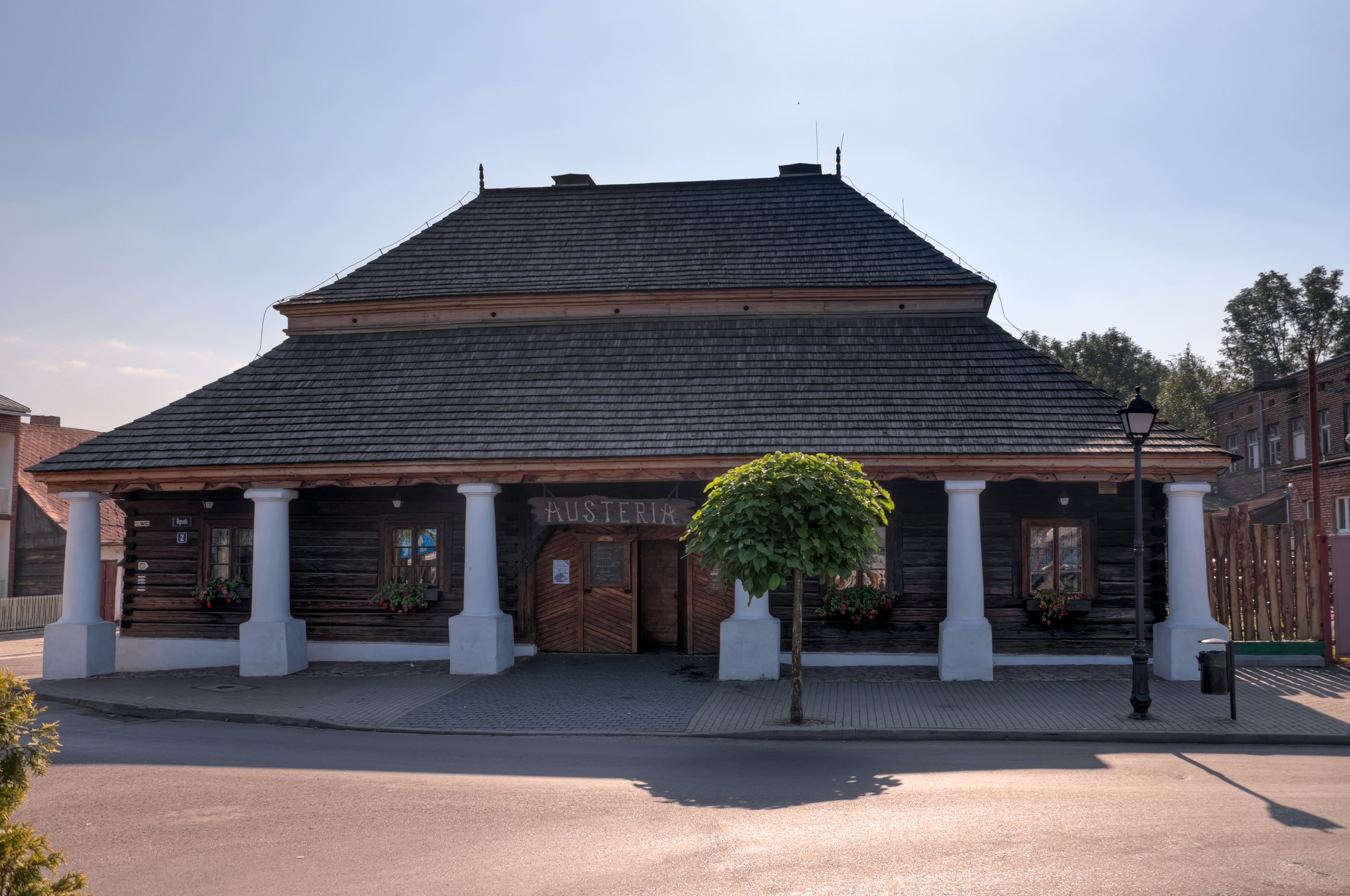
Austeria sławkowska po przebudowie w 1701 albo 1781

W okresie zwierzchności biskupów krakowskich Sławków pozostawał centrum klucza sławkowskiego oraz letnią rezydencją biskupią. Sławkowski klucz dóbr biskupich nazywany był również „starostwem sławkowskim”, a jego administratorzy „starostami”. Starostowie ci sprawowali przy pomocy całego grona oficjalistów rządy w mieście w imieniu biskupów krakowskich. Do ich kompetencji należała również egzekucja wyroków sądu miejskiego i apelacyjnego sądu biskupiego. Obok starosty działały od średniowiecza w oparciu o prawo magdeburskie właściwe władze miejskie: czteroosobowa rada (organ wykonawczy) oraz ława miejska (sąd przysięgłych). Sądem wyższym prawa niemieckiego był dla Sławkowa sąd biskupi. Koegzystencja władzy biskupiej i władz miejskich, na ogół spokojna, zmącona została dopiero buntem mieszczan pod przewodnictwem burmistrza Franciszka Dąbrowskiego w 1786.

Herb Sławkowa z 1790

W 1789, gdy na mocy ustawy Sejmu Czteroletniego nastąpiła sekularyzacja dóbr biskupich, miasto, po dokonaniu 2 października 1789 inwentaryzacji przez komisarzy królewskich, wraz z dobrami klucza sławkowskiego przeszło w 1790 pod zwierzchność skarbu państwa. Z tej okazji Sławków otrzymał nowy herb – królewskiego białego orła, który zastąpił herb ze św. Wojciechem. W 1790 Sławków liczył 1592 mieszkańców. W odróżnieniu od niektórych sąsiednich miast (jak np. Będzin czy Olkusz), była to ludność wyłącznie chrześcijańska, gdyż w Sławkowie, jako mieście biskupim, zabronione było osiedlać się Żydom. Znaczniejszy napływ do Sławkowa ludności żydowskiej rozpoczął się dopiero w latach sześćdziesiątych XIX wieku.

## Pod zaborami (1795–1918)

### Zabór pruski (1795–1806)

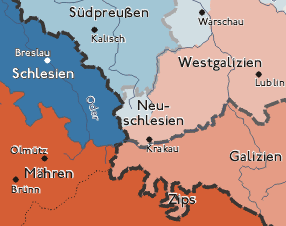
Nowy Śląsk (1795–1807)

Zarówno pierwszy (1772), jak i drugi rozbiór Polski (1793) pozostawiły miasto w granicach państwa polskiego. Jednak już w maju 1794 Sławków znalazł się pod okupacją pruską, stając się zapleczem dla wojsk walczących przeciwko insurekcji kościuszkowskiej. W następstwie trzeciego rozbioru Polski (1795) miasto weszło w skład Królestwa Prus. Ustalona ostatecznie w 1796 granica pomiędzy Prusami i Austrią pozostawiła Sławków w obrębie pruskiego Nowego Śląska (niem.: Neuschlesien), oddając Austrii tereny miejskie położone na wschodnim brzegu Białej Przemszy (Nowa Galicja). Przyłączone one zostały do gminy Bolesław, w której erygowana została również oddzielna parafia (1798). Po obu stronach rzeki zlokalizowane zostały komory celne, w samym zaś Sławkowie rozmieścił się pruski garnizon. Zaistniała sytuacja okazała się dla miasta niezwykle niekorzystna z gospodarczego punktu widzenia. Przede wszystkim, wskutek rozdarcia granicą państwową dóbr klucza sławkowskiego, przestało ono pełnić rolę centrum administracyjnego w stosunku do okolicznych wsi. Sławków odcięty też został od złóż rud kruszcowych występujących na wschód od miasta, o które od stuleci toczył spory z Olkuszem. Obowiązująca w Prusach ustawa o działalności gospodarczej (Reichsgewerbegesetz z 1731) odebrała nadane miastu przywileje cechowe, a tania pruska produkcja przemysłowa przydusiła miejscowe rzemiosło. Jednocześnie polityka prezydenta prowincji śląskiej, hr. Karla Georga von Hoyma, dążącego do szybkiego zintegrowania nowo zdobytych terenów ze Śląskiem, nie zdążyła w Sławkowie osiągnąć zamierzonych rezultatów. Jednak 17 lipca 1805 władze pruskie we Wrocławiu przywróciły miastu utracony jeszcze w latach sześćdziesiątych XVIII wieku przywilej na wyrabianie i szynkowanie trunków oraz uznały w październiku tego samego roku prawo mieszczan sławkowskich do gruntów położonych na południe i zachód od miasta. Oddając tereny miejskie w wieczystą dzierżawę położyły one też podwaliny pod przyszły rozwój w Sławkowie górnictwa węgla kamiennego. Badanie geologiczne na zlecenie rządu pruskiego przeprowadzał w Sławkowie Leopold von Buch. Z okresem pruskim łączyć też zapewne należy początki rządowej Ekonomii Sławków, w ramach której prowadzono zarząd resztek klucza sławkowskiego, położonych na zachodnim brzegu Białej Przemszy. W 1805 Sławków liczył 1556 mieszkańców, co pod względem liczby ludności stawiało go na czwartym miejscu wśród miast Nowego Śląska, po Pilicy, Żarkach i Będzinie. Po zajęciu 27 listopada 1806 Warszawy przez wojska francuskie Prusacy opuścili te tereny, porzucając również garnizonowe miasto Sławków i skupiając się na ochronie swej dawnej granicy na Przemszy i Brynicy.

### Księstwo Warszawskie (1807–1813) i powrót Prusaków (1813–1814)
Pomimo wycofania się Prusaków i wprowadzenia polskiej administracji, obszar Nowego Śląska włączony został formalnie do Księstwa Warszawskiego dopiero na mocy konwencji elbląskiej z 12 listopada 1807. Do 1809 granica księstwa z Austrią przebiegała wzdłuż  Białej Przemszy w Sławkowie. Miasto znalazło się poza granicami reaktywowanego w 1807 księstwa siewierskiego, które nadane zostało przez Napoleona Bonaparte marszałkowi Lannesowi (w skład tego księstwa weszły jednak niektóre miejscowości dawnego klucza sławkowskiego). Zanim jeszcze zaczęła obowiązywać konwencja elbląska Sławków ulokowany został w powiecie lelowsko-siewierskim wchodzącym w skład departamentu kaliskiego. W 1808, kiedy powiat ten podzielony został na trzy mniejsze: lelowski, siewierski i pilicki, Sławków znalazł się w powiecie pilickim. Wbrew nadziejom związanym z odzyskaniem wolności nowe okoliczności nie pozwoliły miastu na jakikolwiek rozwój. I bez tego niskie dochody miejskie spadły jeszcze bardziej w porównaniu z okresem pruskim. Zubożeni mieszczanie, uczestnicząc w kwietniu 1807 w incydentach wywołanych przez Jana Nepomucena Sułkowskiego, złupili (wespół z pospólstwem Siewierza, Będzina i Czeladzi) pruskie Mysłowice wraz z zamkiem. 14 kwietnia 1809, gdy wojska austriackie rozpoczęły ofensywę przeciwko Księstwu Warszawskiemu, skoncentrowana w okolicach Olkusza brygada gen. Branovacsky’ego, w sile 3000 żołnierzy, przekroczyła most graniczny na Białej Przemszy w Sławkowie. Następnie zajęła ona bez większego oporu obszar dawnego Nowego Śląska. Jednak już wkrótce losy wojny się odwróciły, a po zdobyciu 15 lipca 1809 Krakowa przez wojska Józefa Poniatowskiego, wojska austriackie zostały rozproszone i zmuszone do ucieczki podczas potyczki pod Sławkowem. W związku z poszerzeniem terytorium Księstwa Warszawskiego utworzono w 1810 departament krakowski, włączając do niego powiat pilicki. W czasie wyprawy na Rosję w 1812 poborowi z tego powiatu – wśród nich również sławkowianie – znaleźli się w 17 Dywizji V Korpusu, walczącej pod dowództwem gen. Jana Henryka Dąbrowskiego pod Mohylewem, Borysowem i nad Berezyną.
Podczas odwrotu Wielkiej Armii, 5 marca 1813, Sławków wraz z Nową Górą i Olkuszem wyznaczony został na miejsce kwaterunku jednej z brygad piechoty księcia Józefa Poniatowskiego. Niebawem jednak obszar ten opuszczony został bez walki przez polskie formacje wojskowe, które przesunięte zostały ku granicy śląskiej w celu zajęcia tam pozycji obronnych. W ślad za ustępującymi Polakami do Sławkowa dotarli Rosjanie. Rozpoczęły się zwykłe przy takich okazjach rekwizycje i rabunki. Maszerujące przez miasto wojska przywlekły też ze sobą epidemię tyfusu, na który zmarło w 1813 ponad 200 mieszkańców. Zmarłych grzebano na cmentarzu założonym w odległości 1,5 km od miasta w lesie zwanym Chmielnik (późniejszym cmentarzu „cholernym”). Do czasu formalnej likwidacji Księstwa Warszawskiego na Kongresie Wiedeńskim, na okres dwóch lat (1813–1814), do Sławkowa powrócili Prusacy. Po zakończeniu wojny z Rosją nie wiadomo było co prawda, do jakiego zaboru włączony zostanie obszar powiatu pilickiego, jednak zanim powtórnie wytyczono granice państwowe otworzyły się przed miastem nowe możliwości gospodarcze. Dzięki wprowodzonej nieco wcześniej na Śląsku nowej metodzie wytapiania cynku (tzw. wytop metaliczny) wzrastało zapotrzebowanie na węgiel kamienny, który wydobywany był w okolicach Sławkowa przez Hipolita Kownackiego metodami nieprzemysłowymi już w XVIII wieku. Dlatego też w 1814 powstały tu dwie prywatne kopalnie węgla kamiennego. Jedną z nich założył we wsi Niemce hr. Feliks Franciszek Łubieński, nadając jej od swego imienia nazwę „Feliks”. Druga kopalnia, o nazwie „Sławków”, założona została przez mieszczan sławkowskich na pustkowiu Garncarka.

### Zabór rosyjski (1815–1914)
Podczas Kongresu Wiedeńskiego obok Prus i Austrii swoje pretensje do Nowego Śląska zaczęła zgłaszać również Rosja. W 1815 miasto weszło w skład Królestwa Kongresowego i w ten sposób na blisko sto lat dostało się pod panowanie rosyjskie.

#### Gospodarka

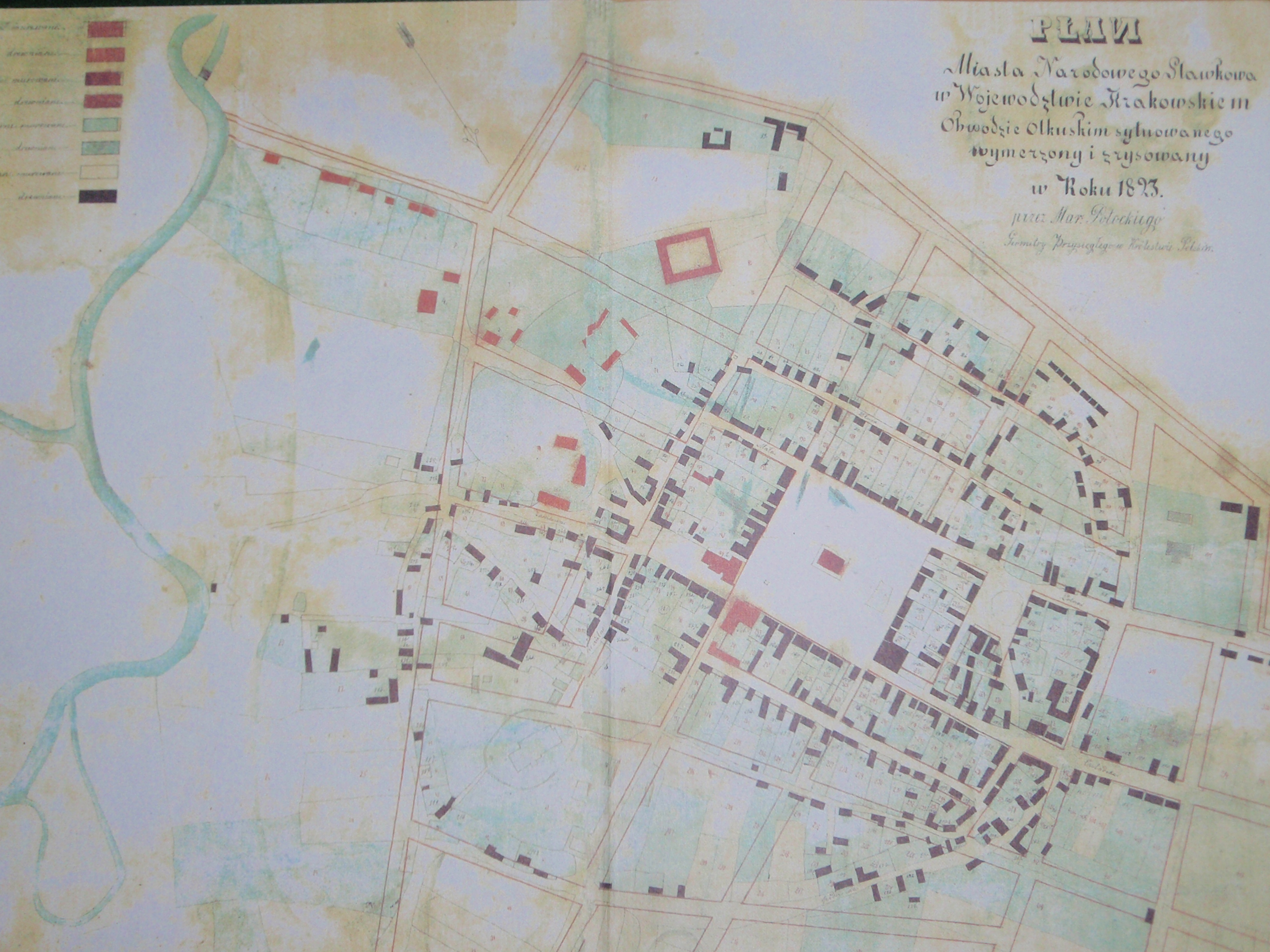
Plan miasta z 1823 r.

26 lutego 1816 Rada Administracyjna Królestwa Polskiego włączyła Sławków do dóbr górniczych, co było powodem krótkotrwałego ożywienia gospodarczego, związanego z inwestycjami rządowymi. W związku z rozbudową przemysłu liczba ludności wzrosła w ciągu zaledwie trzech lat (1817–1820) z 1590 do 2003 osób. W 1822 powstała na terenie Sławkowa, na wzgórzu Gieraska, rządowa kopalnia galmanu „Leonidas”, obok której wyrosła górnicza osada Zakawie. Nieco wcześniej, na prywatnych gruntach położonych na terenie starego osiedla górniczego Kozioł, mieszczanie sławkowscy pod przewodnictwem burmistrza Jakuba Kubiczka założyli kopalnię galmanu „Kozioł”. Kopalnie te należały w  dozorstwie olkusko-siewierskim do kopalń średniej wielkości. Obie funkcjonowały z przerwami do drugiej połowy XIX wieku. Galman wydobywano również w trzeciej kopalni – odkrywkowej – zwanej „Dołem Baczyńskiego”. Ze Sławkowa odwożono go do przetopienia w hutach „Joanna” w Niemcach oraz „Konstanty” w Redenie – obecnej dzielnicy dąbrowy Górniczej. Sławkowskie złoża galmanu nie okazały się obfite. O nadziejach, jakie początkowo rząd Królestwa Polskiego wiązał z robotami górniczymi w Sławkowie świadczy jednak fakt, że dwukrotnie, w latach 1824 i 1826 wizytował miasto minister skarbu książę Ksawery Drucki Lubecki, polecając odbudowę starych kopalń oraz zintensyfikowanie poszukiwań nowych złóż w rejonie Sławkowa i Olkusza. Do ożywienia gospodarczego obwodu olkuskiego przyczyniło się w znacznym stopniu wybudowanie w latach trzydziestych XIX w. ze środków skarbu państwa na starym trakcie śląskim bitej szosy, łączącej kopalnie w Olkuszu, Bolesławiu, Sławkowie i Strzemieszycach z hutami w Dąbrowie Górniczej i Będzinie. Szosa ta prowadziła przez sławkowski Rynek, który stał się punktem przystankowym dla furmanek jadących z galmanem i płodami rolnymi do Zagłębia oraz powracających z zarobionymi pieniędzmi i węglem. W latach 1825–1826 nad Białą Przemszą wybudowano rządową walcownię blach cynkowych (Zakład Walcowni i Giserni pod Sławkowem). Jednak mankamentem tego zakładu była stosunkowo duża odległość od hut będzińskich i Huty Bankowej, skąd przywożono cynk w postaci sztab, ażeby po przerobieniu go w sławkowskiej walcowni na blachę, odtransportować ponownie do magazynów w Dąbrowie. Całe przedsięwzięcie logistyczne okazało się nieopłacalne, szczególnie w związku z rozwojem walcowni w samej Dąbrowie Górniczej. Nie uratowało sławkowskiej walcowni już nawet połączenie kolejowe z Dąbrową Górniczą i w 1888 została ostatecznie zamknięta.
W latach 40.–60. XIX wieku szeroką działalność przemysłowo-gospodarczą prowadził w Sławkowie radca stanu hrabia Jan Ciechanowski. Eksploatował odkrywkowo galman w kopalniach „Kozioł” i „Leonidas”, natomiast w 1867 rozpoczął wydobycie kamienia wapiennego w dwóch miejscach: po północnej stronie obecnego toru kolejowego, w połowie drogi między stacjami Sławków i Dąbrowa Górnicza Wschodnia oraz na Koźle. W tym drugim miejscu posiadał również cementownię, która w 1862 zatrudniała 51 osób, jednak w 1867 z nieznanych przyczyn została zamknięta. Była to druga, po cementowni w Grodźcu, fabryka cementu w Królestwie Polskim. Do Jana Ciechanowskiego należał też prawdopodobnie zakład produjujący naczynia kamienne, który w 1862 zatrudniał 30 robotników. Na początku lat 50. XIX wieku hrabia Ciechanowski przymierzał się również do wydobycia węgla na terenie starej kopalni „Sławków”, jednak przerwał prace przygotowawcze, których już nie wznowił. W dniu 10 września 1872 zakończył swą działalność w Sławkowie, sprzedając wszystkie grunty wraz z prawami do eksploatacji i poszukiwań minerałów właścicielowi wójtostwa Okradzionów Bogusławowi Przybylskiemu.

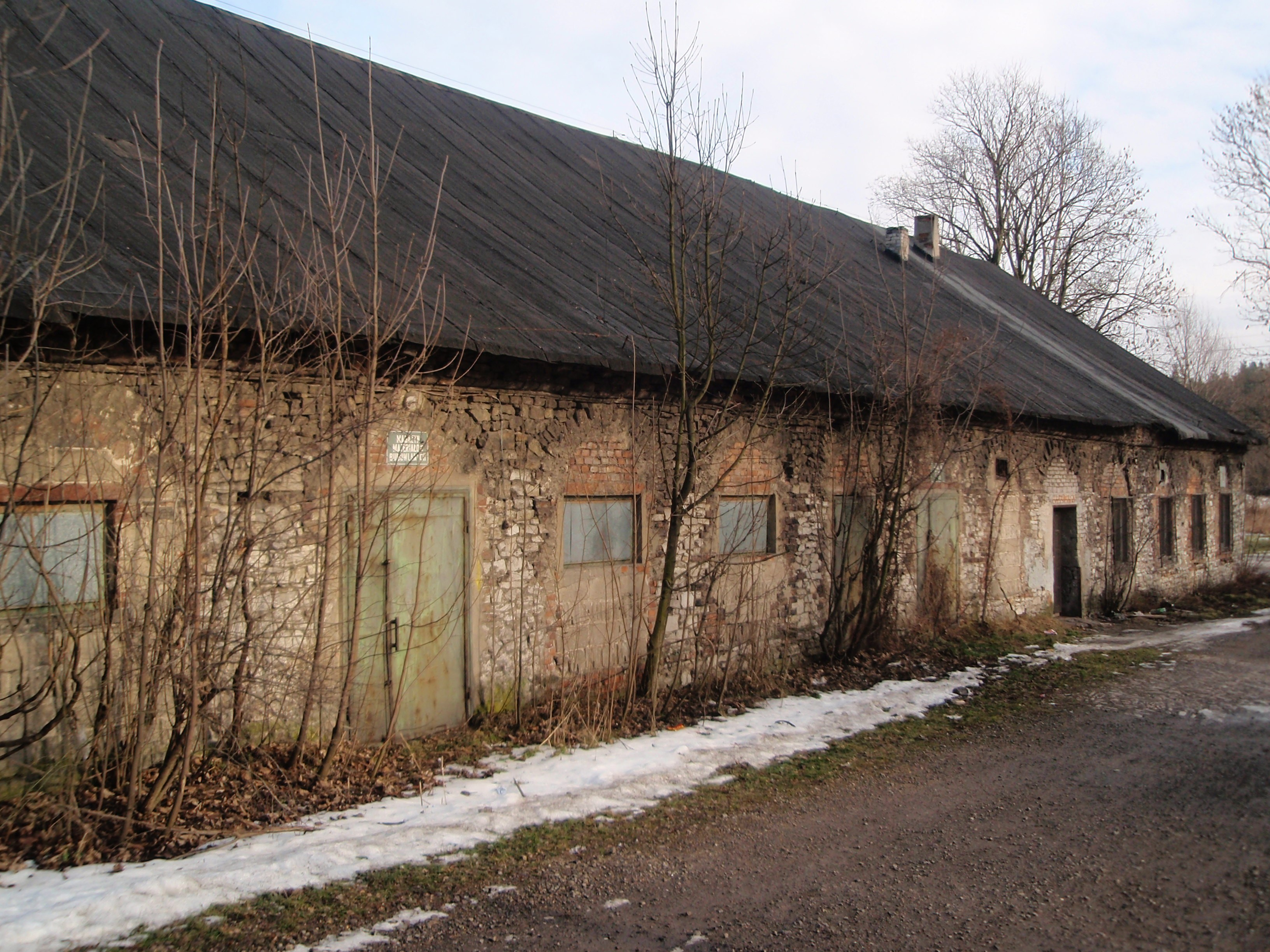
Niszczejąca hala główna sławkowskiej walcowni (styczeń 2009)

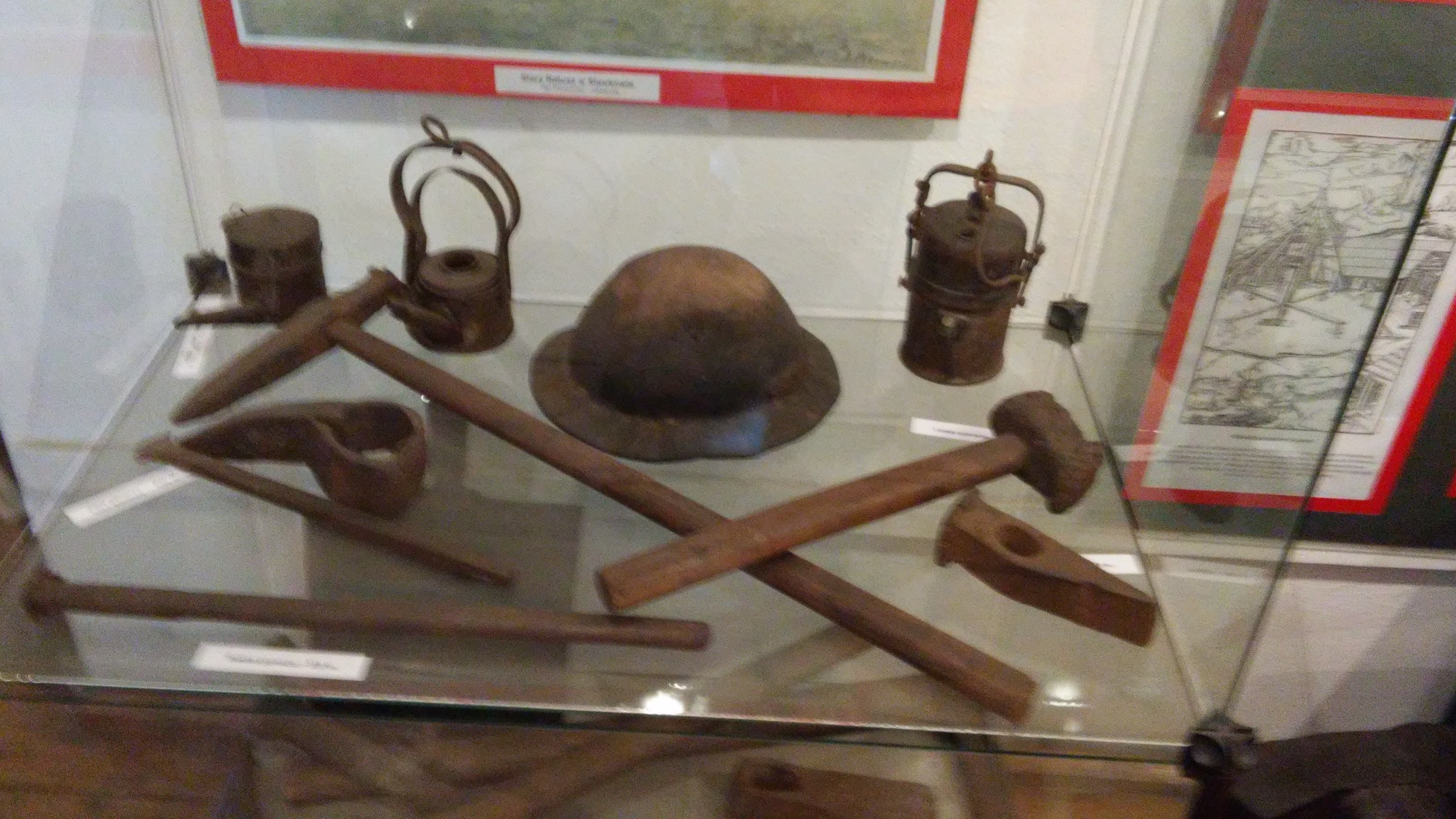
XIX-wieczne przyrządy górnicze (Muzeum Regionalne w Sławkowie)

Wydobycie na szerszą skalę węgla kamiennego rozpoczęto dopiero w drugiej połowie XIX wieku. Sprzyjało temu rosnące zapotrzebowanie na ten surowiec oraz nowe prawo górnicze z 1870, umożliwiające przedsiębiorcom eksploatowanie rud i węgla na prywatnych gruntach, bez zgody właściciela. W poszukiwaniach węgla rywalizowali ze sobą na terenie Sławkowa właściciel wsi Okradzionów Bogusław Przybylski (od grudnia 1872 w spółce z przemysłowcem berlińskim Juliuszem Aleksandrem) i przedstawiciele śląskiego potentata przemysłowego księcia Hugona Hohenlohe. Nie obyło się z tej okazji bez sporów, a nawet rękoczynów. Na przykład w dniu 20 lutego 1873 B. Przybylski wysłał w rejon Wierzbki i Garncarki swego sztygara, który razem z 50 ludźmi, przepędził poszukujących tam węgla robotników księcia. Później, na mocy stosownej ugody z 7 stycznia 1875, prawo do poszukiwań i eksploatacji minerałów na gruntach należących do ogółu mieszkańców Sławkowa otrzymał B. Przybylski, natomiast przedstawiciele księcia ograniczyli swoje poszukiwania do gruntów prywatnych. Złoża węgla kamiennego nie okazały się jednak na tyle zasobne, żeby w znaczący sposób wpłynąć na rozwój gospodarczy osady. W okresie tym działały w Sławkowie małe kopalnie „Michałów” i „Garncarka” (na miejscu starej kopalni „Sławków”), „Kazimierz”, „Maurycy”, „Teodor” i „Józef”, z których większość nie dotrwała do początku XX wieku. Trwałym elementem pejzażu miasta pozostała natomiast założona w 1851 przez pruskiego przemysłowca żydowskiego pochodzenia J.M. Zeitlera fabryka drutu i wyrobów metalowych. Wysokiej jakości produkcja tego zakładu zakwalifikowana została w 1872 do udziału w Wystawie Technicznej w Moskwie. W 1881 zakład zatrudniał 90 pracowników i dawał roczną produkcję wartości 100 tys. rubli. W 1899 fabrykę przejęli dwaj żydowscy bracia Szajn z Będzina, znacznie ją rozbudowując. Poważnie rozszerzyli oni zakres produkcji wyrobów metalowych. Powstały też nowe oddziały fabryczne, a zakup nowych urządzeń spowodował zwiększenie produkcji. Stale rosło zatrudnienie, które na początku pierwszej wojny światowej wyniosło już 500 osób.
W 1848 oddany został do użytku przebiegający przez pobliskie Strzemieszyce Wielkie odcinek Warszawsko-Wiedeńskiej Kolei Żelaznej do stacji Granica. Kolej ta nie tylko nie wpłynęła na rozwój Sławkowa, a wręcz przeciwnie doprowadziła do likwidacji sławkowskiej stacji pocztowej, której zadania przejęła strzemieszycka stacja kolejowa (dzisiejsza Dąbrowa Górnicza Południowa). Na początku 1885 Kolej Iwangorodzko-Dąbrowska połączyła Sławków ze stolicą guberni – Kielcami, z powiatowym Olkuszem i Dąbrową Górniczą. W 1887 oddano do użytku odgałęzienie od tej linii ze stacji w Strzemieszycach Wielkich przez Kazimierz Górniczy do Dworca Iwanogrodzkiego w Sosnowcu. Jednak nawet te bezpośrednie połączenia kolejowe nie wpłynęły znacząco na rozwój sławkowskiego przemysłu. W szczególności spełzły na niczym powiązane z budową linii kolejowej próby powtórnego uruchomienia kopalni „Leonidas” (1884–1885). Kolej umożliwiła jednak sławkowianom regularne dojazdy do pracy w zakładach Zagłębia Dąbrowskiego. Podstawowym zajęciem mieszkańców Sławkowa w okresie Królestwa Kongresowego pozostawało ciągle rolnictwo. Stawało się ono coraz bardziej rozdrobnione. Sposób dzielenia gruntów między spadkobierców (wzdłuż długości pola) sprawił, że pod koniec XIX wieku szerokość pól nie przekraczała 5-6 metrów, natomiast długość niektórych z nich wynosiła nawet 2,5 km. Większość sławkowskich gruntów ornych usytuowana była na północ od drogi łączącej Sławków ze Strzemieszycami Wielkimi. Uprawiano na nich zboża (przede wszystkim żyto), ziemniaki oraz bober, czyli bób. W inwentarzu żywym dominowała rogacizna, konie i trzoda chlewna. W 1874, na liczbę mieszkańców nie przekraczającą trzech tysięcy, odnotowano 1052 sztuki inwentarza żywego.
| Lp. | Rodzaj inwentarza | Liczba w sztukach |
| --- | ----------------- | ----------------- |
| 1.  | Bydło rogate      | 754               |
| 2.  | Konie             | 130               |
| 3.  | Świnie            | 105               |
| 4.  | Owce              | 45                |
| 5.  | Kozy              | 18                |
|     | Razem             | 1052              |

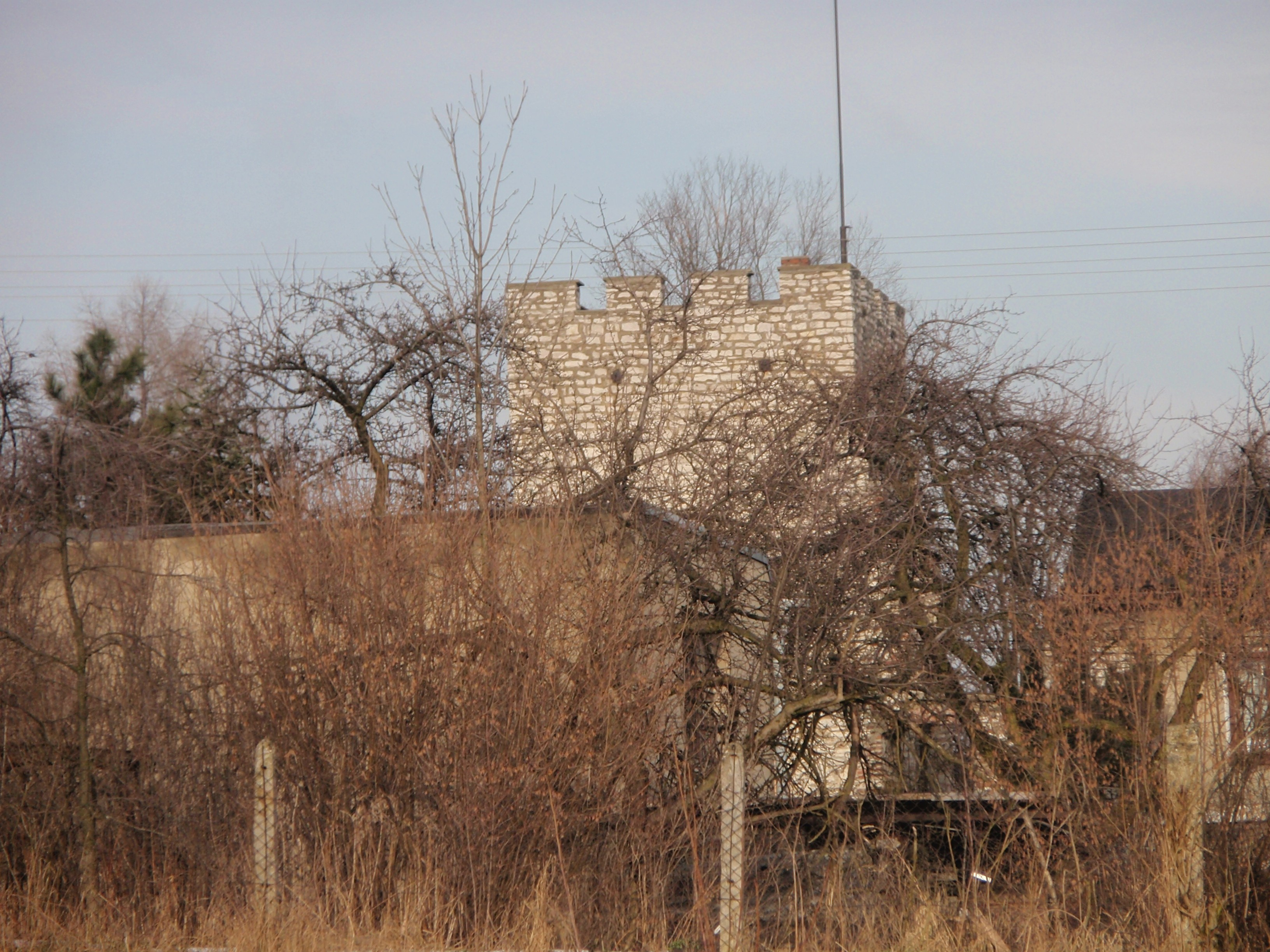
Charakterystyczna wieżyczka dawnego browaru J. Niepielskiego

Ważnym źródłem utrzymania mieszkańców Sławkowa w XIX wieku było również rzemiosło. W 1841 w mieście funkcjonowało 9 cechów, które pomimo spadku dawnego znaczenia nadal obowiązkowo zrzeszały rzemieślników i kultywowały swe tradycje. Natomiast w 1889 odnotowano w Sławkowie około setki rzemieślników, zgrupowanych w 8 cechach. Z uwagi na tani i łatwo dostępny surowiec najbardziej dochodowym zajęciem rzemieślniczym było garncarstwo. Zarówno glinę, jak i potrzebny do wykończenia naczyń błyszcz ołowiowy, wydobywano często na własnych polach. Sławkowskie wyroby garncarskie charakteryzowały się dużą gamą kolorów i cieszyły popytem nie tylko w Sławkowie, ale i w odległych miejscowościach. Dopiero otwarcie w 1907 w pobliskim Olkuszu Fabryki Naczyń Blaszanych Petera Westena spowodowało spadek zapotrzebowania na wyroby garncarskie, co doprowadziło do upadku tej gałęzi sławkowskiego rzemiosła. Stosownie do wcześniejszych tradycji, również w XIX wieku działały w Sławkowie browary i szynki. W 1820 doliczono się 3 browarów i 5 szynków, z których najważniejszym była sławkowska austeria. Źródła z 1841 co prawda nie dokumentują w Sławkowie browarów, jednak pewne jest, że już w 1881 browar Józefata Niepielskiego warzył piwo zwyczajne i bawarskie, a wartość rocznej jego produkcji sięgała 6 tys. rubli. Nie było to co prawda dużo, jednak na przełomie XIX i XX wieku zakład wydatnie zwiększył produkcję i zatrudnienie. Sławkowskie piwo rozprowadzano do około 30 okolicznych miejscowości, a na sławkowskim Rynku można je było kupić w piwiarni urządzonej przez właściciela browaru w zakupionej na ten cel narożnej kamienicy, należącej wcześniej do Jana Lessera. Browar J. Niepielskiego funkcjonował do 1916, kiedy został zamknięty na polecenie austro-węgierskich władz wojskowych.

#### Stan gospodarki komunalnej
Korzyści płynące z rozwoju gospodarczego Sławkowa w pierwszej połowie XIX wieku w niewielkim tylko stopniu wzbogaciły miasto. Przyczyną było przejęcie większości sławkowskich terenów inwestycyjnych na własność rządową, z której kasa miejska nie czerpała żadnych profitów. Stan finansów miejskich przez cały okres panowania rosyjskiego był bardzo zły i nie pozwalał na żadne poważniejsze inwestycje. Przykładowo, na zaległą płatność 1050,50 rubli za wybrukowanie w latach 1843–44 sławkowskiego Rynku oraz na pokrycie innych należności, magistrat pożyczyć musiał w 1846 od Rządu Gubernialnego sumę 1440 rubli. Jak poważna musiała to być dla miasta kwota świadczy fakt, że w 1843 dochody Sławkowa wyniosły zaledwie 1120 rubli. Na pomoc władz rządowych, jak w przypadku udzielonej w 1846 pożyczki, można było liczyć tylko w wyjątkowych wypadkach. Jedynymi inwestycjami na obszarze gminy sfinansowanymi w całości przez państwo w okresie panowania rosyjskiego były wybrukowanie traktu śląskiego (droga Olkusz – Dąbrowa Górnicza) i przebudowa ratusza w 1905. Inne inwestycje finansowano czasem ze zbiórek publicznych. W 1839 z zebranych w całej parafii środków finansowych udało się otoczyć kamiennym murem teren cmentarza miejskiego oraz wybudować wkomponowane w jego ciąg kostnice.

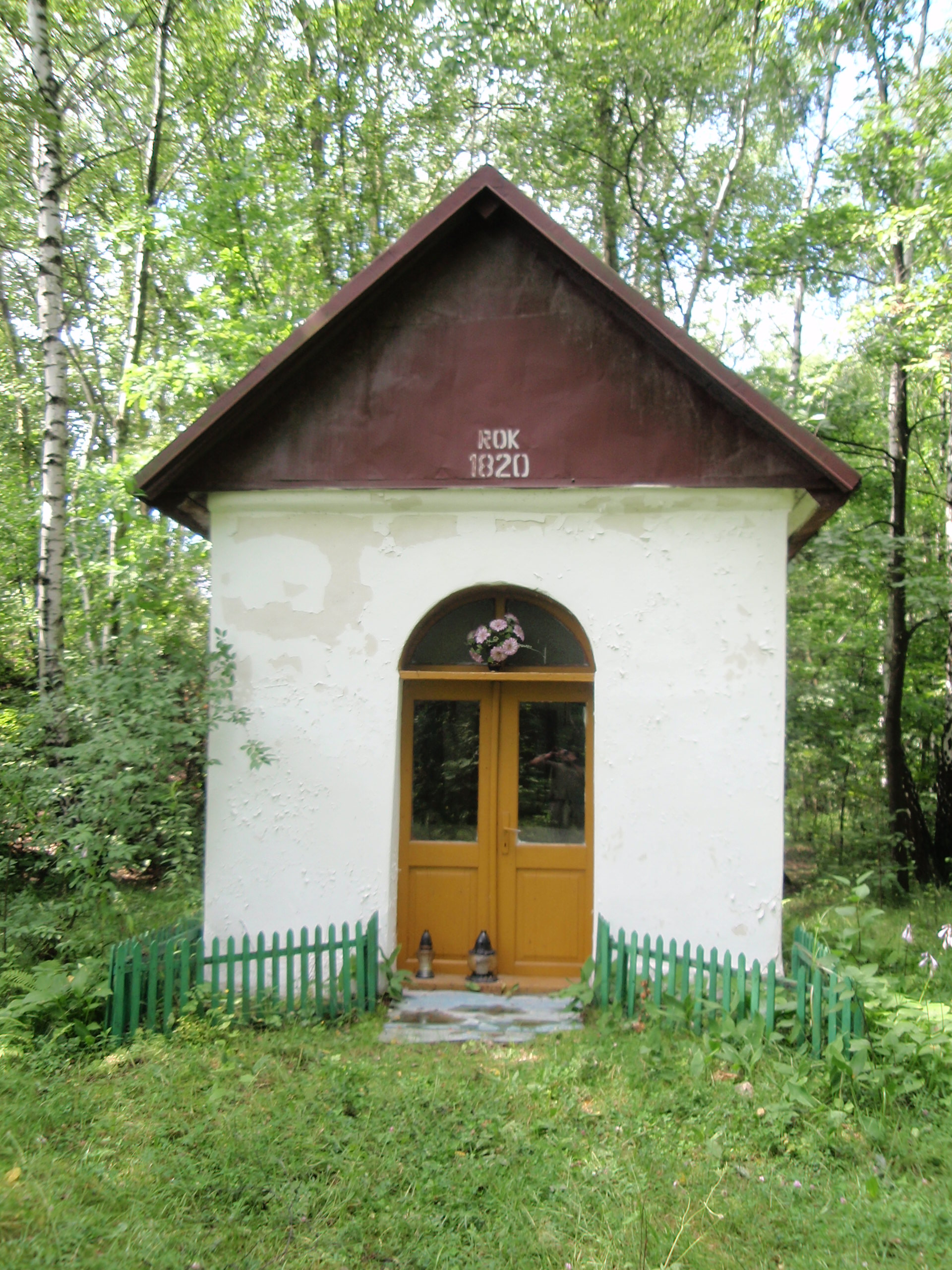
Kapliczka pw. św. Krzysztofa (1820) na nieistniejącym już dzisiaj cmentarzu „cholernym”

Stan sanitarny miasta był w tym czasie równie zły jak stan jego finansów. Lekarza miejskiego posiadał Sławków na stałe dopiero od początku lat pięćdziesiątych XIX w. Wcześniej jednak dwukrotnie nawiedziła miasto epidemia cholery. Za pierwszym razem, w 1831, zmarło jedynie kilka osób. Jednak w 1849 epidemia cholery opanowała całe miasto, zabierając ze sobą ponad 300 osób. Z pełnymi tragedii wydarzeniami tego roku związane jest powstanie w Sławkowie, w pobliżu wybudowanej wcześniej kapliczki św. Krzysztofa, „cmentarza cholernego”. Później, w 1874, Sławków nawiedziła jeszcze epidemia tyfusu i szkarlatyny.

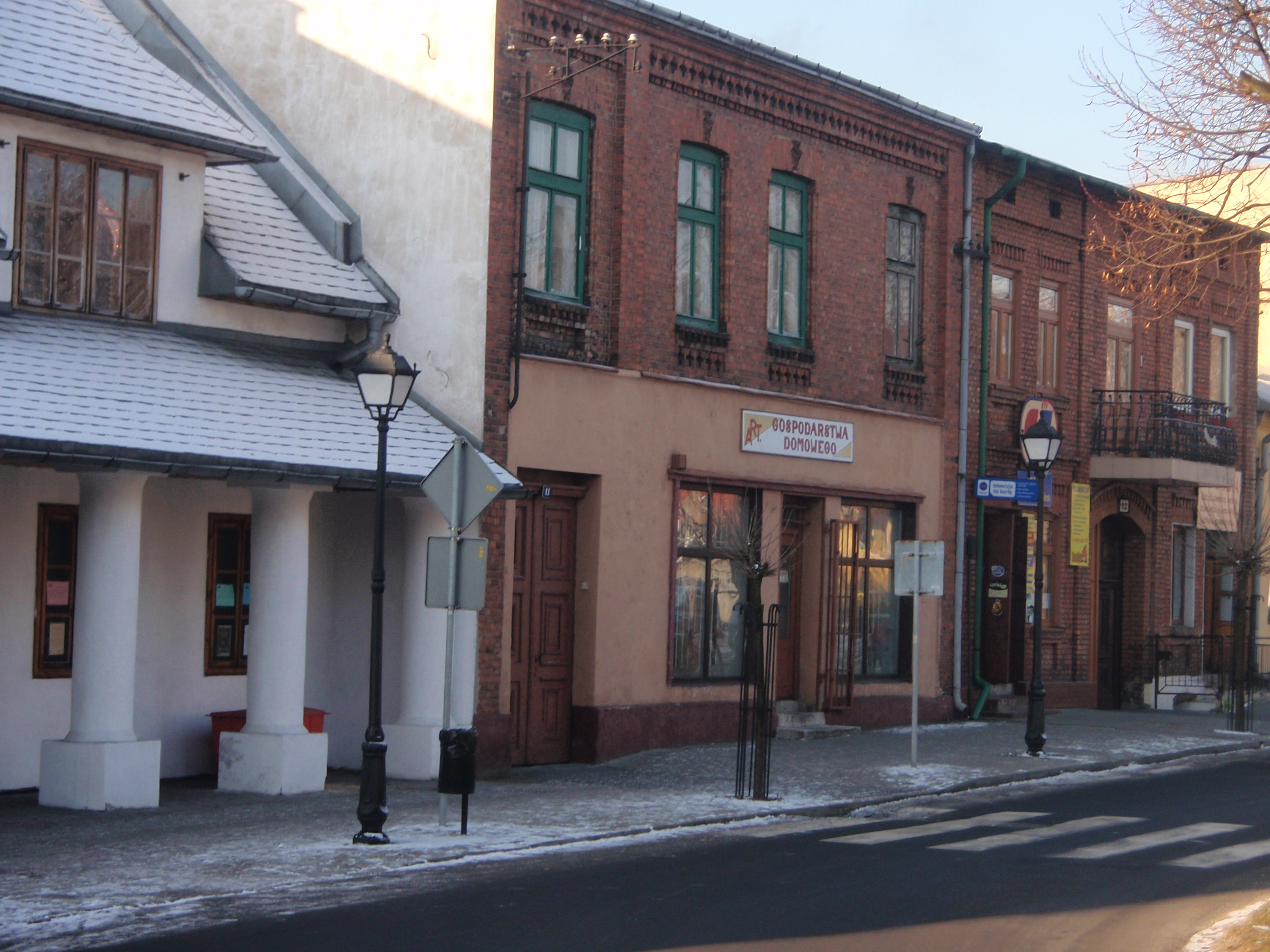
Południowa pierzeja Rynku – zabudowa z lat 70. XIX w.

W drugiej połowie XIX w. miasto zbudowane było ciągle w przeważającej mierze z drewna. W 1865 na ogólną liczbę 368 domów tylko 15 było murowanych z dachami krytymi blachą lub dachówką. Rozwój budownictwa murowanego nastąpił dopiero w latach siedemdziesiątych i osiemdziesiątych XIX w. W 1889 Sławków wraz z osiedlami robotniczymi po drugiej stronie Białej Przemszy liczył 478 domów, w tym 383 drewnianych i 95 murowanych. Taki stan rzeczy wywoływał naturalnie obawy władz miejskich przed wybuchem pożaru. Posiadały one na potrzeby ewentualnej odbudowy wydzielony obszar leśny, na którym rosły dorodne drzewa mogące posłużyć jako budulec. W 1838 miasto zakupiło za niebagatelną kwotę 980 złotych „sikawkę większego kalibru” na czterokołowym podwoziu. Na szczęście w XIX w. Sławków nie był jednak nawiedzany przez większe pożary. Jedynie w czasie żniw 1842 spłonęło 26 stodół sławkowskich usytuowanych bezpośrednio przy trakcie Olkusz – Dąbrowa Górnicza. Ze sławkowską sikawką wyjeżdżano więc przeważnie poza granice miasta, jak na przykład w dniu 16 września 1862 „do wsi Ujków, Gminy Bolesław o wiorst 8 odległej na miejsce wydarzonej pogorzeli”.

#### Powstania narodowe i rozwój aktywności politycznej

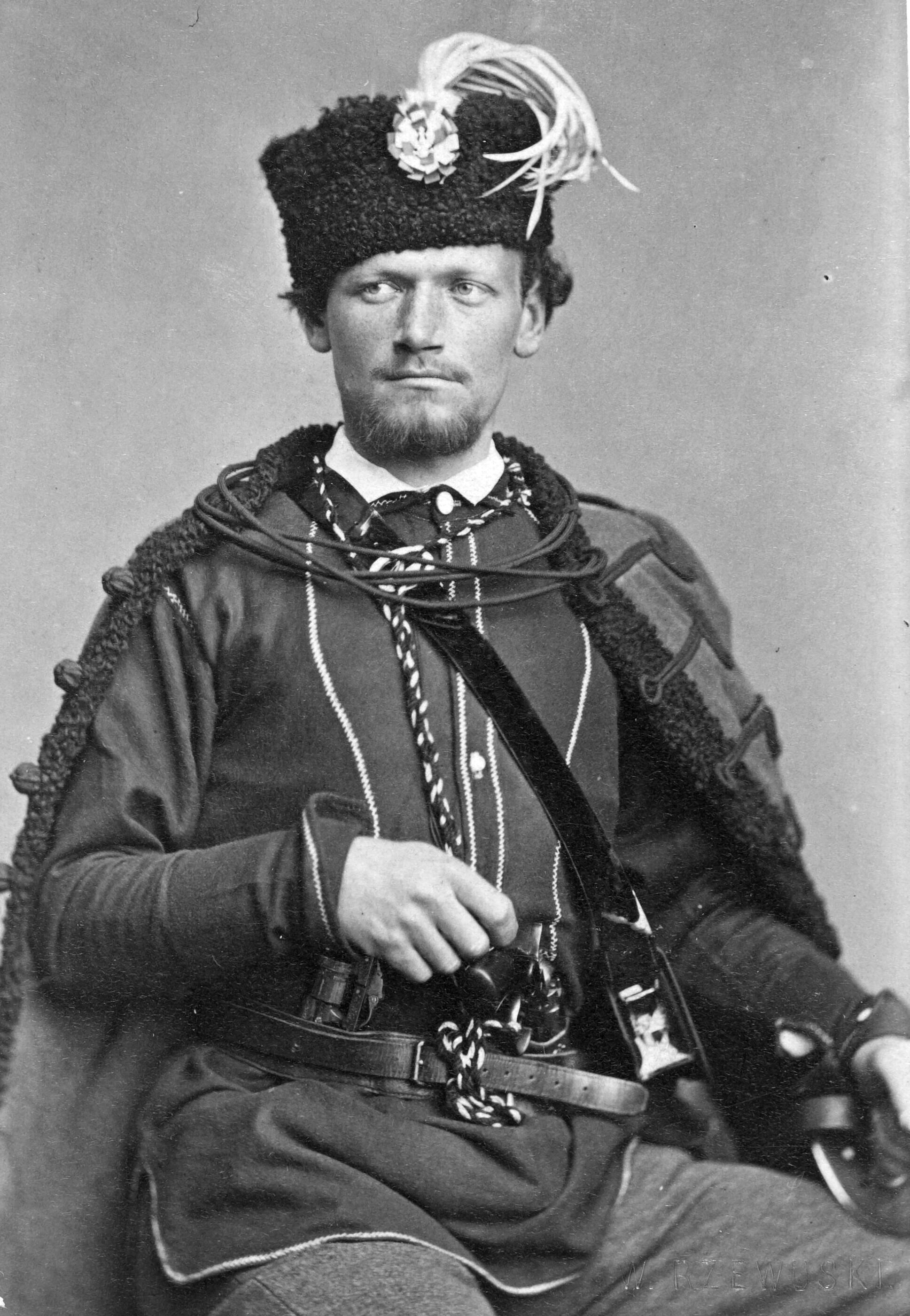
Apolinary Kurowski, dowódca oddziału powstańczego, który 6 lutego 1863 wkroczył do Sławkowa

Nie ominęły Sławkowa skutki dwóch dziewiętnastowiecznych powstań narodowych. Działania wojenne powstania listopadowego nie dotknęły bezpośrednio miasta, niemniej jednak powołano tu Straż Bezpieczeństwa, która czynnie utrzymywała porządek w okolicy. Pod koniec maja 1831 uczestniczyła ona w stłumieniu rebelii chłopskiej we wsiach Mierzęcice, Toporowice i Myszkowice. Sławkowscy ochotnicy do wojsk liniowych zgłaszali się do punktu mobilizacyjnego w Olkuszu. Po upadku powstania rozbite oddziały gen. Samuela Różyckiego wycofywały się przez okolice Sławkowa do Austrii i Prus.
Po wybuchu powstania styczniowego, 6 lutego 1863, przybył do Sławkowa oddział Apolinarego Kurowskiego ustanawiając w mieście władzę Rządu Narodowego. Już wkrótce jednak, po porażce powstańców pod Miechowem 17 lutego 1863, obszar powiatu olkuskiego zajęty został na powrót przez wojska rosyjskie. W toku dalszych walk powstańczych, 5 maja 1863 w lesie pod Sławkowem, w pobliżu wsi Krzykawka miała miejsce potyczka powstańców z wojskami rosyjskimi, w czasie której zginął Francesco Nullo.
Wskutek akcji odwetowej władz carskich, która nastąpiła po upadku powstania styczniowego, Sławków – wraz z wieloma innymi miastami Królestwa Polskiego – utracił prawa miejskie na podstawie ukazu carskiego z 1 czerwca 1869. Odebrany mu w ten sposób status miasta odzyskał dopiero w 1958. Paradoksalnie, degradacja Sławkowa do statusu wsi wpłynęła pozytywnie na rozwój demokracji lokalnej. Zorganizowana na podstawie dekretu z 1864 o samorządzie gminy wiejskiej (jedyna forma samorządu terytorialnego w Królestwie Polskim) zbiorowa gmina Sławków, obejmująca Burki, Cieśle, Garbierze, Niwę i Stare Maczki, otrzymała prawo do decydowania we własnych sprawach za pośrednictwem zebrania gminnego – tzw. zboru wszystkich obywateli Sławkowa oraz wybieranego przez nie wójta. Odbywające się regularnie cztery razy w roku (w marcu, czerwcu, wrześniu i grudniu) zebrania zwyczajne stały się forum debat i sporów o dobro ogółu. Władzę wykonawczą sprawował wójt z ławnikami wybieranymi przez zebranie gminne oraz podporządkowani wójtowi sołtysi. Wójt i sołtysi, obok wykonywania funkcji samorządowych, pełnili również funkcję urzędników państwowych, przez co musieli realizować politykę rządu. Nadzór nad działalnością samorządu wykonywał naczelnik powiatu olkuskiego.
Dzięki działalności organów samorządowych przełom XIX i XX wieku przyniósł ze sobą wzrost zaangażowania politycznego mieszkańców Sławkowa.
W czasie rewolucji 1905 roku, w dniu 12 listopada, zebranie gminne proklamowało Republikę Sławkowską, żądając od cara Mikołaja II w uroczyście przyjętej uchwale wprowadzenia w Królestwie Polskim polskiej administracji i samorządu. Odpis uchwały przesłano do wiadomości naczelnikowi powiatu olkuskiego, równocześnie wprowadzając na obszarze gminy język polski jako urzędowy oraz zmieniając na polskie wszystkie nazwy ulic i większości sklepów. 24 listopada 1905, po aresztowaniu jej przywódców, Republika Sławkowska upadła. Nie upadł jednak duch oporu wśród mieszkańców Sławkowa, którzy już 31 marca 1906, zamykając się w domach, zbojkotowali wybory do rosyjskiej Dumy Państwowej.
Aktywnie działała na terenie osady, kierowana początkowo z Niemców (dzisiejszych Ostrów Górniczych), Polska Partia Socjalistyczna, której Organizacja Bojowa przeprowadziła w Sławkowie kilka akcji. Najbardziej znaną z nich był zaplanowany i dowodzony przez Tomasza Arciszewskiego napad na stację kolejową w Sławkowie i uprowadzenie pociągu 12 sierpnia 1907.

#### Życie społeczno-kulturalne

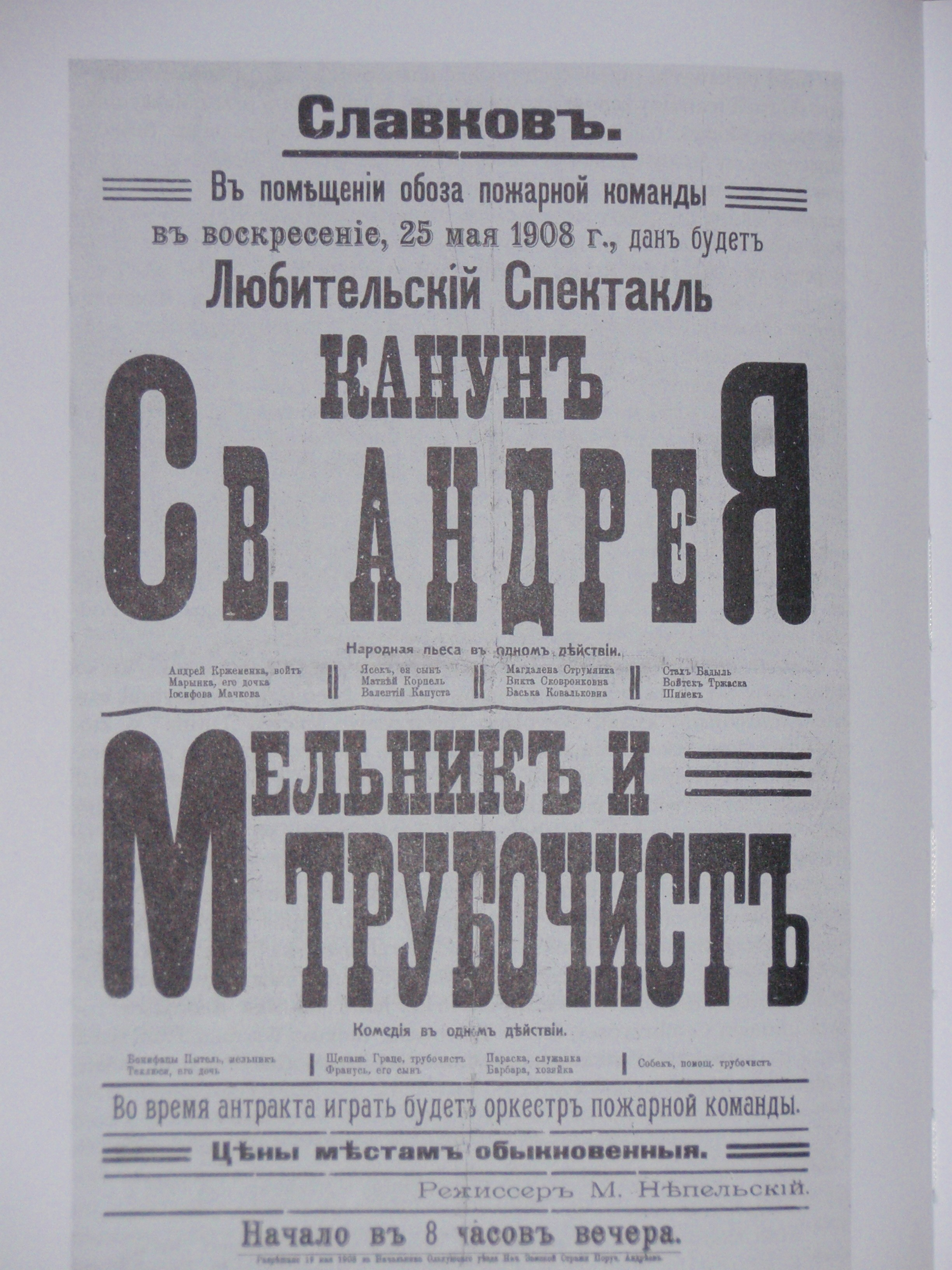
Afisz sławkowskiego teatru amatorskiego (1908 r.)

Na początku XX w. ożywiła się działalność społeczno-kulturalna mieszkańców, głównie dzięki utworzonej 19 lipca 1905 Straży Ogniowej Ochotniczej (SOO). Władze gubernialne, kierując się względami finansowymi, zastrzegły, że straż ta może posiadać wyłącznie własne źródła dochodu. Udzieliły jej w związku z tym zgody na zorganizowanie amatorskiego zespołu teatralno-muzycznego, orkiestry strażackiej oraz urządzanie przedstawień i zabaw ludowych. Podczas organizacji imprez Straż Ogniowa Ochotnicza sama powinna była zdobywać środki na swoje utrzymanie. Strażacy już wkrótce podjęli starania o organizację orkiestry dętej, której działalność ożywiła monotonne życie osady i skupiła wokół straży ogniowej miejscowych miłośników muzyki. W 1908 r. wybudowano przy ratuszu remizę strażacką, w której oprócz koncertów orkiestry wystawiano spektakle działającego przy SOO od 1906 r. amatorskiego teatru. Teatr ten najpierw występował w sławkowskiej karczmie i browarze, a 7 czerwca 1908 dał swoje pierwsze przedstawienie w budynku remizy, wystawiając dwa utwory: Wigilię św. Andrzeja F. Dominika oraz Kominiarz i młynarz autorstwa A.G. d’Saint-Priesta.

#### Zmiany przynależności administracyjnej

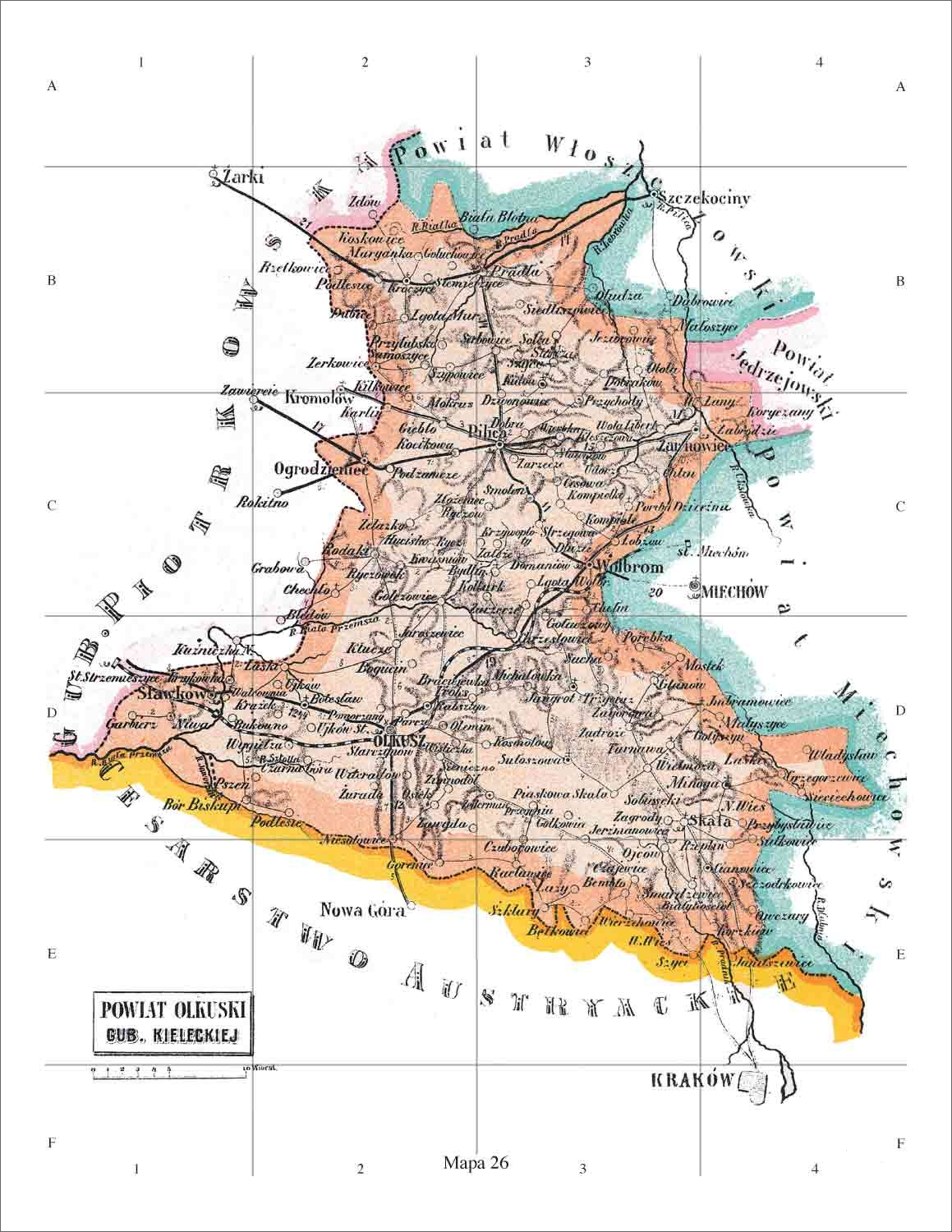
Sławków na obrzeżach powiatu olkuskiego (1867-1914)

W okresie panowania rosyjskiego zmieniała się kilkakrotnie przynależność administracyjna Sławkowa. W latach 1816–1837 miasto wchodziło w skład obwodu olkuskiego w województwie krakowskim, a od 1837, kiedy województwa Królestwa Kongresowego zastąpione zostały guberniami, w guberni krakowskiej (w 1841 przemianowanej na kielecką).
Natomiast w latach 1845–1866 Sławków wchodził w skład powiatu olkuskiego w guberni radomskiej (ros.: Радомская губерния), który – podobnie jak wcześniejszy obwód – obejmował teren całego Zagłębia Dąbrowskiego, granicząc na zachodzie z pruską rejencją opolską. Po zmianach administracyjnych, jakie miały miejsce w Królestwie Kongresowym w 1866, powiat olkuski został poważnie okrojony, a z jego zachodniej części wydzielono powiat będziński, który włączony został do guberni piotrkowskiej. W wyniku tej reformy administracyjnej Sławków przyporządkowany został powiatowi olkuskiemu i wszedł od 1 stycznia 1867 jako jego gmina graniczna do nowo utworzonej guberni kieleckiej (ros.: Келецкая губерния). Zdarzenie to przesądziło na okres ponad stu lat o podporządkowaniu Sławkowa władzy powiatowej w Olkuszu, osłabiając jego więzi z Zagłębiem Dąbrowskim. Pomimo przyporządkowania powiatowi olkuskiemu dla sławkowian Olkusz nie był jednak ani miejscem pracy, ani tym bardziej ośrodkiem myśli społeczno-politycznej. Do momentu powstania fabryki Westena w Olkuszu to powiatowe miasteczko zatrudniało jedynie 38 robotników w dwóch zakładach przemysłowych. Również w okresie późniejszym fabryki w Olkuszu i Wolbromiu nie były konkurencyjne pod względem płac z zagłębiowskimi kopalniami i hutami. Nie zatrudniali się też w nich pracownicy ze Sławkowa, którzy pozostawali w tradycyjnych związkach z przemysłem Sosnowca, Zagórza i Dąbrowy Górniczej. Olkusz był natomiast dla sławkowian miejscem funkcjonowania okupacyjnych władz rosyjskich.
W czasach Królestwa Kongresowego Sławków leżał bezpośrednio na granicy z Wolnym Miastem Krakowem, od 1846 na granicy rosyjsko-austriackiej, która przebiegała wzdłuż Białej Przemszy, w obszarze leśnym oddzielającym go od galicyjskiej Szczakowej. Z tego względu trudna dziś do oszacowania liczba sławkowian trudniła się przemytem, a przez zieloną granicę przedostawali się tutaj do Galicji kurierzy i zdekonspirowani działacze polityczni. Znana i opisana jest pełna perypetii ucieczka do Galicji przez zieloną granicę w Sławkowie Józefa Montwiłła-Mireckiego – czołowego działacza PPS, bliskiego współpracownika Józefa Piłsudskiego. Niewykluczone też, że w 1913, przekraczając w Maczkach nielegalnie granicę austriacką w drodze do Wiednia, zbłądził w lesie sławkowskim późniejszy dyktator sowiecki Iosif W. Dżugaszwili.

#### Zmiany demograficzne
Wiek XIX był dla Sławkowa okresem znaczących zmian demograficznych. Nie tylko wydatnie wzrosła w tym czasie liczba mieszkańców (z 1556 w 1805 r. do 3655 w 1889 r.), lecz również zmienił się skład etniczny ludności. Proces ten związany był przede wszystkim ze wzmożonym osadnictwem żydowskim. Początkowo, po wyjściu Sławkowa spod zwierzchności biskupiej w 1790, Żydów było tu ciągle niewielu. Restrykcyjne regulacje z okresu pruskiego powtórnie zabroniły im osiedlać się w mieście, pozwalając jednak pozostać w Sławkowie Żydom już zamieszkałym. Społeczność żydowska Sławkowa liczyła w tym czasie zaledwie kilkanaście osób. Sytuacja niewiele zmieniła się w dobie Księstwa Warszawskiego i Królestwa Kongresowego. Po 1815 Sławków znalazł się wprawdzie w rosyjskiej strefie osiedlenia, jednak ze względu na jego graniczne położenie obowiązywały tu przepisy szczególne, które w 1821 doprowadziły do wysiedlenia z miasta całej społeczności żydowskiej. Dopiero dekret carski z 5 czerwca 1862 zasadniczo zrównał Żydów w prawach i obowiązkach z ludnością chrześcijańską, pozwalając na ich osiedlanie się w Sławkowie. Od lat sześćdziesiątych XIX w. następuje tu w związku z tym dość znaczny przyrost ludności żydowskiej.

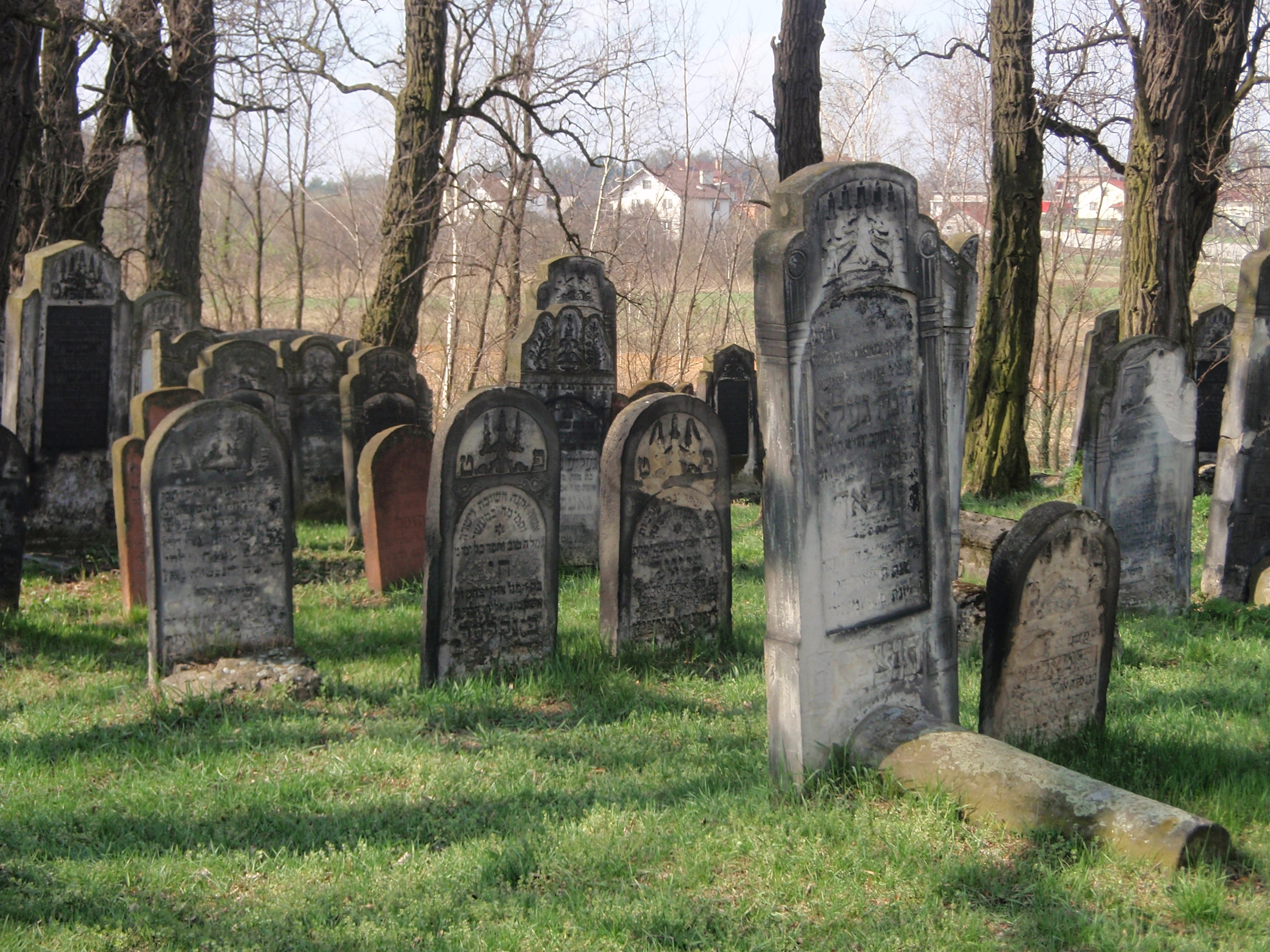
Cmentarz żydowski w Sławkowie

W 1893 sławkowscy Żydzi nabyli plac na budowę synagogi, którą wzniesiono ze składek społecznych w 1896. Podlegała ona początkowo olkuskiemu kahałowi. W 1904 powstała w Sławkowie osobna żydowska gmina wyznaniowa, której pierwszym rabinem został Szulim Zając. W 1907 gmina ta wykupiła od właścicieli dóbr Krzykawka grunt o powierzchni dwóch mórg, na którym założyła cmentarz.
| Rok  | Ludność Sławkowa ogółem | Żydzi | %     |
| ---- | ----------------------- | ----- | ----- |
| 1790 | 1592                    | 0     | 0,00% |
| 1820 | 2003                    | 21    | 1,04% |
| 1821 | ok. 2000                | 0     | 0,00% |
| 1865 | 2618                    | 64    | 2,44% |
| 1890 | 3502                    | 246   | 7,02% |
| 1939 | 7801                    | 960   | 12,3% |

Pod koniec XIX w. osiedliło się w Sławkowie również kilka rodzin rosyjskich. Byli to przeważnie urzędnicy zatrudnieni w pobliskich miejscowościach Zagłębia Dąbrowskiego oraz na sławkowskiej kolei. O zamieszkiwaniu w Sławkowie wyznawców prawosławia świadczyła jeszcze do lat siedemdziesiątych XX w. obecność na miejscowym cmentarzu kamiennych nagrobków z wyrytymi cyrylicą rosyjskimi nazwiskami.

### Okupacja austriacka (1914–1918)

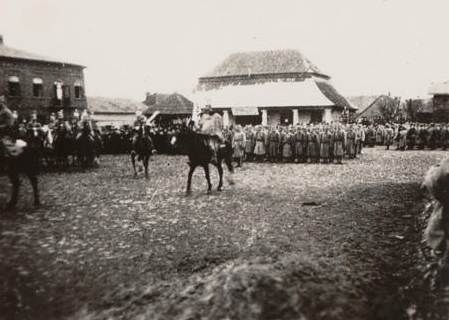
Defilada Legionów Polskich w Sławkowie (21 stycznia 1915)

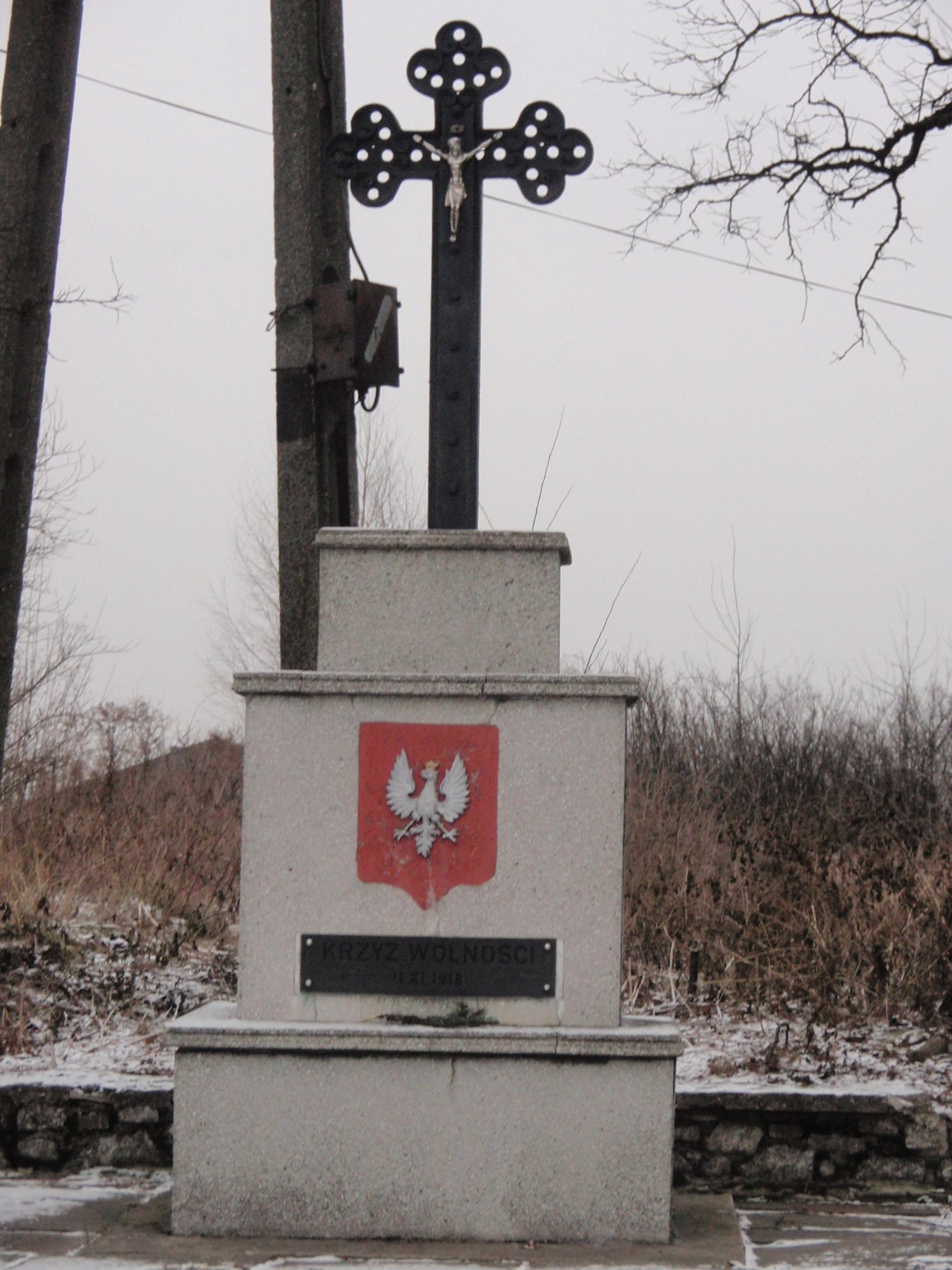
Sławkowski Krzyż Wolności z 1918 – zbieg ulic Wrocławskiej i Gen. J. Hallera

Nazajutrz po wybuchu I wojny światowej, 2 sierpnia 1914, położony w powiecie olkuskim guberni kieleckiej Sławków zajęty został przez oddziały V Korpusu austro-węgierskiego pod dowództwem marszałka polnego Puchalo. W ten sposób wraz z Dąbrową Górniczą, Strzemieszycami i gminami powiatu olkuskiego osada dostała się pod okupację austriacką. Natomiast zachodnia część powiatu będzińskiego z Będzinem, Sosnowcem i Czeladzią zajęta została przez Niemców. Przejściowo jednak, od 5 września do 6 listopada 1914, w związku ze zmianami na linii frontu, również Sławków zajęty został przez wojska niemieckie. Od sierpnia 1914 do końca 1915 trwał werbunek do Legionów Piłsudskiego, do których zgłosiło się raptem 37 mieszkańców. Liczba ta pokazuje, że sławkowianie odnieśli się do tej formacji wojskowej z pewną rezerwą.
Przyczyną braku pozytywnego nastawienia mieszkańców do Austro-Węgier i sprzymierzonych z nimi Legionów Polskich była specyficzna sytuacja osady położonej w bezpośredniej bliskości linii frontu. Przez prawie cały okres I wojny światowej Sławków znajdował się w strefie przyfrontowej. 17–18 listopada 1914 na przedpolu Zagłębia Dąbrowskiego miała miejsce bitwa pod Krzywopłotami, które zmusiła wojska austro-węgierskie do odwrotu w kierunku zachodnim. Nadciągająca spod Dęblina ofensywa rosyjska została przez nie co prawda powstrzymana, lecz ciężkie walki trwały długi czas we wschodniej części powiatu olkuskiego, w okolicach Sułoszowej i Pilicy, która kilkakrotnie przechodziła z rąk do rąk. Okres ten wiązał się z częstymi przemarszami wojsk austro-węgierskich i niemieckich, dokonującymi ciągłych rekwizycji artykułów spożywczych i żywego inwentarza. Rabunkowa polityka gospodarcza władz austriackich bardzo poważnie obniżyła poziom życia mieszkańców.
Z uwagi na bliskość frontu w ratuszu sławkowskim znalazł jednak tymczasowo siedzibę Departament Wojskowy Naczelnego Komitetu Narodowego, na czele którego stał ówczesny podpułkownik Władysław Sikorski, przebywający w Sławkowie w styczniu i lutym 1915.
Wtedy też sławkowianie mieli okazję przyjrzeć się bliżej legionistom, którzy na rynku organizowali ciągłe zbiórki i apele batalionu uzupełnień I Brygady Legionów Polskich, stacjonującego w pobliskim Bolesławiu. 21 stycznia 1915 zorganizowali oni w Sławkowie pierwsze legalne obchody 52. rocznicy powstania styczniowego, ustawiając z tej okazji pod Krzykawką sosnowy krzyż. Z inicjatywy legionistów przeprowadzono też w lutym 1915 akcję polszczenia ulic sławkowskich, nadając jednej z nich nazwę „ul. Legionów Polskich”, przywróconą w 1990. Ciężki okres I wojny światowej dostarczył jednak przykładów inicjatyw gospodarczych i społecznych. Zapoczątkowane w końcowym okresie przynależności do Rosji starania zebrania gminnego o budowę w Sławkowie elektrowni uwieńczone zostały sukcesem w 1916. W ten sposób w pierwszych latach niepodległości Sławków był jedną z trzech miejscowości powiatu olkuskiego, które były zelektryfikowane. W 1917 powstało w Sławkowie pierwsze stałe kino pod nazwą „Odeon”, którego seanse odbywały się na Walcowni i w sali remizy strażackiej. W tym samym roku potężny pożar strawił zabudowę północnej pierzei Rynku i Mały Rynek. 4 listopada 1918 złożony z mieszkańców Sławkowa oddział zaatakował posterunek żandarmerii i rozbrolił stacjonujących tu żołnierzy austriackich. Następnie oddział ten przekształcony został w Straż Obywatelską, uzbrojoną w zdobytą na Austriakach broń. Obsadziła ona posterunek w ratuszu oraz przejęła kontrolę nad dworcem kolejowym, zajmując kasę stacyjną, wyposażenie służby ruchu oraz dwa wagony mąki przeznaczone do wywozu do Wiednia. Kilka godzin później rozbrojono wojskową załogę Fabryki Braci Szajn zajmując tam kilkadziesiąt karabinów, dużą ilość amunicji oraz znaczne zapasy żywności.

## Dwudziestolecie międzywojenne (1919–1939)

### Gospodarka

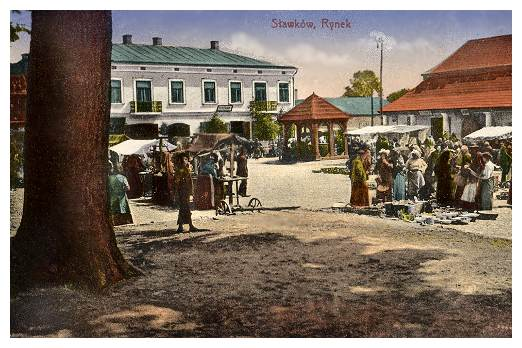
Rynek sławkowski w dniu targowym, pocztówka z 1919 r.

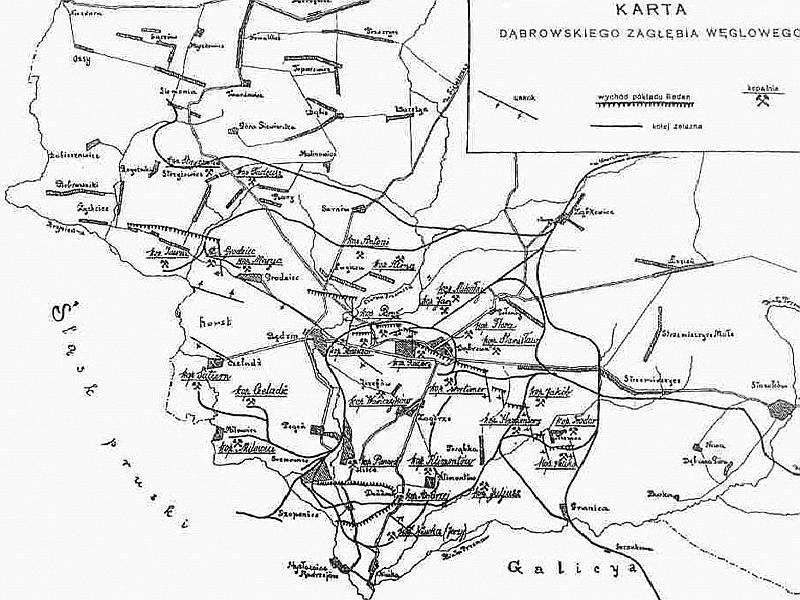
Dąbrowskie Zagłębie Węglowe w 1918 r. – wydobycie dwóch działających w tym czasie sławkowskich kopalń węgla kamiennego („Józef” i „Michałów”) było w porównaniu z dużymi kopalniami zagłębiowskimi tak nieznaczne, że mapa nie odnotowuje nawet faktu ich istnienia

W 1919 Sławków wszedł w skład powiatu olkuskiego w województwie kieleckim. Początek lat dwudziestych przyniósł ze sobą koniec sławkowskiego górnictwa węgla kamiennego. Do 1920 działała założona w 1855–56 kopalnia „Michałów”. W pierwszej połowie lat 20. prowadziły wydobycie niewielkie kopalnie „Leszek” i „Telmut” w Cieślach. Największa z małych kopalń sławkowskich, zatrudniająca ok. 100 osób kopalnia „Józef” w Burkach, zamknięta została w grudniu 1923. W latach 1916–1923 posiadała ona własną kolej wąskotorową, która przez Niwę, Korzeniec i obecną ulicę Hrubieszowską dochodziła do szlaku linii kolejowej Sławków – Strzemieszyce. Druga linia kolei wąskotorowej prowadziła z kopalni limonitu w Krzykawie do stacji kolejowej w Sławkowie. W latach dwudziestych działała też jeszcze w przysiółku Chwaliboskie, po wschodniej stronie drogi do Okradzionowa, niewielka kopalnia limonitu zatrudniająca 20 osób. W okresie międzywojennym funkcjonowały ponadto w Sławkowie dwa młyny (turbinowy i wodny), dwa tartaki i cegielnia. Rozwijała się prężnie Spółdzielnia Spożywców, która w 1928 założyła filię w Okradzionowie, w 1935 w Niwie, a w 1936 uruchomiła własną nowoczesną piekarnię. Handlem detalicznym zajmowali się przede wszystkim Żydzi, którzy prowadzili drobne sklepy w Rynku i pobliskich ulicach. Największym zakładem przemysłowym była fabryka braci Szajn, działająca pod nazwą „Fabryka Gwoździ, Drutu, Śrub Wszelkiego Rodzaju, Podkówek i Zatyczek – Bracia Szajn”. Zwrócona właścicielom spod zarządu przymusowego w 1921 rozwijała się prężnie nawet w okresie wielkiego kryzysu dzięki zamówieniom zagranicznym z Brazylii i Argentyny (druty ocynkowane), Afryki Środkowej (gwoździe), Finlandii i Norwegii (drut kolczasty) oraz Związku Radzieckiego (druty żarzone). W latach trzydziestych fabryka zawarła umowę ze Związkiem Elektrowni Okręgu Radomsko-Kieleckiego na wyłączną dostawę kabli i drutów miedzianych oraz produkowała liny stalowe na potrzeby górnictwa węglowego w Zagłębiu Dąbrowskim i województwie śląskim. W okresie międzywojennym jej szczytowe zatrudnienie wyniosło 1000 osób, a produkcja ponad 1600 ton miesięcznie.
Dzięki wybudowanej w latach 1935–1936 linii kolejowej Szczakowa–Bukowno umożliwiającej dojazd do powiatu chrzanowskiego, w drugiej połowie lat trzydziestych część robotników sławkowskich znalazła zatrudnienie w przemyśle Trzebini i Chrzanowa.
W latach wielkiego kryzysu liczba zarejestrowanych bezrobotnych w osadzie Sławków przekraczała 2500 osób. Później bezrobociem objętych było 1600 osób, np. w roku 1938 w gminie zarejestrowanych było 798 bezrobotnych, z których 375 korzystało z pomocy socjalnej, niezarejestrowanych zaś było 875 – razem 1673 osoby. Bezrobotni trudnili się często nielegalnym wydobywaniem kruszcu z zatopionych kopalń galmanu w Bolesławiu oraz węgla kamiennego z szybów dawnej kopalni „Józef”.
Rolnictwo sławkowskie tego okresu było rozdrobnione, wykonywane na gruntach niskiej klasy tradycyjnymi metodami uprawy. W gminie, na ogólną liczbę 1806 gospodarstw, aż 1124 nie przekraczało powierzchni 1 ha, a tylko 2 miały powierzchnię większą niż 25 ha. Większość gospodarstw nie posiadała siły pociągowej, a część nawet w ogóle bydła i trzody chlewnej. Wyłącznie z rolnictwa utrzymywało się 130 rodzin. Pod względem swej struktury społeczno-zawodowej Sławków niewiele zatem różnił się od opisanego w literaturze typu tzw. zagłębiowskiej wsi zurbanizowanej, jaką były choćby sąsiednie Strzemieszyce, której mieszkańcy pracowali w przemyśle i zajmowali się rzemiosłem, a rolnictwo stanowiło jedynie dodatkowe źródło dochodu.

### Życie polityczne
W okresie międzywojennym w Sławkowie działały polityczne organizacje chrześcijańskie, narodowe i socjalistyczne. Na początku lat dwudziestych pewne znaczenie miał jeszcze ruch narodowy i chadecki, których działalność później wyraźnie osłabła. Sławkowskie koła Stronnictwa Narodowego i Polskiego Stronnictwa Chrześcijańskiej Demokracji rozwiązały się w 1935 r. Największe wpływy wśród sławkowian miała w dwudziestoleciu międzywojennym bezspornie Polska Partia Socjalistyczna. Była ona od 1919 r. największą działającą tu partią polityczną, a głównym jej ośrodkiem była Fabryka Braci Szajn. 12–13 stycznia 1919 jej pracownicy rozpoczęli strajk, domagając się m.in. uwolnienia więźniów politycznych i zaprzestania działań wojennych na froncie wschodnim, co świadczyć może o działaniu w fabryce KPRP. W istocie, na środowisko robotnicze Sławkowa oddziaływał od początku lat dwudziestych Komitet Dzielnicowy KPRP w Dąbrowie Górniczej. Po utworzeniu PPS-Lewicy, w której legalnie działali komuniści, tajna komórka KPP, działająca przy kole PPS-Lewicy podlegała Podokręgowi KPP w Strzemieszycach. Natomiast od 1934 działał w Sławkowie miejscowy Komitet Dzielnicowy KPP, obejmujący również Laski, Bolesław i Hutki. W sławkowskim komitecie nie mogło jednak działać zbyt dużo osób, skoro w całym powiecie olkuskim doliczono się w 1937 zaledwie 33 członków Komunistycznej Partii Polski. W 1936 udało mu się jednak zwerbować dwóch ochotników – Mikołaja Lebieckiego i Stanisława Bagińskiego – do walki w Brygadach Międzynarodowych w Hiszpanii. W Sławkowie działał w tym czasie również Komunistyczny Związek Młodzieży Polski (KZMP), którego członkami byli przede wszystkim młodzi robotnicy żydowscy. KZMP kolportował literaturę komunistyczną, nielegalną prasę i rozklejał plakaty z hasłami antyrządowymi. W 1935 powstał z inicjatywy aktywistów PPS przy fabryce braci Szajn Związek Zawodowy Robotników Przemysłu Metalowego.

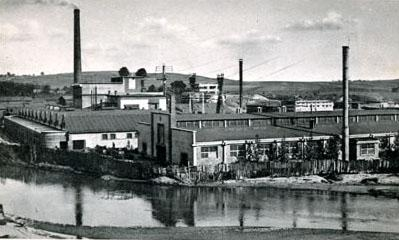
Fabryka braci Szajn, pocztówka z lat trzydziestych XX w.

### Samorząd terytorialny
W 1936 doszło do zmiany granic między Sławkowem a gminą Bolesław. W ten sposób z dniem 1 kwietnia 1936 przyłączono do gminy Sławków m.in. fabrykę braci Szajn i Walcownię, włączając w obręb gminy tereny na wschodnim brzegu Białej Przemszy, które Sławków utracił w 1796 wskutek wytyczenia ówczesnej granicy prusko-austriackiej. Dodać w związku z tym należy, że tereny te, wchodzące formalnie w latach 1796–1936 w skład gminy Bolesław, lecz ściśle związane ze Sławkowem, opisywane są zwykle przez historiografię polską również w tym okresie jako część Sławkowa, czasem nawet bez wzmiankowania o ich przynależności do Bolesławia. Sprawy gospodarki komunalnej aż do połowy lat trzydziestych nie przedstawiały się najlepiej. Z powodu ciągłych sporów w Radzie Gminnej oraz z powodu związanych z nimi częstych zmian zarządu, Wydział Powiatowy rozwiązał sławkowską Radę Gminy i 11 lipca 1926 przeprowadził nowe wybory. Podział nowo wybranej rady na dwa zwalczające się obozy hamował jednak nadal wszelką działalność gospodarczą i legislacyjną gminy. Zmianę tego stanu rzeczy przyniosły dopiero wybory komunalne z 10 lutego 1936. Wyłoniona w nich Rada Gminy wybrała 9 marca 1936 nowy zarząd na czele z wójtem Feliksem Proszczkiem, który pełnił swój urząd do 1939 oraz w pierwszych latach po drugiej wojnie światowej. Dopiero wtedy samorząd gminny skoncentrował się na nadrabianiu zapóźnień cywilizacyjnych Sławkowa odziedziczonych po czasach zaborów. Do tego czasu przez Sławków przechodziła tylko jedna droga brukowana łącząca Olkusz z Zagłębiem. Sławków nie posiadał również ani wodociągów, ani kanalizacji. Te dwie wymagające pilnego rozwiązania sprawy zdominowały aktywność władz osady w drugiej połowie lat trzydziestych. W 1938, w celu wybrukowania wjazdów i podwórek, udostępniono prywatnym właścicielom nieruchomości kamień. Wtedy też wybudowano w Rynku i jego otoczeniu pierwsze chodniki dla pieszych. Gmina uruchomiła także produkcję własnych płyt cementowych na budowę chodników i na potrzeby własne mieszkańców. Największą inwestycją drogową realizowaną w latach 1938–1939 był bity trakt ze Sławkowa do Szczakowej. W celu budowy ulic i dróg oraz na budowę nowej rzeźni gmina zaciągnęła w 1938 pożyczkę w wysokości 40 000 złotych z Funduszu Pracy. W latach 1938–1939 wybudowano też w centrum miasta cementowy śmietnik oraz nowy mostek dla pieszych przez Białą Przemszę do Walcowni. Przygotowywano się też do instalacji w osadzie wodociągu i kanalizacji, starając się w tym celu o pożyczkę w wysokości 100 000 złotych z Banku Gospodarstwa Krajowego. Budowa nie została jednak rozpoczęta przed wybuchem drugiej wojny światowej.

## Okupacja niemiecka (1939–1945)

### Rozbudowa administracji niemieckiej
Po agresji III Rzeszy na Polskę we wrześniu 1939 zajęty przez Niemców 4 września Sławków wcielony został 8 października 1939 bezpośrednio do prowincji śląskiej w ramach rejencji katowickiej (niem.: Regierungsbezirk Kattowitz), powiat ziemski Olkusz (niem.: Landkreis Olkusch/Ilkenau). 25 października 1939 zniesiono zarząd wojskowy, przekazując władzę w ręce niemieckich urzędników cywilnych. Niemieckie prawo gminne wprowadzono dopiero 1 stycznia 1941. Wtedy też zaczęto nieoficjalnie używać na oznaczenie Sławkowa niemieckiej nazistowskiej nazwy Schlockau. 21 listopada 1939 rozpoczęła regularną służbę policja niemiecka. Tymczasowym funkcjonariuszem nadzoru policyjnego w Sławkowie został wówczas młodszy podoficer Strauss. W osadzie znalazło się 14 policjantów niemieckich. Wchodzili oni w skład 82 batalionu policji ochronnej (Schutzpolizei), której dowódca, major Kegel, w styczniu 1940 miał sztab w Karwinie, a jedno z trzech dowództw grup terenowych, któremu podlegał Sławków, znajdowało się w Chrzanowie. W Sławkowie stacjonowała również żandarmeria, zajmująca budynek przy obecnej ulicy Olkuskiej. Żandarmi, których było 12, konno lub na rowerach patrolowali systematycznie Sławków, przeprowadzali rewizje i poszukiwali uciekinierów z robót przymusowych w Niemczech. Niemal przez cały okres okupacji najwyższym przedstawicielem władzy cywilnej – komisarzem gminnym (Amtskommissar) – był pochodzący z Głogowa Georg Willing, który zamieszkiwał w Sławkowie z żoną i córką. Jego zastępcą był pochodzący z Hamburga Seidel, zaś sekretarką urzędu gminnego Elisabeth Frank. Prawie wszystkie kierownicze stanowiska w gminie obsadzone były również przez Niemców. Sławków objęty został działaniem olkuskiego Gestapo.

### Wywłaszczenia mieszkańców
W ramach akcji germanizacyjnej wywłaszczono sławkowskich przedsiębiorców i rolników przekazując ich mienie niemieckim przesiedleńcom z Rumunii i w mniejszym stopniu z Rzeszy. W 1939 na terenie Sławkowa znajdowało się 8 fabryk i zakładów przemysłowych. Ponadto działały liczne zakłady rzemieślnicze, placówki produkcyjne i handlowe Spółdzielni Spożywców oraz kupców prywatnych. Wszystkie z nich (poza zlikwidowanymi wytwórniami łyżek i nici) przeszły pod zarząd komisaryczny lub zostały przejęte bezpośrednio przez Niemców. Pod niemieckim zarządem znalazła się też sławkowska Wspólnota Leśna, rabunkowo eksploatowana przez cały okres okupacji. W 1942, tuż przed żniwami, wyrzucono z gospodarstw rolnych położonych najbliżej Sławkowa blisko 75% ich właścicieli. W połowie lipca 1942 gospodarstwa te otrzymali niemieccy przesiedleńcy. Na podstawie dekretu z 7 października 1939 w sprawie akcji przesiedleń ludności niemieckiej zamieszkującej dotąd poza granicami Rzeszy rozpoczęto na ziemiach przyłączonych do prowincji śląskiej osiedlanie niemieckich przesiedleńców głównie z Rumunii (Bukowina i Besarabia, Dobrudża oraz tzw. stara Rumunia). W Sławkowie osiedliły się 22 rodziny, które obdarzone zostały 55 gospodarstwami rolnymi o łącznej powierzchni 478,56 ha.

### Ruch oporu

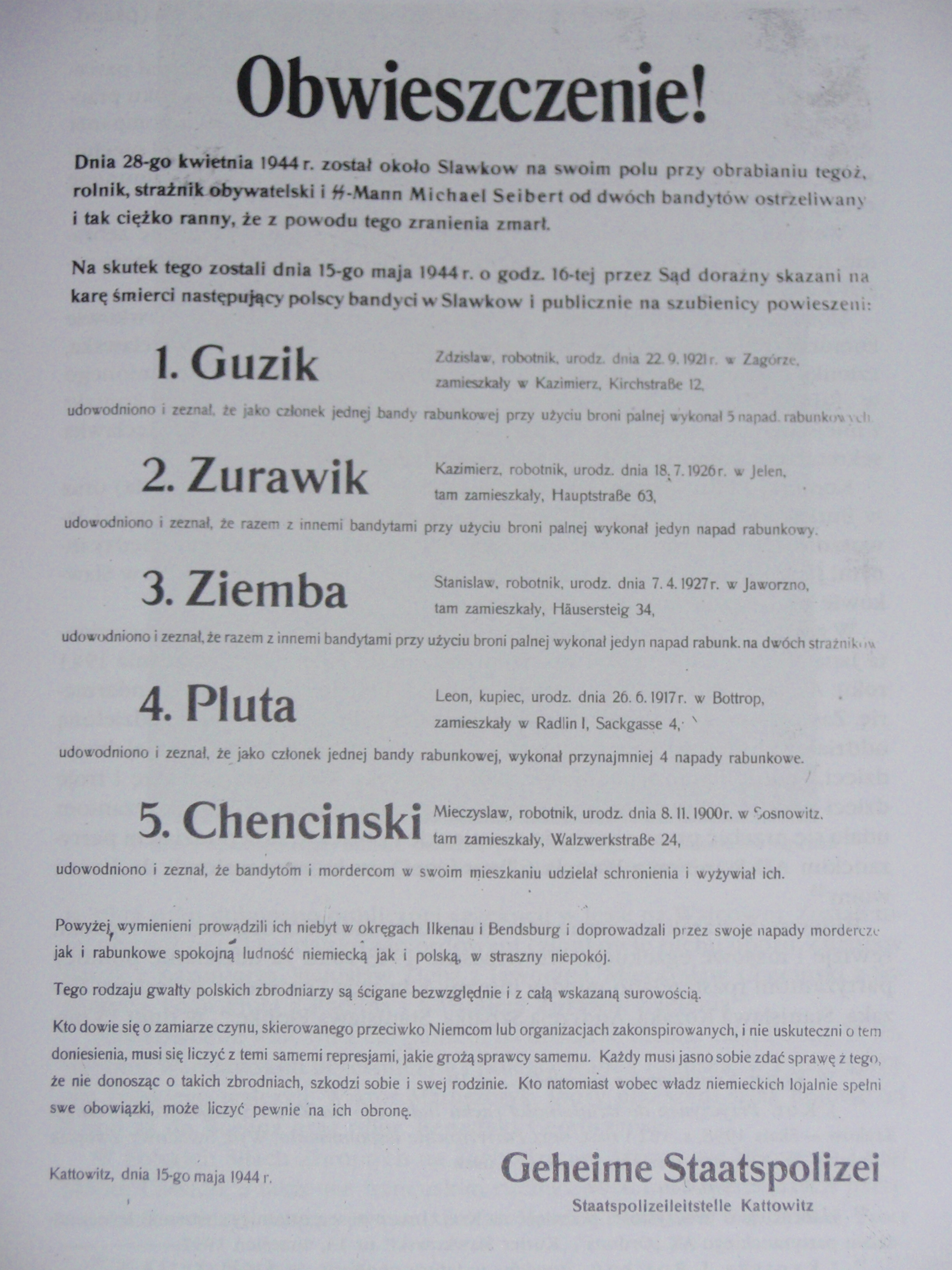
Obwieszczenie o publicznej egzekucji członków polskiego ruchu oporu w Sławkowie (1944)

Od początku okupacji w Sławkowie aktywnie działał polski ruch oporu. 26 listopada 1939 utworzono Stowarzyszenie Samopomocy Społecznej, skupiające oficerów i podoficerów rezerwy, którzy w liczbie 105 osób prowadzili prace wywiadowcze. W 1940 rozpoczęła działalność Organizacja Orła Białego, skupiająca głównie zagłębiowskich kolejarzy i zajmująca się przerzucaniem do Generalnego Gubernatorstwa zbiegów i jeńców wojennych. Dwóch jej uczestników, pracujący na sławkowskiej kolei Jan Łączyński i Aleksander Bieliński, zostało straconych przez Niemców w dniu 3 grudnia 1941 przy ul. Krzywda. Od początku okupacji w Sławkowie działała także Polska Organizacja Powstańcza, udzielająca pomocy byłym powstańcom śląskim, którzy znaleźli się na terenie gminy. W 1942 utworzono brygadę Gwardii Ludowej PPS-WRN, która liczyła około 400 członków i w 1943 włączona została w strukturę wojskową Armii Krajowej. Geograficzno-administracyjne położenie Sławkowa na obrzeżach okręgu przemysłowego i blisko granicy z Generalnym Gubernatorstwem prowadziło jednak do wytworzenia niezwykle trudnych warunków dla działalności ruchu oporu. Dlatego w Sławkowie i jego okolicach działały tylko dwie mniejsze grupy partyzanckie „Hardego” i „Ordona”, które przeprowadziły kilka mniej znaczących akcji. Z racji swego usytuowania był natomiast Sławków przede wszystkim ważnym ośrodkiem informacyjnym i punktem kontaktowym dla większości organizacji Polski podziemnej.

### Los sławkowskich Żydów
Według spisu ludności przeprowadzonego przez Niemców 23 września 1939 Sławków liczył 7801 mieszkańców, w tym 6817 Polaków, 960 Żydów, 12 Niemców, 5 Ukraińców i 4 Czechów. Już w pierwszych dniach września dużą grupę sławkowian żydowskiego pochodzenia razem z grupą Żydów będzińskich rozstrzelano przy moście na Białej Przemszy. Rozkazano im skakać do rzeki, strzelając do znajdujących się w wodzie ludzi. Ciała zabitych mieszkańcy wydobywali potem z wody i grzebali na miejscowym cmentarzu żydowskim. Podobna egzekucja ludności żydowskiej odbyła się w tym samym czasie również na Koźle, gdzie zamordowano około 80 osób, a ich ciała wrzucano do dawnego szybu i dopiero później pochowano na cmentarzu. 
Kolejne represje wobec ludności żydowskiej prowadzono w Sławkowie już w sposób planowy. Przede wszystkim Żydów pozbawiono i tutaj źródeł utrzymania, nie tylko większej własności przemysłowej, lecz także sklepów i warsztatów rzemieślniczych. W Sławkowie ustanowiono okupacyjny samorząd żydowski, tzw. Judenrat.
W 1941 utworzono sławkowskie getto w obrębie ulic Kilińskiego, Kościuszki, Kwartowskiej i Podawlnej, zlikwidowane w 1943. Wtedy to sławkowscy Żydzi, wraz z mieszkańcami będzińskiego getta, wywiezieni zostali do obozu w Oświęcimiu.

### Walki o miasto
Pod koniec drugiej dekady stycznia 1945 r. na północno-wschodnią granicę Śląska zaczęły wychodzić jednostki 1 Frontu Ukraińskiego. Już 17 stycznia pojawiły się radzieckie grupy zwiadowcze przebrane w niemieckie mundury. Nad Sławkowem coraz częściej pojawiały się również radzieckie samoloty zwiadowcze, które z dość dużą swobodą nękały Niemców, nie posiadających w tym czasie w okolicach Sławkowa odpowiednich sił lotniczych. Były to przeważnie kukuruźniki, które z wyłączonymi silnikami niespodziewanie nadlatywały nad pozycje nieprzyjaciela, obrzucając je lekkimi bombami. Ponieważ wojska niemieckie zajęły prawie wszystkie budynki i ulice Sławkowa, zrzucane bomby uszkodziły wiele domów, głównie przy ulicach: Kozłowskiej, Browarnej, Zamkowej, św. Jakuba, oraz w dzielnicy Piasek. 21 stycznia działająca na linii Białej i Czarnej Przemszy 59 armia gen. Iwana Korownikowa otrzymała rozkaz wyprzeć nieprzyjaciela z Zagłębia Dąbrowskiego i Górnego Śląska. Wojsko niemieckie z pośpiechem przygotowywało się do utworzenia linii frontowej opasującej Sławków i jego okolice. Obsadzono kopane uprzednio pod przymusem przez ludność cywilną okopy, ustawiano działa i karabiny maszynowe. Wysadzono w powietrze most na Białej Przemszy. Jako główny punkt obserwacji i ostrzału wybrana została górująca nad okolicą wieża kościoła św. Mikołaja. 20 stycznia, w godzinach przedpołudniowych, na przedpolach Sławkowa pojawiły się pierwsze radzieckie czołgi i piechota 314 dywizji płk. Piotra Jefrimienki. Niemcy otworzyli zmasowany atak z ukrytych stanowisk. Wojskom radzieckim nie udało się przejść przez rzekę i wkroczyć do miasta. Walki o Sławków wzmogły się w nocy z 21 na 22 stycznia. Również ten drugi z kolei szturm zakończył się niepowodzeniem wojsk radzieckich. Jednak dwa radzieckie pułki sforsowały rzekę na północ i na południe od miasta i zaczęły okrążać nieprzyjaciela. Pomimo to broniące Sławkowa wojska niemieckie każdą próbę podejścia do miasta zmiatały huraganowym ogniem. Pod wieczór 21 stycznia nastąpił kolejny atak, w wyniku którego zdobyte zostały tereny położone na północ od ul. Olkuskiej – dzielnica Piasek. W nocy z 21 na 22 stycznia Rosjanie wdarli się na ulicę Browarną, zajmując niektóre budynki. Zdobyty został również młyn Rechnica, stanowiący ważny przyczółek dla nacierających wojsk radzieckich. W dniu 22 stycznia Niemcy podjęli kontratak. W kilku miejscach wojska radzieckie musiały się wycofać z zajętych pozycji, ponosząc znaczne straty. W tej fazie walk z pomocą wojskom radzieckim pospieszyli mieszkańcy Sławkowa, przekazując dokładne informacje o rozmieszczeniu niemieckich punktów obronnych. 22 stycznia nastąpił przełom w walkach o Sławków. Po długim i skutecznym ostrzale artyleryjskim opór niemiecki zaczął się załamywać. Ustawione wokół Sławkowa, w Krzykawce, Bolesławiu, Bukowie i Walcowni, radzieckie działa skutecznie raziły najbardziej umocnione punkty niemieckiego oporu. Zlikwidowany został punkt obronny na wieży kościoła. Zacięte walki trwały na wszystkich odcinkach obrony. Niemcy rozpoczęli ewakuację, podczas której dochodziło do częstych starć z ludnością cywilną. Około godz. 18:00 Niemcy przeprowadzili godzinny kontratak artyleryjski ze stanowisk usytuowanych w Strzemieszycach, Grabocinie i Kazimierzu Górniczym. Wojska radzieckie odpowiedziały wzmocnionym ogniem artyleryjskim oraz atakiem czołgów i piechoty. Rozpoczęły się walki wręcz na ulicach Sławkowa. Nad ranem 23 stycznia ostatnie niemieckie oddziały rozpoczęły odwrót ulicami Krzywda i Kolejową w kierunku Niwy. Zakończyła się niemiecka okupacja Sławkowa. 

## Czasy Polski Ludowej (1945–1989)

### Przynależność administracyjna

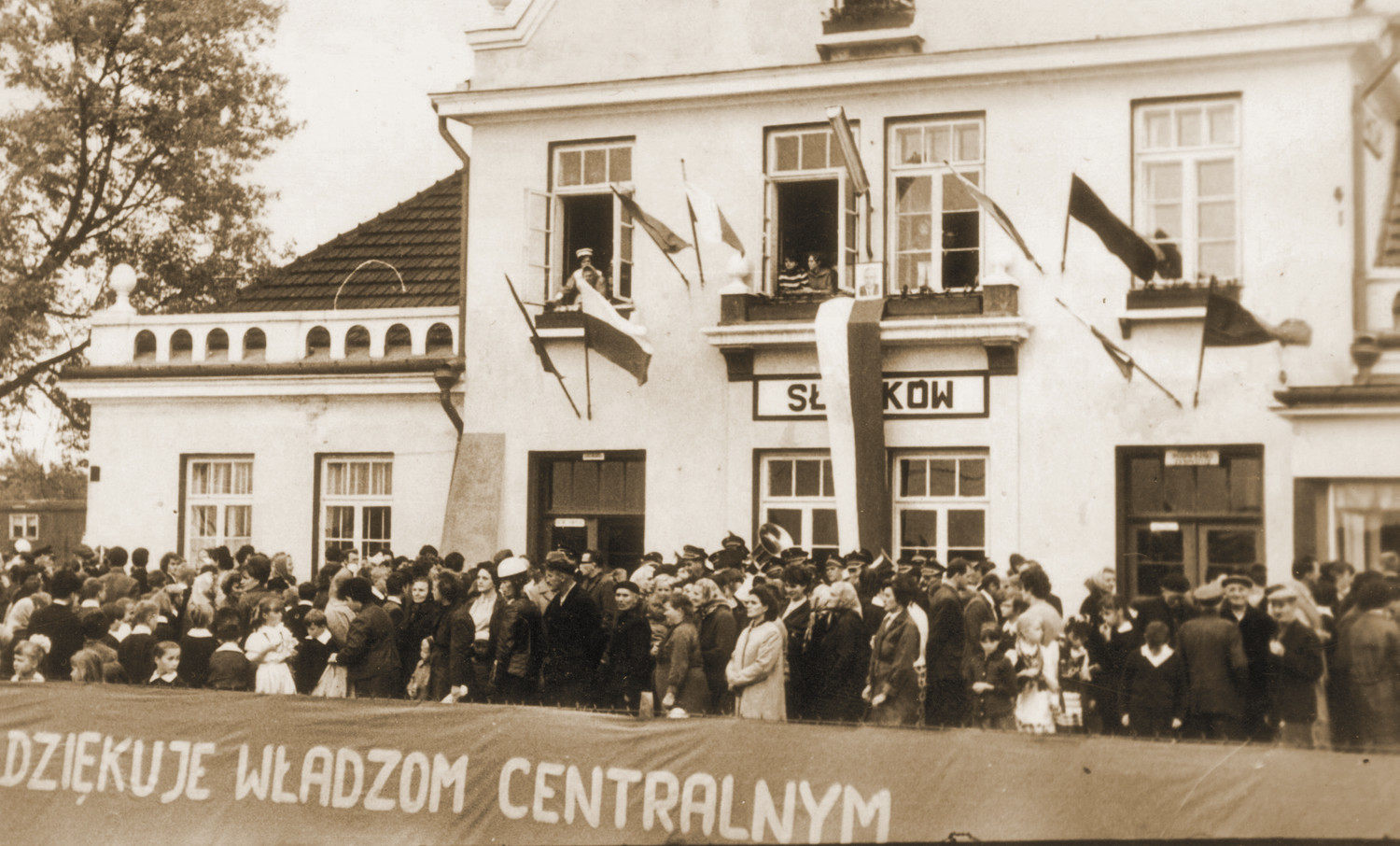
Przywitanie pierwszego pociągu elektrycznego na stacji Sławków 8 października 1966

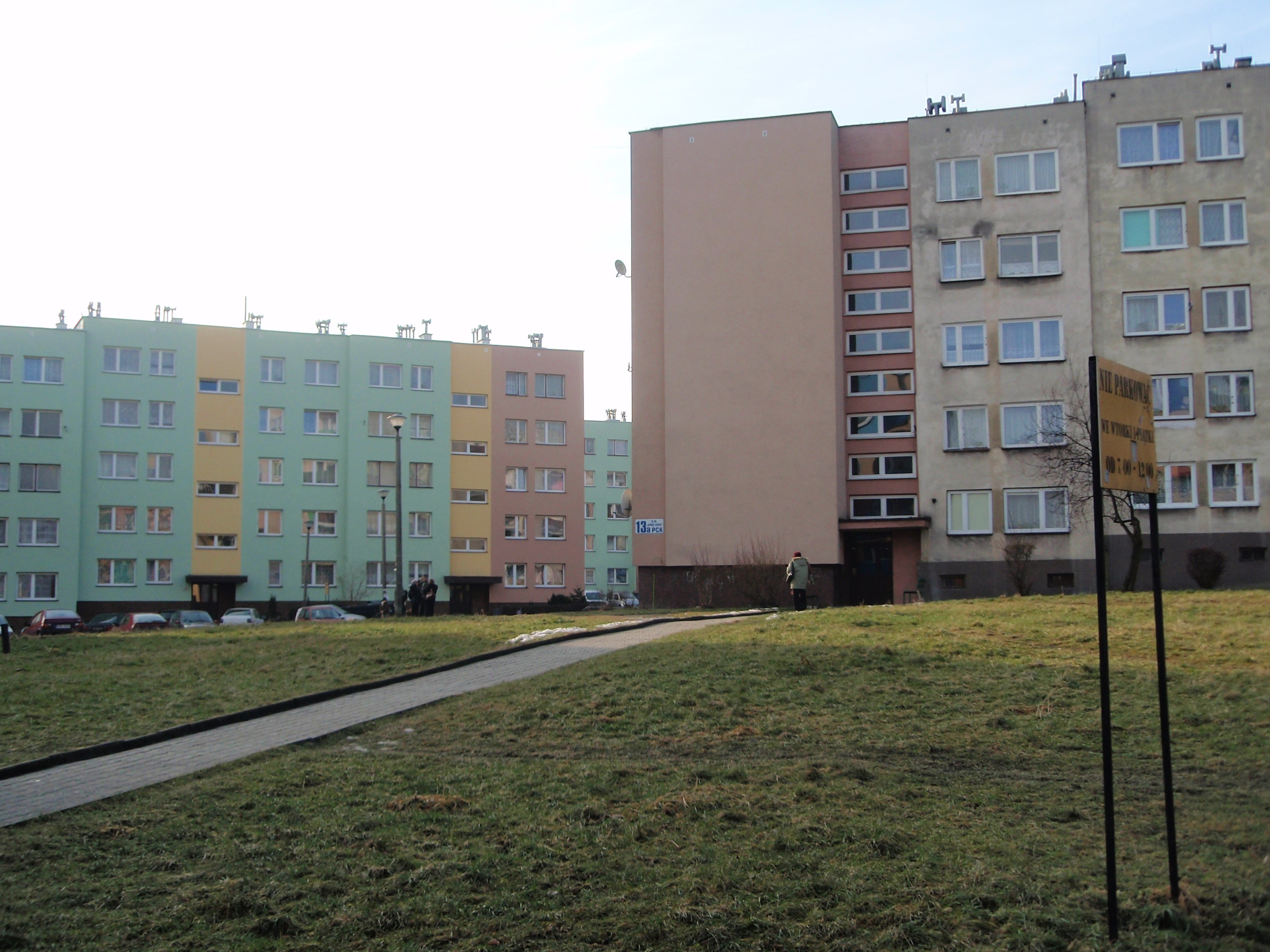
Osiedle PCK w Sławkowie – stan w roku 2009

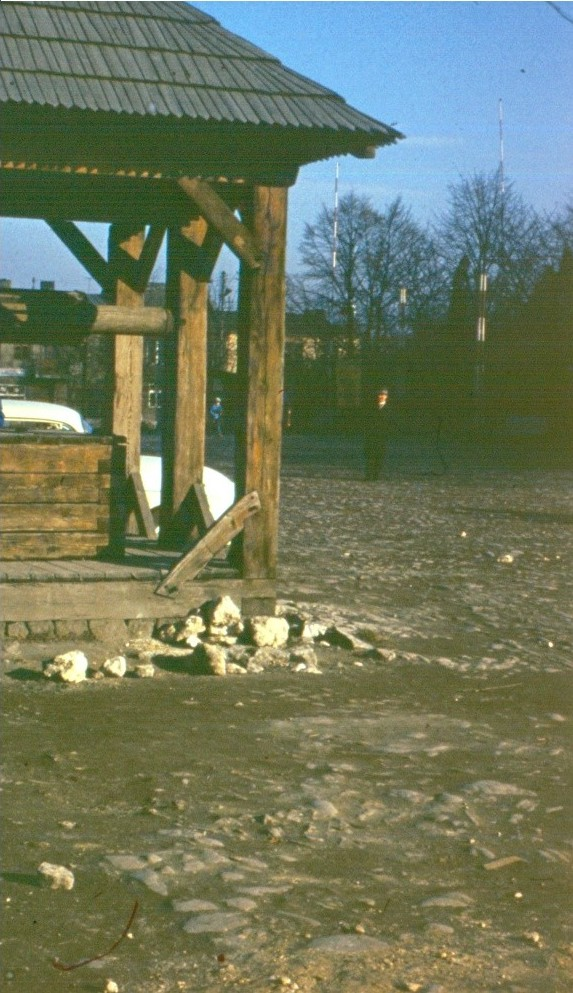
Fragment rynku sławkowskiego w połowie lat siedemdziesiątych XX w.

7 lipca 1945 Sławków wraz z całym powiatem olkuskim przeniesiony został z województwa kieleckiego do województwa krakowskiego. W 1954 Sławków uzyskał status osiedla, a w 1958 odzyskał prawa miejskie.
Przyznając osadzie status osiedla odłączono od gminy Sławków gromadę Niwa, w której skład weszły Burki, Dębowa Góra, Garbierze, Cieśle, Korzeniec, Niwa i Stare Maczki. W 1961 gromadę Niwa włączono powtórnie do Sławkowa, jednak już bez Cieśli i Starych Maczek, które w 1955 weszły w skład powiatu będzińskiego i stały się później częścią Sosnowca. Gromada Niwa w momencie przyłączenia miała powierzchnię 18 km², w wyniku czego powierzchnia Sławkowa osiągnęła 36,6 km², ulegając zmniejszeniu w stosunku do wcześniejszej powierzchni prawie 43 km² (4296,85 ha).
W wyniku podziału administracyjnego wprowadzonego w 1975 miasto weszło w skład województwa katowickiego. Z dniem 1 lutego 1977 miasto Sławków zostało jednak zniesione i wcielone do Dąbrowy Górniczej, której dzielnicą pozostawało do 1984. Kampania na rzecz odłączenia Sławkowa od Dąbrowy Górniczej uwieńczona referendum przeprowadzonym 8 listopada 1981, w którym 93% uczestników opowiedziało się za samodzielnością Sławkowa. Po siedmiu latach przynależności do Dąbrowy Górniczej Sławków odzyskał 15 marca 1984 samodzielność administracyjną i status miasta.

### Gospodarka i infrastruktura komunalna
W okresie powojennym znacjonalizowano majątek zakładów przemysłowych. W 1946 przejęta została przez Skarb Państwa Fabryka Braci Szajn, która do 31 grudnia 1953 nosiła nazwę „Zakłady Wyrobów z Drutu”, a w latach 1954–1994 „Fabryka Wyrobów Metalowych”. W 1945 skomunalizowano sławkowski młyn wodny. Przejęta w 1951 w zarząd przymusowy cegielnia upaństwowiona została w 1959. W latach pięćdziesiątych i sześćdziesiątych powstawały jednak również nowe przedsiębiorstwa przemysłowe, zajmujące się eksploatacją piasku podsadzkowego oraz przygotowaniem rud. W dniu 29 marca 1952 Rada Ministrów zatwierdziła projekt budowy Zakładu Przygotowania Rud w Burkach, do którego pierwszą rudę dostarczono w 1957. Spowodowało to rozbudowę sławkowskiej stacji szerokotorowej Sławków Południowy LHS. Natomiast w 1966 zelektryfikowano linię kolejową Strzemieszyce – Sędziszów, którą 8 października przejechał pierwszy pociąg elektryczny z Katowic do Sędziszowa.
W latach powojennych zaczęło się odradzać życie kulturalne. Od 1945 działało w Sławkowie, w budynku przy ul. Staropocztowej 10, kino państwowe z salą projekcyjną na 150 miejsc. Funkcjonowało ono pod różnymi nazwami („Piast”, „Gwiazda”) i cieszyło się, zwłaszcza w pierwszych latach po wojnie, dużym powodzeniem. Kino to zostało zamknięte w 1967 z powodu złego stanu technicznego budynku. W 1958 oddana została do użytku nowa szkoła podstawowa przy ul. Browarnej, która 4 czerwca 1972 otrzymała imię Jana Baranowskiego. W 1967 powstał pierwszy pięciokondygnacyjny blok mieszkalny przy obecnej ulicy PCK, który stał się początkiem większego osiedla mieszkaniowego. Kolejnych 11 budynków oddano do użytku na przełomie lat siedemdziesiątych i osiemdziesiątych. 1 września 1966 otwarto nowy budynek ośrodka zdrowia, do którego przeniesiono placówkę działającą od 1950 w prywatnym domu przy Małym Rynku.

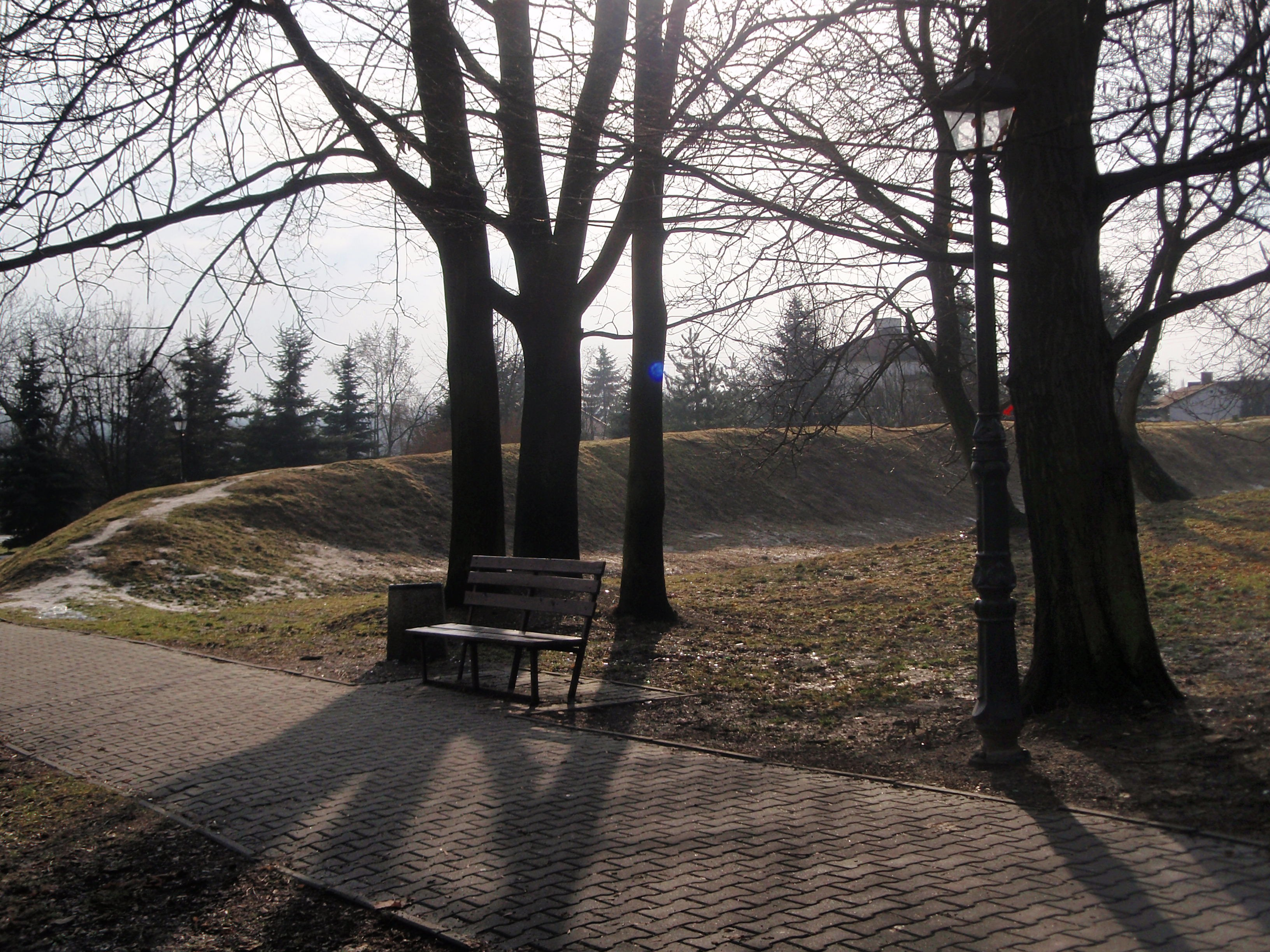
Fragment parku miejskiego w Sławkowie z widocznymi w głębi śladami średniowiecznych umocnień zamkowych

Do lat 70. ludność utrzymywała się z rolnictwa lub znajdowała zatrudnienie w Zakładach Wyrobów Metalowych, w Kombinacie Górniczo-Hutniczym „Bolesław” w Bukownie oraz w kopalniach węgla w Sosnowcu i Dąbrowie Górniczej. Na początku lat siedemdziesiątych budowa Kombinatu Metalurgicznego „Katowice” przyczyniła się do zmiany struktury gospodarczo-społecznej miasta. Do Sławkowa napłynęli nowi mieszkańcy, a budowa infrastruktury Huty Katowice spowodowała deprecjację użytkowanych rolniczo gruntów i prawie całkowity zanik gospodarstw rolnych. Sławków stał się odtąd gminą przemysłową. W 1973 rozpoczęto budowę zajezdni transportowej Przedsiębiorstwa Transportowo-Sprzętowego „Transbud”, które istniało do maja 1993. Zakład Przygotowania Rud w Burkach zatrudniał w latach 70. w działach produkcyjnych i pomocniczych ponad 800 osób, a cegielnia 85 pracowników. Zakłady Wyrobów Metalowych wyprodukowały w 1973 roku 57 tys. ton drutu, 20 tys. ton gwoździ i 900 ton zawleczek. W 1975 zakład ten zatrudniał 746 pracowników.
W 1977 oddano do użytku dwupasmowy odcinek drogi krajowej nr 94, łączący Olkusz z Katowicami, w wyniku czego przechodząca przez centrum Sławkowa droga państwowa z Krakowa na Śląsk przestała być drogą główną. W okresie przynależności do Dąbrowy Górniczej wybudowano też 18 km dróg i chodników za kwotę ok. 50 mln zł. Były to jednak jedne z niewielu inwestycji zrealizowanych w tym czasie na terenie miasta. Okres przynależności do Dąbrowy Górniczej nie był bowiem dla Sławkowa zbyt korzystny. W związku z jego peryferalnym położeniem nastąpiło zahamowanie rozbudowy infrastruktury oraz prac związanych z waloryzacją zabytkowej substancji urbanistycznej. Nie ziściły się też nadzieje na lokalizację w Sławkowie osiedli mieszkaniowych Kombinatu Metalurgicznego „Katowice”.

### Aktywność społeczna mieszkańców
W latach 1971–1973 w czynie społecznym mieszkańców zmodernizowano drogi i ulice o łącznej długości 5,37 km. Wykonano również 12 km sieci wodociągowej, 4,6 km kanalizacji burzowej oraz zainstalowano 168 punktów oświetlenia ulicznego. Ogólna wartość wykonanych prac wyniosła 7 mln zł. W następnym okresie kontynuowano tradycję czynów społecznych. W roku 1975 przebudowano w czynie społecznym ok. kilometra ulic, wykonano oświetlenie uliczne dzielnicy Groniec oraz elektryfikację Ciołkowizny. Za czyny społeczne Komitet Osiedlowy nr 1 otrzymał nagrodę 50 tys. złotych i specjalne gratulacje wojewody katowickiego.
W 1988 oddano do użytku park miejski, który wykonany został pod patronatem Towarzystwa Miłośników Sławkowa w czynie społecznym mieszkańców. W tym samym roku oddane zostało do użytku, po przebudowie starej szkoły, Szkolne Schronisko Młodzieżowe w Niwie.

## Sławków po 1989
Przełom lat osiemdziesiątych i dziewięćdziesiątych XX wieku przyniósł ze sobą wraz ze zmianami politycznymi rozwój aktywności gospodarczej obywateli i wzrost inwestycji komunalnych. Już w 1990 w mieście działało 12 punktów rzemieślniczych i 40 prywatnych placówek handlowych. W tym samym czasie z rolnictwa utrzymywały się w Sławkowie dwie rodziny. W latach 1994 – 1998 przeprowadzono gazyfikację większości ulic. Zakłady Wyrobów Metalowych w Sławkowie (dawna Fabryka Braci Szajn) przekształcone zostały 1 października 1994 w spółkę akcyjną.
W 1989 r. rozpoczęto przy ul. gen. W. Sikorskiego budowę liceum ogólnokształcącego wraz z domem nauczyciela i stacją transformatorową dla całości obiektów. 6 lutego 1996 r. wydany został przez Kuratora Oświaty w Katowicach akt założycielski Liceum Ogólnokształcącego w Sławkowie. 2 września 1996 odbyło się uroczyste otwarcie liceum połączone z wojewódzką inauguracją roku szkolnego 1996/97. 5 października 1991 oddano do użytku budowany od 1986 przy ul. Sikorskiego 10 tzw. „zameczek”, nowy budynek przedszkola z miejscami dla 120 wychowanków. 5 grudnia 1992 oficjalnie otwarto nowy budynek Miejskiego Ośrodka Kultury przy ul. Młyńskiej. Wybudowany on został nad Białą Przemszą, na miejscu sławkowskiego młyna, który spłonął 16 marca 1985. Nowy obiekt, o łącznej powierzchni użytkowej 1640 m², zawiera charakterystyczną dla sławkowskiej architektury kolumnadę z podcieniami oraz łamany dach. W 1996 miasto przystąpiło do Komunikacyjnego Związku Komunalnego GOP, co spowodowało intensyfikację połączeń autobusowych z miastami Zagłębia Dąbrowskiego i Olkuszem.

## Przynależność administracyjna

Sławków jako gmina eksterytorialna powiatu będzińskiego na mapie powiatu

W okresie przed wprowadzeniem reformy ustrojowej samorządu terytorialnego z 1998 roku, Sławków przynależał do województwa katowickiego oraz rejonu administracji rządowej w Olkuszu. Miasto starało się jednak o przeniesienie w gestię Urzędu Rejonowego w Będzinie. W tym celu 25 listopada 1990 zorganizowane zostało specjalne referendum, w którym na 5001 uprawnionych wzięło udział 3289 mieszkańców. Spośród nich 2549 osób opowiedziało się za przejściem do rejonu będzińskiego, natomiast 611 osób za pozostaniem w rejonie olkuskim.
Wskutek wprowadzenia nowego podziału administracyjnego kraju w 1999 Sławków znalazł się w województwie małopolskim, gdzie wszedł w skład powiatu olkuskiego. Sytuacja ta wywołała jednak niezadowolenie większości mieszkańców Sławkowa, która rozpoczęła szeroko zakrojoną akcję społeczną na rzecz przyłączenia miasta do województwa śląskiego. Jeszcze 20 grudnia 1998 przeprowadzone zostało referendum gminne, w którym przy frekwencji 79,9% osób uprawnionych do głosowania, 99,3% głosujących wypowiedziało się za przynależnością gminy do województwa śląskiego. 31 maja 2001 Rada Ministrów podjęła decyzję o włączeniu Sławkowa do powiatu będzińskiego w województwie śląskim z 1 stycznia 2002 W dniach 7 i 8 czerwca 2003 76% sławkowian biorących udział w referendum ogólnokrajowym opowiedziało się za przystąpieniem Polski do Unii Europejskiej.

## Tablica zmian przynależności polityczno-administracyjnej
| Okres                       |  | Przynależność polityczna       | Jednostka administracyjna | Status |
| --------------------------- |  | ------------------------------ | --- | --- |
| XII w. – do 1569            |  | Królestwo Polskie              | Ziemia krakowska, od pocz. XIV w. województwo krakowskie, od 1397 r. powiat krakowski | Wieś książęca, od XII w. wieś biskupia, od 1286 r. miasto biskupie                                                            |
| 1569–1795                   |  | Rzeczpospolita Obojga Narodów  | Województwo krakowskie, powiat krakowski | Miasto biskupie, od 1790 miasto królewskie                                                                                    |
| 1795–1806                   |  | Królestwo Prus                 | Królewsko-Pruska Kamera Wojenno-Ekonomiczna we Wrocławiu, powiat siewierski | Miasto |
| 1807–1813                   |  | Księstwo Warszawskie           | Departament kaliski, powiat lelowsko-siewierski (1807-1808), od 1808 r. powiat pilicki; od 1810 r. departament krakowski, powiat pilicki | Miasto |
| 1813–1814                   |  | Królestwo Prus                 | Do czasu formalnej likwidacji Księstwa Warszawskiego pod zwierzchnictwem Prus | Miasto |
| 1815–1914                   |  | Królestwo Kongresowe           | Województwo krakowskie, obwód olkuski (1816-1837); gubernia krakowska, obwód olkuski (1837-1841); gubernia kielecka, powiat olkuski (1842-1845); gubernia radomska, powiat olkuski (1845-1866); gubernia kielecka, powiat olkuski (1867-1914) | Miasto, od 1870 r. osada wiejska                                                                                              |
| 2. VIII. 1914 – 4. IX. 1914 |  | Austro-Węgry                   | Władze wojskowe V Korpusu Austro-Węgierskiego, komendantura obwodu olkuskiego | Wieś |
| 5. IX. 1914 – 6. XI. 1914   |  | Niemcy                         | Niemieckie frontowe władze wojskowe | Wieś |
| 7. XI. 1914 – 4. XI. 1918   |  | Austro-Węgry                   | Generalne Gubernatorstwo Lubelskie, komendantura powiatu olkuskiego | Wieś |
| 1918–1939                   |  | Rzeczpospolita Polska          | Województwo kieleckie, powiat olkuski | Wieś |
| 1939–1945                   |  | III Rzesza                     | Prowincja śląska, rejencja katowicka, powiat olkuski | Wieś |
| 1945–1990                   |  | Rzeczpospolita Polska (Ludowa) | Województwo krakowskie, powiat olkuski (1945-1975), od 1975 r. województwo katowickie | Do 1954 r. wieś, w latach 1955–1957 osiedle, 1958-1977 miasto, w latach 1977–1984 dzielnica Dąbrowy Górniczej, od 1984 miasto |
| Od 1990                     |  | Rzeczpospolita Polska          | Województwo katowickie (do 1998 r.); województwo małopolskie, powiat olkuski (1999–2001); województwo śląskie, powiat będziński (od 2002 r.)                                                                                                  | Miasto |

### Dokumenty
- Dokument z 20 czerwca 1295 wydany w Pradze przez Wacława II Czeskiego dla Jana Muskaty, biskupa krakowskiego, zawierający pozwolenie na obwarowanie miast biskupich Sławków, Iłża, Tarczek i Kielce, w: Kodeks dyplomatyczny Katedry Krakowskiej św. Wacława, t. I (1166-1366), wyd. E. Piekosiński, Kraków 1874, dokument nr CI, s. 137.
- Dokument z 18 czerwca 1943 – Z dalekopisu Prezydenta Policji w Sosnowcu do prezesa rejencji katowickiej o wykolejeniu pociągu towarowego na odcinku Sławków–Bukowno, w: Hitlerowcy o dywersji kolejowej na Śląsku i w Zagłębiu Dąbrowskim (1943–1944). Wybór dokumentów, Śląski Instytut Naukowy, Zeszyty naukowe nr 50, dokument nr 8, s. 20.